# Nam–Bắc triều (Trung Quốc)
Nam Bắc triều (tiếng Trung: 南北朝; bính âm: Nánběicháo, 420-589) là một giai đoạn trong lịch sử Trung Quốc, bắt đầu từ năm 420 khi Lưu Dụ soán Đông Tấn mà lập nên Lưu Tống, kéo dài đến năm 589 khi Tùy diệt Trần. Về trình tự, thời kỳ Nam Bắc triều nối tiếp thời kỳ Đông Tấn-Ngũ Hồ thập lục quốc, sau đó là triều Tùy. Do hai thế lực bắc-nam đối lập trong một thời gian dài, do vậy gọi là Nam Bắc triều. Nam triều (420-589) bao gồm bốn triều đại: Lưu Tống, Nam Tề, Lương, Trần; Bắc triều (439-589) bao gồm năm triều đại: Bắc Ngụy, Đông Ngụy, Tây Ngụy, Bắc Tề, Bắc Chu.
Hoàng tộc Nam triều chủ yếu xuất thân từ hàn môn hoặc thứ tộc, họ dần dần nắm giữ được quân quyền nên có thể soán ngôi đoạt hoàng vị. Vào sơ kỳ, kinh tế Nam triều dần được khôi phục, quân lực cường thịnh. Tuy nhiên, do sai lầm về chiến thuật và quân lực của Bắc triều cũng cường thịnh, khiến biên giới liên tục dời về phía nam. Hoàng đế cùng tông thất Nam triều thường đấu tranh đẫm máu để tranh hoàng vị. Đến thời Lương, Lương Vũ Đế hồi tâm hướng thiện, khiến quốc lực lại một lần nữa cường thịnh. Tuy nhiên, đến những năm cuối thời Lương Vũ Đế, quốc gia hủ bại suy sụp, loạn Hầu Cảnh khiến cho thực lực của Nam triều suy kém đi nhiều, đồng thời bị chia rẽ, chính cục "Kiều tính thế tộc" chi phối hoàn toàn tan vỡ. Mặc dù Trần Văn Đế thống nhất Nam triều, song quốc lực đã sút kém, chỉ có thể dựa vào thiên hiểm Trường Giang để chống cự Bắc triều. Bắc triều kế thừa Ngũ Hồ thập lục quốc, là triều đại tân hưng Hồ-Hán dung hợp. Hoàng thất Bắc Ngụy thuộc tộc Tiên Ti, quan viên tộc Hán chịu ảnh hưởng của văn hóa Ngũ Hồ, nhiều người thông hôn với người Hồ, trong khi hoàng thất Tiên Ti cũng chịu sự hun đúc của văn hóa Hán. Triều Bắc Ngụy bị Nhu Nhiên ở phương bắc trói buộc, cho đến sau khi Đột Quyết vốn khá hữu hảo thôn tính Nhu Nhiên thì mới có thể dốc toàn lực để đối phó với Nam triều. Hậu kỳ Bắc Ngụy, sau loạn Lục trấn và nông dân bạo động, thực lực suy yếu đi nhiều. Sau khi Bắc Ngụy phân liệt thành Đông Ngụy và Tây Ngụy, không lâu sau lại phân liệt, bị Bắc Tề và Bắc Chu thay thế. Bắc Tề chủ yếu do tập đoàn Lục trấn hợp thành, sơ kỳ quân lực cường thịnh. Bắc Chu có ít quân Tiên Ti hơn Bắc Tề, địa vị chính trị không được như Nam triều Trần. Cuối cùng, tập đoàn Quan-Lũng do Vũ Văn Thái khai sáng thôn tính chính quyền Bắc Tề đang ngày càng hủ bại. Sau khi Bắc Chu Vũ Đế qua đời, một người Hán là Dương Kiên nắm giữ chính quyền, thông qua thụ thiện từ Bắc Chu Tĩnh Đế mà kiến lập triều Tùy, sau 8 năm mưu tính thì phát binh diệt Trần, thống nhất Trung Quốc.
Về tương đối, Bắc triều chiến tranh không dứt, các giai cấp đối lập; còn Nam triều khá ổn định, kinh tế tiếp tục phát triển ổn định, xuất hiện trị thế "Nguyên Gia chi trị" và "Vĩnh Minh chi trị". Nhân khẩu Trung Nguyên từ thời loạn Hoàng Cân và loạn Vĩnh Gia đã liên tục dời về phương nam, mang theo sức lao động và kỹ thuật sản xuất. Giang Nam phồn vinh, khiến cho kinh tế Trung Quốc chuyển dịch về phương nam, đến thời Tùy Dạng Đế thì triều đình cho kiến lập Đại Vận Hà. Về phương diện văn hóa, loạn thế tạo cho tư tưởng tự do có được một mảnh đất màu mỡ để phát triển, đề xuất quan điểm "vụ thực cầu trị" và "vô quân luận". Đối với văn học, nghệ thuật, khoa kỹ, có sự khai sáng ra các diễn giải và lý luận độc đáo. Về huyền học, Phật giáo và Đạo giáo đều rất hưng thịnh. Trong đó, phát triển các hang động Phật giáo như hang Mạc Cao, hang đá Mạch Tích Sơn, hang đá Vân Cương, hang đá Long Môn. Về giao lưu đối ngoại cũng rất hưng vượng, đông đến Nhật Bản và bán đảo Triều Tiên, tây đến vùng Tây Vực, Trung Á, Tây Á (đế quốc Sassanid), nam đến khu vực Đông Nam Á và Ấn Độ.
Sơ kỳ Nam Bắc triều vẫn tuân theo chính trị thế tộc, giai tầng xã hội phân thành "thế tộc", "tề dân biên hộ", "y phụ nhân" cùng nô lệ. Thế tộc nắm giữ một lượng lớn y phụ nhân không cần phải nộp thuế, những người này tiến hành sản xuất và tác chiến cho thế tộc, do đó ảnh hưởng đế số thuế thu được của triều đình. Tuy hoàng đế Nam triều vẫn cần đến sự ủng hộ của thế tộc chủ lưu, song cũng trợ giúp cho hàn môn để cân bằng thế lực chính trị, vào thời Lương còn manh nha xuất hiện chế độ khoa cử. Thế tộc Nam triều do được hưởng an nhàn trong một thời gian dài nên dần dần suy thoái, sau loạn Hầu Cảnh thì tan vỡ triệt để. Ở phương bắc, người Tiên Ti thiếu kinh nghiệm chính trị, do vậy cũng trọng dụng thế tộc người Hán, dẫn đến chọn lọc vay mượn giữa văn hóa hai bên, lâu dần hình thành kết hợp văn hóa, tối thịnh là phong trào Hán hóa dưới thời Bắc Ngụy Hiếu Văn Đế. Quá trình kết hợp sản sinh xung đột tư tưởng, đấu tranh chính trị, xung đột chủng tộc kịch liệt, như loạn Lục trấn hay phong trào bài Hán của Bắc Tề. Bắc Chu thực hiện chính sách "Quan Trung bản vị", dung hợp văn hóa Tiên Ti và Hán nhằm loại bỏ rào cản Hồ-Hán.

## Lịch sử Nam triều
Thời kỳ Nam triều bắt đầu từ năm 420, khi quyền thần Lưu Dụ của Đông Tấn soán vị, kết thúc khi Tùy diệt Trần vào năm 589. Nam triều trải qua bốn triều đại Tống, Tề, Lương, Trần, đều kiến đô ở Kiến Khang; chỉ có Lương từng thiên đô. Bốn triều đại này cùng những triều đại trước đó kiến đô ở Kiến Khang là Đông Ngô và Đông Tấn gọi chung là "Lục triều".

### Lưu Tống

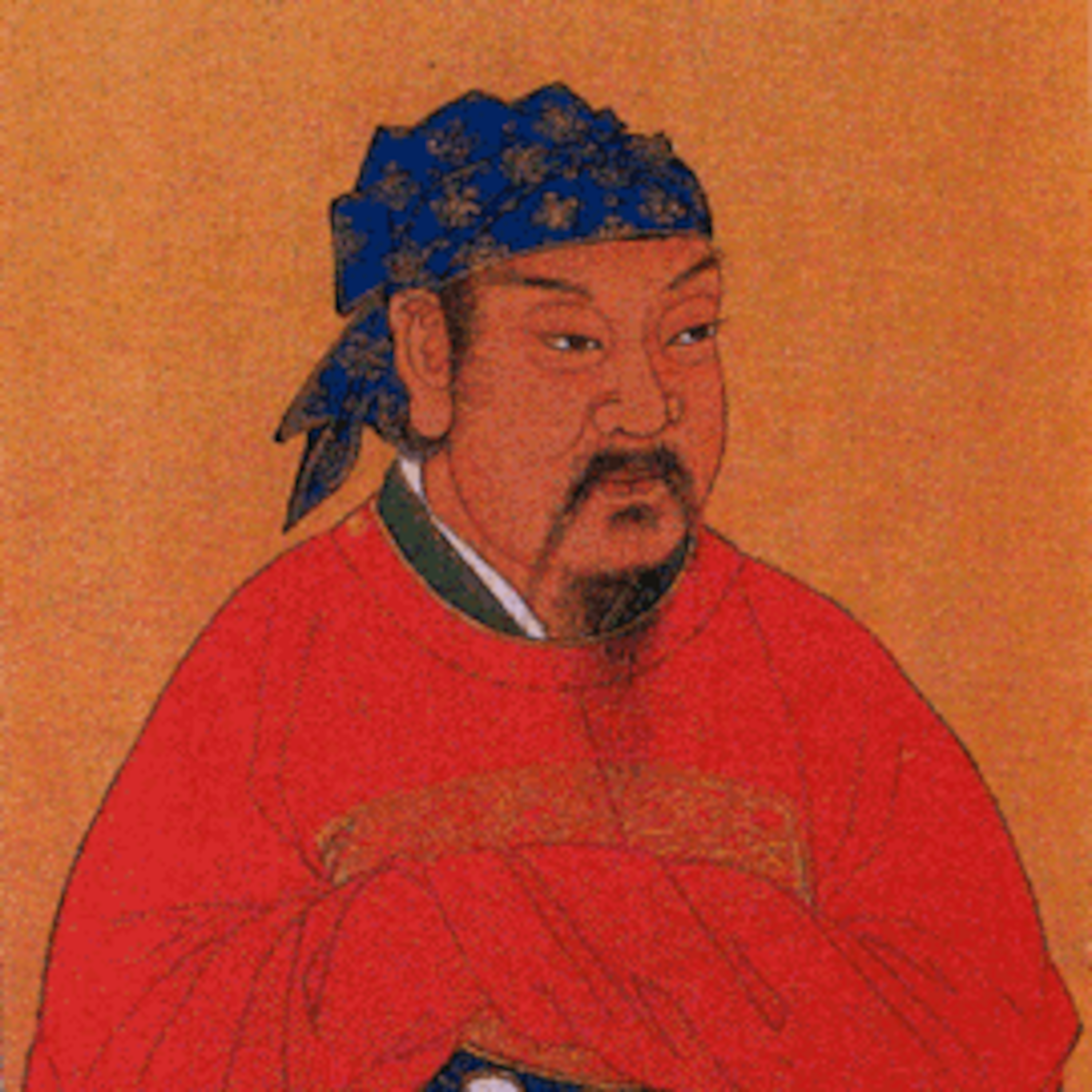
Tống Vũ Đế Lưu Dụ

Lưu Tống Vũ Đế Lưu Dụ nguyên là thủ lĩnh Bắc phủ binh của Đông Tấn, sau loạn Hoàn Huyền thì nắm quyền kiểm soát triều đình. Để có được thanh thế nhằm soán Tấn, Lưu Dụ hai lần phát động Bắc phạt, thu phục các khu vực Sơn Đông, Hà Nam và Quan Trung (Quan Trung sau bị Hạ chiếm lĩnh). Sau đó, Lưu Dụ sát hại Tấn An Đế, cải lập Tấn Cung Đế, hai năm sau (420) thì soán vị giống như Tấn soán Ngụy khi trước, kiến quốc Lưu Tống, Đông Tấn diệt vong, phương nam tiến vào "thời kỳ Nam-Bắc triều". Năm 440, sau khi Bắc Ngụy thống nhất phương bắc, cùng với Lưu Tống hình thành thế đối lập Nam-Bắc. Tống Vũ Đế xuất thân từ quân đội, là người cương nghị kiệm phác, sau khi xưng đế vẫn nỗ lực thực hiện tiết kiệm, tạm thời cục thế chính trị rất tốt. Tuy nhiên, ông không xem trọng giáo dục hoàng thất, tin tưởng giao phó cho kẻ xấu, dẫn đến đại họa. Ông nhận thức được đương thời quyền thế của thế tộc rất lớn, uy quyền của quân chủ trở nên suy yếu, do vậy về chính trị thì trọng dụng những người xuất thân từ Hán tộc đáng tin tưởng để giao cho quyền hành, quân quyền ở trong trấn thì phó thác cho tông thất hoàng tộc. Tông thất nắm giữ quân quyền và chính trị nên trong lòng sinh ra ý soán vị, do vậy giữa hoàng đế và tông thất nhiều lần xảy ra thảm kịch cốt nhục tương tàn.

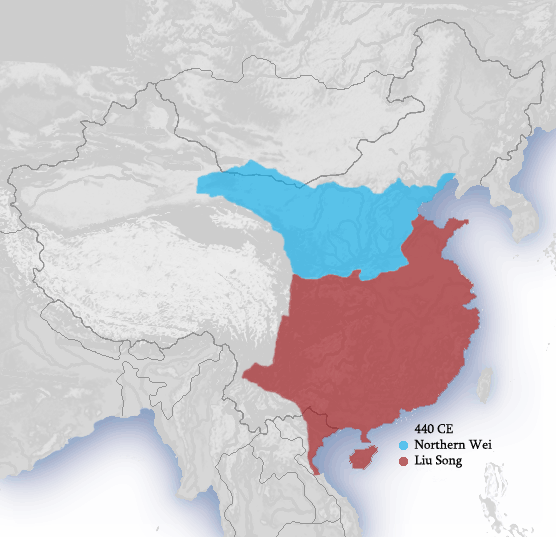
Cương vực năm 440:
Lưu Tống
Bắc Ngụy

Sau khi Lưu Tống Vũ Đế qua đời, Lưu Tống Thiếu Đế kế lập, nhưng vì ham chơi thất đức, bị các phụ chính đại thần Từ Tiện Chi, Phó Lượng và Tạ Hối sát hại, cải lập Nghi Đô vương Nghĩa Long, tức Lưu Tống Văn Đế. Sau này, Văn Đế cùng danh tướng Bắc phủ binh trừ bỏ những kẻ muốn kiểm soát quốc chính, khiến chính cục ổn định. Lưu Tống Văn Đế đề xướng tiết kiệm, đồng thời thanh lọc đội ngũ quan lại, khai sáng "Nguyên Gia chi trị". Từ năm 430, Tống Văn Đế nhiều lần Bắc phạt, nhưng do chuẩn bị không đầy đủ, thêm vào đó là Văn Đế chỉ huy sai lầm, dùng sách lược "binh hoang tài đơn", quốc lực suy yếu đi nhiều. Danh tướng Đàn Đạo Tế do lập được quân công nên bị Tống Văn Đế nghi kỵ và loại trừ, do đó càng khiến Lưu Tống mất khả năng cân bằng thực lực với Bắc Ngụy. Đương thời, Bắc Ngụy xảy ra việc Cái Ngô khởi sự làm phản, song Lưu Tống không thể tức thời Bắc phạt. Đến năm 445, Bắc Ngụy nhân lúc kẻ địch mạnh là Nhu Nhiên tạm thời suy yếu, bắt đầu phát động nhiều lần Nam chinh, hai bên giao chiến qua lại ở vùng Hoài Nam, quân Bắc Ngụy thậm chí từng tiến sát đến Trường Giang. Lưu Tống sau đó không còn thực lực để lại phát động chiến tranh.
Năm 453, Lưu Tống Văn Đế bị Thái tử Thiệu sát hại, tam tử Lưu Tuấn thừa cơ suất quân đoạt vị, tức Hiếu Vũ Đế. Hiếu Vũ Đế là người hoang dâm tàn bạo, gian dâm với cháu gái, khiến phát sinh hai lần chiến sự trong nội bộ tông thất, cuối cùng còn đồ sát tại thành Quảng Lăng. Đương thời, nhân dân lưu truyền câu nói: "Kiến Khang nhìn từ xa, thành nhỏ sông ngược nước chảy vòng quanh, trước thấy con giết cha, sau thấy em giết anh", biểu thị giai đoạn lịch sử này. Sau khi Lưu Tử Nghiệp kế vị, lại tiến hành đại sát tông thất, sau bị hoàng thúc Tương Đông vương Lưu Úc sát hại đoạt vị, tức Minh Đế. Tuy nhiên, Minh Đế cũng tiến hành đại sát tông thất, khiến tử tôn của Hiếu Vũ Đế bị tuyệt diệt. Sau khi Lưu Dục kế vị, chính cục biến động, xảy ra biến loạn, tướng quân Tiêu Đạo Thành dần dần kiểm soát quân quyền. Sau khi Lưu Dục qua đời, Tiêu Đạo Thành đưa Lưu Chuẩn lên ngôi, tức Tống Thuận Đế, Tiêu Đạo Thành một mình nắm hết triều chính. Sau khi tiêu diệt đối thủ chính trị là Viên Xán và Thẩm Du Chi, Tiêu Đạo Thành soán vị vào năm 479, kiến quốc Nam Tề, sử gọi là Tề Cao Đế, Lưu Tống mất.

### Nam Tề
Nam Tề Cao Đế thuộc thế tộc Lan Lăng Tiêu thị, song địa vị không cao, do vậy bị thế tộc quyền quý xem thường. Cảnh tượng chính trị dưới thời Nam Tề Cao Đế cũng giống như Tống sơ, thực hiện cai trị tiết kiệm, tại vị được 4 năm thì qua đời, Thái tử Trách kế lập, tức Vũ Đế. Vũ Đế cai trị thanh minh, không có chiến sự với Bắc Ngụy, an dân bảo cảnh, sử gọi là "Vĩnh Minh chi trị". Đương thời, Hoàng đế lợi dụng "quan điểm thiên" làm tai mắt, giám sát chính sự các châu và chư vương tông thất.
Sau khi Vũ Đế qua đời, Hoàng thái tôn Tiêu Chiêu Nghiệp kế lập, do Tiêu Tử Lương cùng Tiêu Loan phụ chính. Tuy nhiên, Hoàng đế xa xỉ chìm đắm trong vui đùa, quốc chính dần rơi vào tay Tiêu Loan. Tiêu Loan có ý soán vị, sau khi sát hại Tiêu Chiêu Nghiệp thì cải lập Tiêu Chiêu Văn, không lâu sau lại phế Tiêu Chiêu Văn, tự lập làm hoàng đế, tức Minh Đế. Sau khi kế vị, Minh Đế lợi dụng "quan điểm thiên" mà đại sát chư vương tông thất, tử tôn của Cao Đế và Vũ Đế đầu bị tận sát. Những năm cuối đời, Minh Đế bệnh trọng, khá tôn trọng Đạo giáo và pháp thuật, đem phục trang sở hữu đổi sang màu đỏ; Minh Đế còn đặc biệt hạ chiếu cho các quan phủ lệnh trưng thu "ngân ngư" để làm thuốc. Năm 498, Minh Đế bệnh mất, Thái tử Tiêu Bảo Quyển kế lập. Tiêu Bảo Quản là hôn quân tàn bạo, sát hại cố mệnh đại thần, khiến các phương trấn nổ ra bạo loạn. Sau khi bình xong loạn, Tiêu Bảo Quyển lại sát hại những người có công bình loạn như Ung châu thứ sử Tiêu Ý. Năm 501, em của Tiêu Ý là Tiêu Diễn tuyên bố khởi binh, lập Tiêu Bảo Dung làm hoàng đế tại Giang Lăng, tức Hòa Đế. Sau khi Tiêu Diễn đánh vào Kiến Khang, Tiêu Bảo Quyển bị tướng quân Vương Trân Quốc sát hại. Năm sau, Tiêu Diễn soán vị, kiến quốc Lương, sử gọi là Lương Vũ Đế, Nam Tề mất.

### Lương và loạn Hầu Cảnh

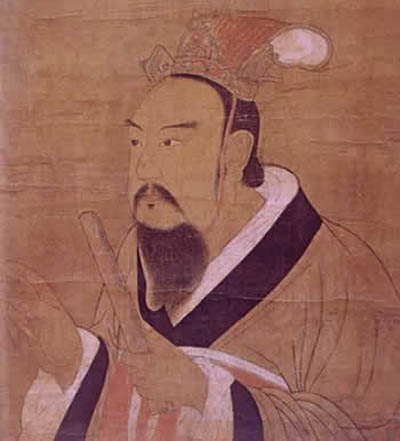
Chân dung Lương Vũ Đế

Lương Vũ Đế thuộc nhánh phụ của Lan Lăng Tiêu thị, là người tiết kiệm, cần chính, yêu dân; khai sáng "Thiên Giám chi trị" vào tiền kỳ triều Lương, quốc lực vượt qua Bắc Ngụy đang dần hỗn loạn. Rút kinh nghiệm từ việc đồ sát tông thất của triều Tống-Tề, Lương Vũ Đế đối với tông thất hết sức khoan dung, ngay cả khi họ phạm tội thì ông cũng không truy cứu. Lương Vũ Đế có học vấn uyên bác, đề xướng phát triển học thuật, khiến lĩnh vực giáo dục của Lương phát đạt, văn hóa Nam triều phát triển tới cực điểm. Đến hậu kỳ, Lương Vũ Đế say mê Phật giáo, ba lần xá thân chùa Đồng Thái. Do tăng lữ-đạo sĩ không phải nộp thuế, có gần một nửa hộ khẩu ghi danh làm bề dưới, tài chính quốc gia chịu tổn thất to lớn. Đương thời, tông thất và quan viên ham tiền, xa xỉ, họ chìm đắm trong rượu hay vàng bạc, không thể tự vượt lên được.
Sơ kỳ Lương Vũ Đế, Bắc Ngụy sau vận động Hán hóa thì phát sinh mâu thuẫn, quốc lực dần thua kém so với Lương. Từ năm 503 trở đi, Bắc Ngụy và Lương hội chiến ở khu vực Hoài Nam, cuối cùng Cương Nghĩa Chi, Tào Cảnh Tông, Vi Duệ đại thắng quân Bắc Ngụy trong trận Chung Li. Lương Vũ Đế đến lúc này tích cực Bắc phạt, song phạm vi không vượt ra khỏi khu vực Hoài Nam. Năm 516, quân Lương đánh tan quân Bắc Ngụy trong trận Thọ Dương, song vì tổn thất quá lớn nên tạm đình chỉ Bắc phạt, 10 năm sau mới đoạt được Thọ Dương. Ngoài ra, Lương Vũ Đế thích dùng hàng tướng, trao cho họ danh lợi trong khi họ vẫn chưa lập được công lao. Đến khi Bắc Ngụy phát sinh loạn Lục trấn, vào mùa đông năm 528, Lương Vũ Đế phái Trần Khánh Chi hộ tống Bắc Hải vương Nguyên Hạo của Bắc Ngụy về bắc kế vị. Trần Khánh Chi mặc dù có thể đem 7.000 kị binh đánh đến Lạc Dương, song cô độc không có viện binh nên cuối cùng thất bại. Thời kỳ Đông Ngụy-Tây Ngụy, tướng Hầu Cảnh của Đông Ngụy chịu áp lực từ cả Đông Ngụy và Tây Ngụy nên chạy sang Lương. Lương Vũ Đế dùng Hầu Cảnh bắc phạt Đông Ngụy. Tuy nhiên, sau khi quân Lương chiến bại, Lương Vũ Đế có ý đồ đưa Hầu Cảnh về Đông Ngụy để cầu hòa. Hầu Cảnh biết được việc này liền khởi binh làm phản, tiến về phía nam công Kiến Khang, sử gọi là "loạn Hầu Cảnh". Tướng Lương là Tiêu Chính Đức dẫn Hầu Cảnh vượt Trường Giang, Hầu Cảnh tiến vào Kiến Khang, Lương Vũ Đế rút vào Đài Thành. Sau đó, mặc dù các địa phương phái quân cần vương song đều giữ thái độ dò xét tình hình. Hầu Cảnh nghe tin quân cần vương tiến đến thì từng tiến hành hòa đàm, song cuói cùng bội ước và đánh chiếm Đài Thành. Sau khi Kiến Khang thất thủ, Hầu Cảnh đồ sát thế tộc Giang Nam, là sự đả kích mang tính hủy diệt đối với chính trị Nam triều. Lương Vũ Đế cuối cùng chết đói, Hầu Cảnh trước sau lập rồi sát hại Tiêu Cương và Tiêu Đống, cuối cùng soán vị kiến quốc "Hán".
Tuy nhiên, thế lực của Hầu Cảnh chỉ giới hạn trong phạm vi Giang Đông và bình nguyên Giang Hán, khu vực Lương châu và Ích châu vẫn do Lương thất khống chế, song các đội quân này lo kiềm chế lẫn nhau, không chịu hợp tác với nhau. Cuối cùng, liên quân của Phiên Ngung quận thái thú Trần Bá Tiên cùng với Vương Tăng Biện được Tương Đông vương Tiêu Dịch phái đi diệt trừ được Hầu Cảnh. Tương Đông vương Tiêu Dịch kế vị ở Giang Lăng, tức Lương Nguyên Đế. Vũ Lăng vương Tiêu Kỷ cứ thủ Ích châu cũng tuyên bố xưng đế, đồng thời tiến đánh Giang Lăng. Lương Nguyên Đế cầu cứu Tây Ngụy, Tây Ngụy diệt Tiêu Kỷ rồi chiếm lĩnh Ích châu. Năm sau, cháu nội của Lương Vũ Đế là Tiêu Sát dẫn quân Tây Ngụy thừa cơ tiến công Giang Lăng, Lương Nguyên Đế bị giết, Tây Ngụy lập Tiêu Sát làm hoàng đế, sử gọi là Tây Lương. Sau khi Lương Nguyên Đế bị sát hại, Trần Bá Tiên và Vương Tăng Biện lập Tấn An Vương Tiêu Phương Trí làm hoàng đế, tức Lương Kính Đế. Sau đó, Bắc Tề đưa Tiêu Uyên Minh về nam, quân Lương bị đánh bại, Vương Tăng Biện khuất phục và nghênh lập Tiêu Uyên Minh làm Lương đế. Trần Bá Tiên phản đối và suất quân giết Vương Tăng Biện, phục lập Lương Kính Đế. Sau đó, Trần Bá Tiên đánh bại cuộc xâm lược của Bắc Tề và dư đảng của Vương Tăng Biện, chuyên chính triều đình Lương. Cuối cùng, Trần Bá Tiên soán vị vào năm 557, kiến quốc Trần, sử gọi là Trần Vũ Đế, Lương mất.

### Trần

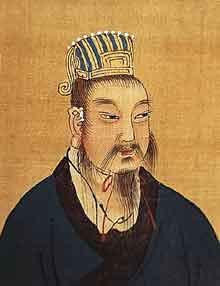
Trần Vũ Đế Trần Bá Tiên

Trần Vũ Đế là người Ngô Hưng, là người Ngô phương nam. Đương thời "Kiều tính thế tộc" và "Ngô tính thế tộc" đều do loạn Hầu Cảnh mà chịu thương tổn nghiêm trọng, rất nhiều địa phương có thế lực cát cứ. Do Trần Vũ Đế không có cách nào bình định hết nên đành chọn phương thức an phủ. Sau khi Trần Vũ Đế qua đời vào năm 559, cháu là Trần Thiến kế vị, tức Trần Văn Đế. Vương Lâm cát cứ ở Lương Hồ tiến hành nổi dậy, liên hiệp với Bắc Tề và Bắc Chu để đông chinh Kiến Khang. Trần Văn Đế trước tiên đánh tan liên quân Vương Lâm-Bắc Tề, kế tiếp phong tỏa Ba Khâu để cản trở Bắc Chu xuôi theo Trường Giang đông tiến. Trong thời gian Trần Văn Đế tại vị, chính trị tốt đẹp, phục hồi kinh tế Giang Nam, khiến quốc thế Nam triều khôi phục.
Năm 566, sau khi Trần Văn Đế qua đời, Thái tử Bá Tông kế vị, tức Trần Phế Đế. Không lâu sau, An Thành Vương Trần Húc phế hoàng đế tự lập, tức Trần Tuyên Đế. Đương thời, Bắc Chu có ý đồ diệt Bắc Tề, do vậy yêu cầu Trần cùng phạt Bắc Tề. Trần Tuyên Đế do nghĩ có thể thu phục được khu vực Hoài Nam nên quyết định đồng ý, năm 573 phái Ngô Minh Triệt Bắc phạt, hai năm sau thu phục Hoài Nam. Đương thời, Bắc Tề suy lạc, Trần Tuyên Đế bản thân có khả năng thừa cơ mà đánh diệt, song lại chỉ muốn cố thủ khu vực Lưỡng Hoài. Sau khi Bắc Chu thừa cơ đánh diệt Bắc Tề, đến năm 577 thì nam chinh đoạt Lưỡng Hoài, quân Trần thảm bại, Trần lâm vào thế nguy hiểm. Tuy nhiên, Bắc Chu Vũ Đế đột nhiên qua đời, quyền thần Dương Kiên chuẩn bị soán vị, Bắc Chu rốt cuộc không còn ý nam chinh. Sau khi Dương Kiên kiến lập triều Tùy, Trần Tuyên Đế qua đời, Thái tử Thúc Bảo kế vị, tức Trần Hậu Chủ. Trần Hậu Chủ hoang dâm xa xỉ, khiến quốc chính đại loạn, triều chính hủ bại cực độ. Quan lại bóc lột nghiêm trọng, nhân dân cực khổ. Tùy Văn Đế nghe theo sách lược của Cao Quýnh, cứ đến mùa phương nam thu hoạch thì đốt phá đất ruộng, khiến quốc lực của Trần suy thoái. Năm 588, Tùy Văn Đế cho Dương Quảng làm chủ tướng, phát động chiến tranh nhằm diệt Trần. Trần Hậu Chủ ỷ thế có Trường Giang là thiên hiểm nên vẫn ca vũ như thường lệ. Năm sau, quân Tùy đánh vào Kiến Khang, Trần Hậu Chủ cùng ái phi Trương Lệ Hoa và Khổng quý nhân chui xuống giếng trốn, song sau vẫn bị quân Tùy bắt, Trần mất.

## Lịch sử Bắc triều

### Bắc Ngụy hưng khởi và phong trào Hán hóa

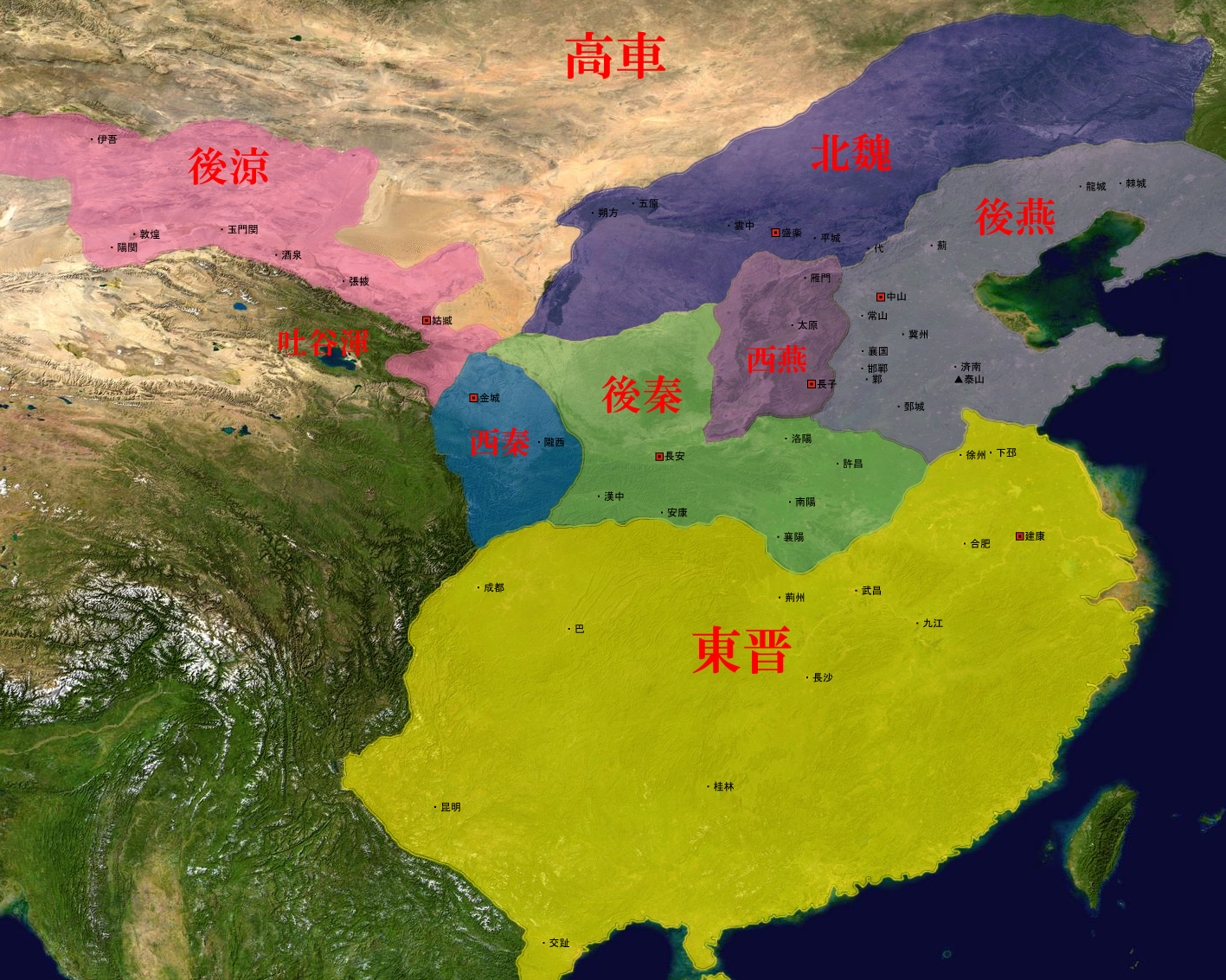
Cương vực các nước thời Ngũ Hồ thập lục quốc, khoảng 386-394
Bắc Ngụy
Đông Tấn
Hậu Yên
Tây Yên
Hậu Tần
Tây Tần
Hậu Lương

Bắc Ngụy do bộ tộc Thác Bạt của người Tiên Ti kiến lập, tiền thân là nước Đại. Sau khi Tiền Tần sụp đổ, cháu của Đại vương Thác Bạt Thập Dực Kiền là Thác Bạt Khuê khởi binh phục quốc, định đô ở Thịnh Lạc năm 386, cải quốc hiệu thành "Ngụy", sử gọi là Bắc Ngụy. Trong thời gian trị vì của Đạo Vũ Đế Thác Bạt Khuê, Minh Nguyên Đế Thác Bạt Tự, Thái Vũ Đế Thác Bạt Đảo, Bắc Ngụy từng bước hùng mạnh. Thác Bạt Khuê và Tiền Yên kết thù, nhiều lần xảy ra chiến tranh, cuối cùng đánh tan quân Hậu Yên trong trận Tham Hợp Pha năm 395. Không lâu sau, Thác Bạt Khuê suất quân công phá thủ đô Hậu Yên, thiên đô đến Bình Thành, năm sau thì xưng đế, tức Đạo Vũ Đế. Đạo Vũ Đế có tính tàn nhẫn, sau bị con là Thác Bạt Thiệu sát hại năm 409. Cùng năm, trưởng tử của Đạo Vũ Đế là Thác Bạt Tự bình loạn kế vị, tức Minh Nguyên Đế. Minh Nguyên Đế chiếm được khu vực Hà Nam của Lưu Tống, song đến năm 423 thì mất, con là Thác Bạt Đảo kế vị, tức Thái Vũ Đế. Thái Vũ Đế cai trị tốt đẹp, quốc lực đại thịnh, đồng thời nhiều lần tiến hành đánh chiếm lãnh thổ của Lưu Tống. Sau khi giải trừ được sự uy hiếp của Nhu Nhiên ở phương bắc, Bắc Ngụy triển khai chiến tranh thống nhất Hoa Bắc. Năm 439, Bắc Ngụy tiêu diệt Bắc Lương, kết thúc thời kỳ Ngũ Hồ thập lục quốc, cùng Lưu Tống hình thành thế đối lập bắc-nam. Phương bắc đến đây chính thức bước vào thời kỳ Nam Bắc triều, song vẫn còn lại Hậu Cừu Trì, tồn tại đến năm 443 mới bị Bắc Ngụy diệt.
Vào sơ kỳ, việc kiến lập tổ chức và kinh tế quốc gia của Bắc Ngụy đều dựa vào phụ tử Thôi Hoành và Thôi Hạo. Mặc dù quân lực lên đến đỉnh cao, song phía bắc còn có cường địch là Nhu Nhiên, do vậy Bắc Ngụy không thể dốc toàn lực để nam chinh. Sau khi Thái Vũ Đế thống nhất Hoa Bắc, Bắc Ngụy lại diệt Thiện Thiện- một trong ngũ đại cường quốc Tây Vực, khống chế khu vực này. Năm 450, Bắc Ngụy nam chinh Lưu Tống, tiến thẳng đến uy hiếp Qua Bộ, đồng thời tuyên bố rằng sẽ vượt Trường Giang. Sau đó, Bắc Ngụy bắt 5 vạn hộ rồi đem theo về bắc, đến lúc này quân lực Bắc triều áp đảo Nam triều, song quân lực cũng chịu tổn thất lớn. Năm 445, Cái Ngô cùng bách tính các tộc khởi sự chống lại triều đình Bắc Ngụy, Sau khi Thái Vũ Đế bình định được cuộc nổi dậy này, ông tiến hành đả kích Phật giáo, sự kiện này trở thành một trong Tam Vũ diệt Phật của lịch sử Trung Quốc. Đến hậu kỳ, Thái Vũ Đế do áp dụng hình phạt tàn khốc, cuối cùng bị hoạn quan Tông Ái sát hại vào năm 452, loạn Tông Ái đến thời Văn Thành Đế mới được bình định.

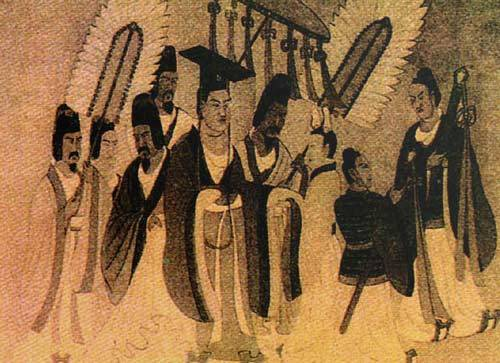
Bắc Ngụy Hiếu Văn Đế tiến hành vận động Hán hóa tộc Tiên Ti

Năm 471, Hiến Văn Đế nhường lại hoàng vị cho con là Thác Bạt Hoành, tức Hiếu Văn Đế, bản thân trở thành Thái thượng hoàng đầu tiên trong lịch sử. Thái thượng hoàng bị mẹ là Phùng thái hậu hạ độc sát hại vào năm 476. Phùng thái hậu nắm giữ quyền hành triều đình, là người đa nghi, đa trí, lạm hình, song lại khiến quốc chính bình ổn. Hiếu Văn Đế có khả năng do chịu ảnh hưởng từ Phùng thái hậu nên ngưỡng mộ văn hóa Hán, cho rằng người Tiên Ti cần phải Hán hóa sâu sắc. Hiếu Văn Đế là người anh minh hiếu học, sau khi thân chính ông cho xây dựng mở rộng kinh đô Bình Thành. Căn cứ vào việc Lạc Dương phồn hoa hơn Bình Thành, về vị trí địa lý có thể khống chế được toàn quốc và dễ dàng phát binh tiến công Giang Nam, có thể thoát khỏi thế lực bảo thủ; Hiếu Văn Đế vào năm 493 lấy danh nghĩa nam chinh Nam Tề, suất chúng nam thiên Lạc Dương. Hiếu Văn Đế sau khi thiên đô thì tiến hành vận động Hán hóa, toàn bộ đều dùng quan chế của người Hán, cấm trang phục và ngôn ngữ Hồ, mở rộng giáo dục, cải họ Tiên Ti sang họ Hán (trong đó họ Thác Bạt của hoàng tộc cải thành họ Nguyên) đồng thời thông hôn với thế tộc người Hán, cấm chỉ quy táng. Vận động Hán hóa khiến nâng cao tố chất văn hóa của những người Tiên Ti đã dời về nam, mang lại sự phát triển về kinh tế và chính trị cho Bắc Ngụy, song lại khiến quý tộc Tiên Ti vốn có tinh thần thượng võ trở nên xa xỉ và nhu nhược. Sau đó, Hiếu Văn Đế nhiều lần tiến hành nam chinh, quân Nam Tề đều thua trận. Những quý tộc Tiên Ti còn lưu lại vùng biên thùy phương bắc-Lục trấn- không muốn dời về phía nam, dần dần không còn được triều đình Lạc Dương xem trọng và thất thế, nội bộ Bắc Ngụy do vậy phân liệt thành hai đại tập đoàn Hán hóa và Tiên Ti hóa, là một trong những nguyên nhân gây nên khởi nghĩa Lục trấn sau này. Năm 494, Thái tử Nguyên Tuân có ý đồ dời về Bình Thành ở phương bắc, Hiếu Văn Đế sau khi biết được thì phế Thái tử đồng thời ban chết. Phái bảo thủ Mục Thái, Lục Duệ ở Bình Thành tập hợp tiến hành binh biến, Hiếu Văn Đế sau khi trấn áp thì tự thân đi tuần phía bắc để an phủ. Sau khi Hiếu Văn Đế qua đời, Bắc Ngụy bắt đầu suy yếu.

### Khởi nghĩa Lục trấn và Bắc Ngụy phân liệt

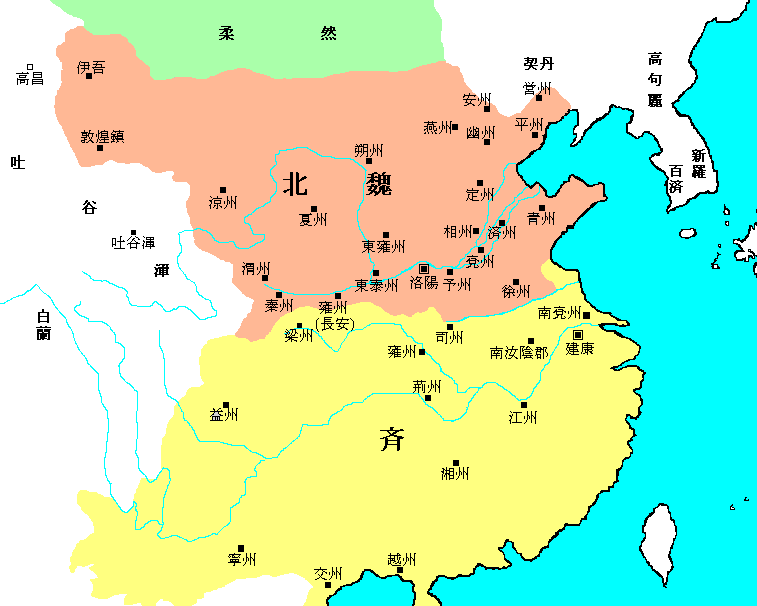
Nam Tề
Bắc Ngụy
Nhu Nhiên.

Sau khi Hiếu Văn Đế qua đời vào năm 499, Tuyên Vũ Đế kế nhiệm. Hoàng đế ham mê Phật giáo, quốc chính đại loạn, quý tộc ganh đua xa xỉ với nhau. Sau khi Hiếu Minh Đế kế nhiệm năm 515, Hồ thái hậu trở thành người chấp chính. Hồ thái hậu xa xỉ, tư thông với Thanh Hà vương Nguyên Dịch, đồng thời sủng tín Nguyên Xoa, Lưu Đằng. Nguyên Xoa và Lưu Đằng do mâu thuẫn với Nguyên Dịch nên tiến hành chính biến, đồng thời khống chế triều đình. Sau khi Lưu Đằng qua đời, đến năm 525 thì thế lực của Hiếu Minh Đế và Hồ thái hậu bình định được loạn đảng. Tuy nhiên, Hồ thái hậu vẫn như xưa, đồng thời lại xảy ra mâu thuẫn với Hiếu Minh Đế. Sau đó ở phương bắc của Bắc Ngụy xảy ra khởi nghĩa Lục trấn, Bắc Ngụy tiến gần đến chỗ diệt vong.
Ngay từ những năm đầu của Bắc Ngụy, để đối phó với nguy cơ Nhu Nhiên từ phương bắc xâm nhập bắc đô Bình Thành, Bắc Ngụy cho thiết lập ở khu vực Âm Sơn-Hoàng Hà sáu trấn: Ốc Dã, Hoài Sóc, Vũ Xuyên, Phủ Minh, Nhu Huyền, Hoài Hoang ở xung quanh Bình Thành để bảo vệ. Quý tộc Tiên Ti đảm nhiệm làm tướng lĩnh Lục trấn, binh sĩ chủ yếu thuộc tộc Tiên Ti hoặc con em nhà có tiền bạc quyền thế người Hán. Họ được xem là "quốc chi phế phủ", có thể tùy thời mà trở về kinh thành nhậm chức. Tuy nhiên, sau khi triều đình thiên đô đến Lạc Dương, địa vị của Lục trấn giảm xuống. Họ vẫn bảo tồn tập tính Tiên Ti nguyên thủy, bị quý tộc Tiên Ti đã Hán hóa kỳ thị là "Đại Bắc hàn nhân", tướng lĩnh Lục trấn khi được thăng quan lên triều đình thì chịu áp bức, do vậy trong lòng bất mãn. Cuối cùng, vào năm 523, quý tộc và đồn binh phương bắc tiến hành khởi nghĩa Lục trấn; nhân dân các tộc ở Tần Lũng, Quan Đông cũng nối tiếp mà khởi sự. Triều đình Bắc Ngụy phải mất ba năm để bình định, đồng thời hình thành rất nhiều quân phiệt. Trong đó, người trấn thủ Tấn Dương là Nhĩ Chu Vinh có thế lực lớn nhất, từng công diệt Cát Vinh- thế lực mạnh nhất Quan Đông.
Hiếu Minh Đế có ý đồ liên hiệp với Nhĩ Chu Vinh để đối phó với Hồ thái hậu, song bị Hồ thái hậu hạ độc sát hại năm 528. Hồ thái hậu tuyên bố người con gái duy nhất của Hiếu Minh Đế là nam và đưa lên ngôi, sau đó lại tuyên bố đứa bé là nữ và phế bỏ, lập cháu họ là Nguyên Chiêu làm hoàng đế. Cùng năm, Nhĩ Chu Vinh lấy cớ báo thù cho Hiếu Minh Đế, suất quân đánh chiếm Lạc Dương, khống chế triều chính, sử gọi là "sự biến Hà Âm". Nhĩ Chu Vinh cho ném Hồ thái hậu và Ấu Chủ Nguyên Chiêu xuống Hoàng Hà cho chết đuối, sát hại hơn 2000 đại thần, cải lập Hiếu Trang Đế, rồi trở về Tấn Dương song khống chế triều đình từ xa. Hiếu Trang Đế phẫn nộ trước việc bị kẻ khác thao túng, đến năm 530 thì phục kích sát hại Nhĩ Chu Vinh nhân lúc người này vào cung tấn kiến. Sau đó, con Nhĩ Chu Triệu và em họ Nhĩ Chu Thế Long của Nhĩ Chu Vinh tôn Trường Quảng vương Nguyên Diệp làm hoàng đế, tức Tiết Mẫn Đế, sau khi đánh hạ Lạc Dương thì sát hại Hiếu Trang Đế. Cùng năm, quân phiệt Cao Hoan ở Tín Đô tôn Nguyên Lãng làm hoàng đế, đến năm 532 thì Cao Hoan đánh hạ Lạc Dương, lại cải lập Hiếu Vũ Đế.
Hiếu Vũ Đế trước tình thế bị khống chế, có ý đồ liên hiệp với tướng Hạ Bạt Nhạc ở Quan Trung để đối phó với Cao Hoan. Cao Hoan biết trước về sự việc, đến năm 534 thì giết Hạ Bạt Nhạc. Hiếu Vũ Đế lại liên hiệp với Vũ Văn Thái, đoạn tuyệt với Cao Hoan, chạy đến chỗ Vũ Văn Thái. Cao Hoan truy đuổi nhưng không kịp, bèn cải lập Thanh Hà vương thế tử Nguyên Thiện Kiến, tức Đông Ngụy Hiếu Tĩnh Đế, thiên đô tới Nghiệp Thành. Năm 535, Hiếu Vũ Đế bị Vũ Văn Thái sát hại, Vũ Văn Thái cải lập Nam Dương vương Nguyên Bảo Cự làm hoàng đế, định đô tại Trường An. Bắc Ngụy phân liệt thành Đông Ngụy và Tây Ngụy.

### Đối lập Đông Ngụy-Tây Ngụy

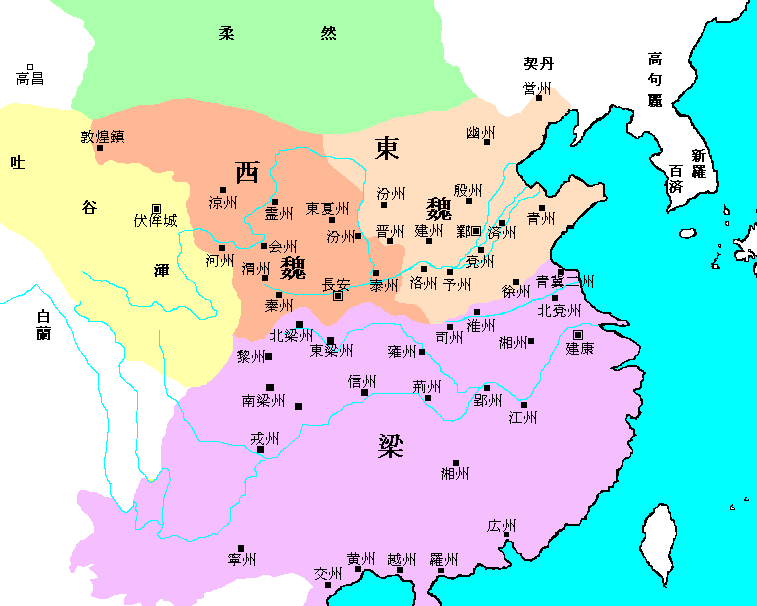
Lương
Đông Ngụy
Tây Ngụy.
Thổ Dục Hồn.
Nhu Nhiên.

Đông Ngụy và Tây Ngụy bề ngoài thì là do hậu duệ của hoàng tộc Thác Bạt kế thừa, song trên thực tế thì tương ứng do Cao Hoan và Vũ Văn Thái khống chế. Do vậy, sau một thời gian sau cũng phân biệt soán ngôi đoạt vị, hình thành nên Bắc Tề và Bắc Chu. Về cơ bản, Đông Ngụy và Tây Ngụy có biên giới là đoạn Hoàng Hà tạo thành ranh giới giữa Sơn Tây và Thiểm Tây hiện nay. Đông Ngụy kế thừa khá nhiều quốc lực của Bắc Ngụy, do vậy bất luận là về quân lực, kinh tế hoặc văn hóa đều vượt qua Tây Ngụy, nhưng Đông Ngụy nhiều lần tiến công song đều chịu thất bại, thế đối lập hai bên được hình thành.
Đông Ngụy do Cao Hoan khống chế, do lưu dân Lục trấn và thế tộc Hà Bắc Tiên Ti hóa tổ thành, bản thân Cao Hoan là người Hán bị Hồ hóa, về mặt chính trị thì dựa vào tộc Tiên Ti. Sau đó, hoàng đế Bắc Tề đều có ý bảo tồn tập tục Tiên Ti, đề xướng ngôn ngữ Tiên Ti và võ sự. Cao Hoan dùng người xét theo tài năng, trong triều có không ít danh thần đều là bạn của ông, đây là nền tảng kiên cố của Bắc Tề sau này. Tuy nhiên, chiến thuật của Cao Hoan không theo kịp Vũ Văn Thái, do vậy mà ba lần chiến dịch đều thất bại. Năm 536, Cao Hoan suất Đậu Thái và những người khác cùng tây chinh Tây Ngụy, song chiến bại ở Đồng Quan, Đậu Thái tự sát. Năm tiếp theo, Cao Hoan thừa cơ Quan Trung mất mùa đói kém nghiêm trọng, lại suất quân tây chinh, song lại thất bại trước Vũ Văn Thái trong trận Sa Uyển. Đến lúc này, cục thế phân liệt được định, chiến trường chuyển hướng sang khu vực Hà Đông. Năm 546, Cao Hoan lại suất 10 vạn đại quân tây chinh, giao chiến với thủ tướng Vi Hiếu Khoan của Tây Ngụy trong trận Ngọc Bích. Cuối cùng, Cao Hoan chiến bại, hơn 7 vạn lính tử thương, năm sau thì bệnh mất ở Tấn Dương. Sau khi Cao Hoan qua đời, con là Cao Trừng kế vị. Cao Trừng là người bạo lực, gian dâm với thê tử của đại thần, sau bị gia nô sát hại. Cao Dương kế vị, đến năm 550 thì phế sát Hiếu Tĩnh Đế, đồng thời đồ sát hoàng thất Đông Ngụy, Đông Ngụy mất. Cao Trừng kiến quốc Bắc Tề, tức Bắc Tề Văn Tuyên Đế.
Tây Ngụy do Vũ Văn Thái khống chế, bên dưới có "bát trụ quốc" hiệp trợ, đánh bại nhiều lần xâm lăng của Đông Ngụy, củng cố cục thế Tây Ngụy. Đương thời, Tây Ngụy về kinh tế, văn hóa và quân sự không được như Đông Ngụy và Lương, từng bại trước Đông Ngụy trong trận Mang Sơn. Vũ Văn Thái cho thi hành "Lục điều chiếu thư", đặt ra chính sách "Quan Trung bản vị", khiến tướng lĩnh Hồ Hán đồng tâm hiệp lực, thiết lập phủ binh chế nhằm chia sẻ nhiệm vụ đi lính của nam giới, duy trì tinh thần thượng võ. Những điều này khiến cho quốc lực Tây Ngụy cường thịnh, còn ảnh hưởng đến sự phân bố chế độ và tập đoàn chính trị thời Tùy-Đường. Thừa cơ Lương có loạn Hầu Cảnh, chư vương đấu tranh nội bộ, Vũ Văn Thái trước sau đánh hạ đất Thục và Giang Lăng, đồng thời lập ra nước Tây Lương làm chư hầu. Tây Ngụy còn trải qua các đời quân chủ Phế Đế Nguyên Khâm và Cung Đế Nguyên Khuếch. Năm 556, Vũ Văn Thái qua đời, cháu là Vũ Văn Hộ chuyên chính. Vũ Văn Hộ vào năm sau thì phế Cung Đế, kiến quốc Bắc Chu, lập con của Vũ Văn Thái là Vũ Văn Giác làm hoàng đế, tức Bắc Chu Hiếu Mẫn Đế, Tây Ngụy mất.

### Đối lập Bắc Chu-Bắc Tề

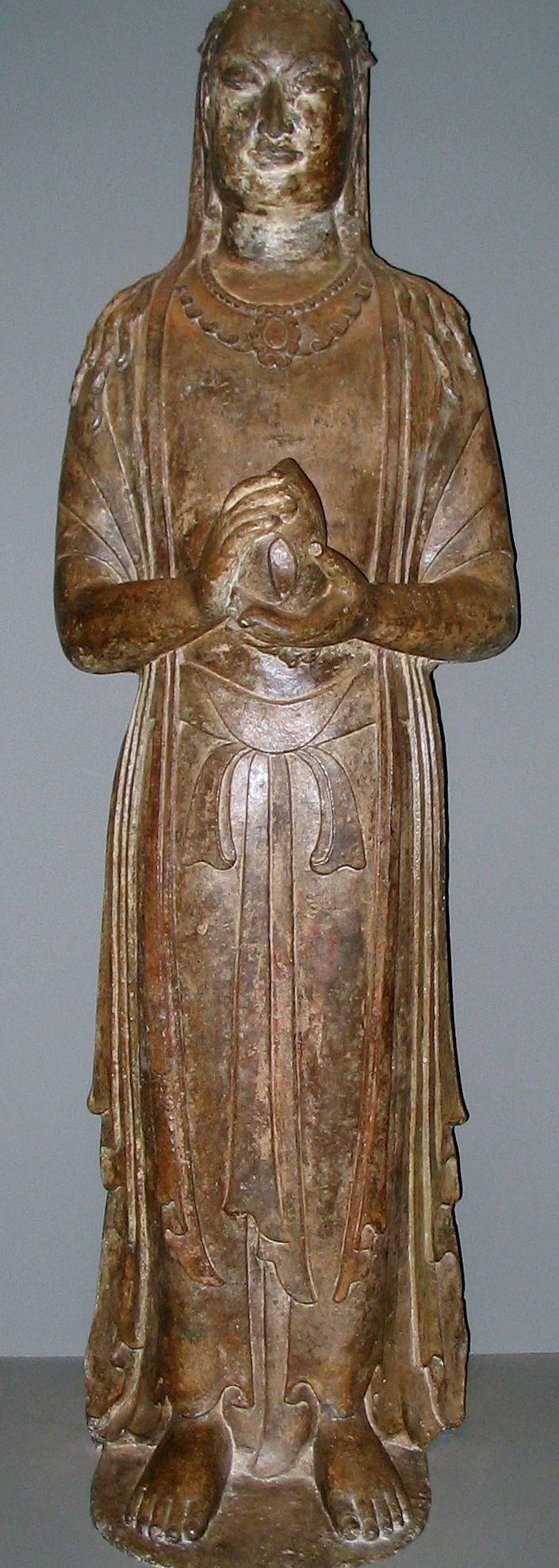
Tượng Bồ Tát thời Bắc Tề

Bắc Tề kế thừa cương vực của Đông Ngụy, do Văn Tuyên Đế kiến quốc vào năm 550. Văn Tuyên Đế trước sau đánh bại các tộc Khố Mặc Hề, Khiết Đan, Nhu Nhiên, Sơn Hồ (thuộc Hung Nô), đồng thời đánh hạ khu vực Hoài Nam của Lương. Trên phương diện kinh tế, nông nghiệp, thủ công nghiệp, thương nghiệp đều tương đối phát đạt. Bắc Tề gần như tương đồng với Bắc Ngụy, tiếp tục thi hành quân điền chế. Vào sơ kỳ, quốc lực của Bắc Tề vượt qua Bắc Chu và Trần. Tuy nhiên, Văn Tuyên Đế vào hậu kỳ lại hoang dâm tàn bạo, đồng thời giữ gìn che chở cho quý tộc Tiên Ti, đồ sát thế tộc người Hán. Văn Tuyên Đế áp bức nhân dân nặng nề, khiến cho quốc thế Bắc Tề suy lạc. Sau khi Cao Ân kế lập năm 559, do hoàng thúc là Cao Diễn phụ chính, song sang năm sau thì Cao Diễn soán sát đế, đăng cơ trở thành Hiếu Chiêu Đế. Trong thời gian Hiếu Chiêu Đế tại vị, quốc lực dần dần khôi phục như trước, Hoàng đế còn thân chinh Khố Mặc Hề. Tuy nhiên, năm 561 thì Hiếu Chiêu Đế mất, hoàng đệ là Trường Quảng vương Cao Đam/Trạm kế lập, tức Vũ Thành Đế. Vũ Thành Đế là hôn quân háo sắc, quốc lực Bắc Tề đại suy, đến năm 565 thì thiện vị cho Thái tử Cao Vĩ nhỏ tuổi, trở thành Thái thượng hoàng. Trong thời gian Cao Vĩ trị vì, quốc chính Bắc Tề hỗn loạn, Hoàng đế sát hại danh tướng Hộc Luật Quang. Sau đó, Bắc Tề bị Trần chiếm mất Hoài Nam, đến năm 577 thì bị Bắc Chu tiêu diệt.
Bắc Chu kế thừa cương vực Tây Ngụy, do Hiếu Mẫn Đế lập quốc vào năm 556, song triều chính do anh họ là Vũ Văn Hộ nắm giữ. Hiếu Mẫn Đế có ý đồ liên hiệp với Triệu Quý, Độc Cô Tín để lật đổ Vũ Văn Hộ. Tuy nhiên, sự việc bị Vũ Văn Hộ phát hiện, Triệu Quý và Độc Cô Tín bị giết, Hiếu Mẫn Đế bị phế rồi bị sát hại vào năm 557. Vũ Văn Hộ cải lập Vũ Văn Dục làm hoàng đế, tức Chu Minh Đế, song đến năm 560 thì lại hạ độc sát hại Chu Minh Đế, cải lập Vũ Văn Ung làm hoàng đế, tức Vũ Đế. Vũ Đế chọn kế sách ẩn thân, 12 năm sau thì sát hại Vũ Văn Hộ và tự mình nắm quyền cai quản. Vũ Đế là người anh minh oai nghiêm, tiến hành nhiều cải cách trong thời gian nắm quyền, khiến cho quốc lực Bắc Chu cường thịnh. Năm 577, Vũ Đế đông chinh Bắc Tề, năm sau thì tiến vào kinh đô Nghiệp của Bắc Tề. Chu Vũ Đế sau khi thống nhất Hoa Bắc thì nhận được sự quy phục của các thế tộc Quan Đông như Lý Đức Lâm, thanh thế rất lớn. Vũ Đế lập tức nam chinh Trần song cùng năm thì mất.

### Triều Tùy kiến lập và thống nhất
Dương Kiên là con của Dương Trung- đại thần khai quốc của Bắc Chu, con gái của Dương Kiên trở thành Thái tử phi của Vũ Văn Uân. Năm 578, Vũ Đế qua đời, Thái tử Vũ Văn Uân kế lập, tức Tuyên Đế. Tuyên Đế là hôn quân hoang dâm, mê tín Phật giáo và Đạo giáo, cùng một thời điểm có đến 5 vị hoàng hậu, đồng thời đoạt thê tử của người khác. Tuyên Đế sát hại tông thất-công thần Vũ Văn Hiến, đồng thời thu hồi đất phong của chư vương, tạo thuận lợi cho Dương Kiên đang muốn soán vị. Dương Kiên ban đầu tập hợp văn võ chư thần trong triều đình Bắc Chu, hình thành một tập đoàn lớn. Trước khi Tuyên Đế qua đời một năm, hoàng vị Bắc Chu được trao cho Thái tử Vũ Văn Xiển, tức Tĩnh Đế, ngoại thích Dương Kiên chuyên chính. Uất Trì Huýnh, Tư Mã Tiêu Nan bất mãn trước việc Dương Kiên chuyên quyền nên khởi sự phản Dương. Dương Kiên làm theo kế hoạch của Lý Đức Lâm, cho Vi Hiếu Khoan và những người khác đem quân đi bình định. Năm 581, Dương Kiên soán vị, tức Tùy Văn Đế, kiến quốc Tùy, cải nguyên Khai Hoàng, Bắc Chu mất. Năm 587, Tùy Văn Đế phế Tây Lương Hậu Chủ Tiêu Tông, Tây Lương mất. Năm 588, Tùy Văn Đế phát động chiến tranh diệt Trần, cho Dương Quảng làm chủ tướng, cùng các danh tướng như Hạ Nhược Bật và Hàn Cầm Hổ phát binh đánh Trần. Năm sau, quân Tùy đánh chiếm kinh đô Kiến Khang của Trần, Trần mất, Trung Quốc lại một lần nữa thống nhất.

## Cương vực và phân chia hành chính
Về mặt hành chính, Nam triều kế thừa Đông Tấn, thi hành chế độ 3 cấp: châu, quận, huyện. Tuy nhiên, "kiều châu quận huyện" và "song đầu quận huyện" do tiến hành "thổ đoạn" nên biến thành châu quận thông thường. Từ năm Trung Bình thứ 5 (188) thời Hán Linh Đế trở đi Trung Quốc bắt đầu thực thi chế độ hành chính ba cấp: châu, quận, huyện; đến sau khi Tùy diệt Trần, triều đình đổi thành chế độ hai cấp: châu, huyện. Ở Nam triều, cấp châu đặt chức thứ sử, cấp quận đặt chức thái thú, chỉ có Đan Dương quận vì có địa vị thủ đô nên được dặt chức "doãn"; ở cấp huyện đặt ra chức lệnh, trưởng; từ thời Lưu Tống trở đi thì "lệnh" nhiều hơn "trưởng". Đồng cấp với quận là "vương quốc" và "công quốc", đặt chức "nội sử" và "tướng". Ở các khu vực dân tộc thiểu số, như dân Man, tộc Liêu, tộc Lý thì lập ra "tả quận", "tả huyện" và "liêu quận", "lý huyện", ví dụ như Nam Trần tả quận, Đông Đãng Cừ liêu quận. Đương thời, châu, quận, huyện có đẳng cấp phân biệt; nói chung dựa vào cự ly với thủ đô mà phân phẩm cấp cao thấp, những viên chức trợ giúp ở cấp châu được xét theo đẳng cấp của châu mà phong chức quan; hai châu Dương và Kinh còn được gọi là "nhị Thiểm".
Về mặt cương vực, Lưu Tống kế thừa cương vực của Đông Tấn, cơ bản có trên dưới 22 châu. Thời đại Lưu Tống Vũ Đế là đỉnh cao, song không lâu sau, sau năm Vĩnh Sơ thứ 3 (422) thì vùng Hà Nam dần bị Bắc Ngụy thôn tính, sau đó biên giới lui về Hoài Thủy. Thời Nam Tề, về cơ bản tương đồng với Lưu Tống, có trên dưới 22 châu, song sau bị mất đất Miện Bắc Ung châu và Dự châu Hoài Nam. Thời Lương, việc thiết lập châu huyện cũng như cương vực có biến đổi rất lớn, vì Bắc phạt nên đoạt được đất Hoài Bắc, từng tiến đến đất Hà Nam. Ngoài ra, triều đình còn mở mang đất Mân-Việt; bình định tộc Lý Động, đánh bại tộc Tang Kha. Năm 539, Lương tổng cộng có 107 châu lớn nhỏ khác nhau. Trong và sau loạn Hầu Cảnh, Bắc Tề thừa cơ chiếm lĩnh đất Hoài Nam-Giang Bắc, Tây Ngụy thừa cơ chiếm đất Hán Trung-Ba Thục. Tây Ngụy suất quân đoạt lấy vùng đất ở phía bắc Giang Lăng của Lương, giao cho Tiêu Sát kiến lập Tây Lương để làm nước phụ dung. Sau khi Trần thành lập, cương vực không rộng, từ năm 569 thì bắt đầu dần thu phục đất Hoài Nam cùng một bộ phận Hoài Bắc, cùng từng đoạt được vùng đất phía bắc Trường Giang của Bắc Tề (573-577). Đến năm Thái Kiến thứ 11 (579) thời Trần Tuyên Đế, Trần bị Bắc Chu Vũ Đế chiếm lĩnh vùng Hoài Nam-Giang Bắc, khiến quốc thổ giảm thiểu, chỉ còn lại vùng đất ở phía nam Trường Giang đến khu vực Giao-Quảng.
Bắc triều về mặt phân chia hành chính kế thừa Thập Lục Quốc, phân thành 3 cấp châu, quận, huyện như Nam triều. Tuy nhiên, lãnh thổ của một châu không lớn, thứ sử của châu có thể vượt qua cấp quận mà trực tiếp quản lý huyện, khiến cấp quận dần bị "hư cấp hóa", đến triều Tùy thì chính thức rút lại còn hai cấp: châu, huyện. Bắc Ngụy cũng thiết lập "kiều châu quận huyện" và "song đầu châu quận", như Nam Ung châu, đồng thời chiếu theo số nhân khẩu mà phân đẳng cấp của các châu, quận, huyện. Nhằm ngăn chặn những người mới quy phụ hoặc khác họ tiến hành phản loạn, vào năm 406, Bắc Ngụy đem trưởng quan các cấp hành chính phân lập tam vị, trong đó chức thứ sử của châu cần có một vị là tông thất. Bắc Ngụy ban đầu đặt chức "hành đài" để phụ trách quân chính địa phương, đặt chức đô đốc để quản lý quân sự một số châu. Đến thời Bắc Tề thì định "hành đài chế", Bắc Chu định "tổng quản chế", đều phụ trách quân sự và hành chính của một số châu quận. Ở Bắc Tề, do lãnh địa của một châu càng phân càng nhỏ, do vậy đặt chức "hành đài" kiêm quản dân chính và quân sự của một số châu. Tây Ngụy lại đổi "đô đốc" thành "tổng quản", tính chấyt tương tự như "hành đài" của Bắc Tề. Thời Bắc Chu, tổng quản thường kiêm nhiệm thứ sử tại châu trú chân, đồng thời lấy châu trú chân làm danh. Bắc Ngụy đối với bản tộc Tiên Ti hoặc các tộc khác (ngoài tộc Hán) đặt chức "lĩnh dân tù trưởng" để quản lý tộc đó, địa vị chỉ đứng sau thứ sử các châu. Đồng thời, Bắc Ngụy cũng kế tục Thập Lục Quốc, đặt thêm "hộ quân" để quản lý các dân tộc khác trong địa phận châu, địa vị tương đồng với quận thủ, đến năm 457 thì phế trừ. Bắc Ngụy còn có "trấn thú chế", thiết trấn ở các yếu địa về quân sự. Trấn do trấn tướng quản lý, bên dưới phân thành "thú" do "thú chủ" quản lý. Trong số đó, quan trọng nhất là Lục trấn có nhiệm vụ củng cố thủ đô Bình Thành, sau khi Hiếu Văn Đế thiên đô thì Lục trấn thế suy. Sau khởi nghĩa Lục trấn, trấn thú Bắc triều chỉ chuyên quản quân sự, không còn có tính chất đơn vị hành chính.
Về mặt cương vực, Bắc Ngụy nổi lên từ đất Đại Bắc (nay là bắc bộ Sơn Tây), đến năm 439 thống nhất Hoa Bắc, kết thúc thời kỳ Ngũ Hồ loạn Hoa. Bắc Ngụy nhiều lần xâm nhập Lưu Tống, chiếm lĩnh đất Sơn Đông, Hà Nam và Hoài Bắc. Ngoài ra, Bắc Ngụy còn đoạt được đất Hoài Nam của Nam Tề và khu vực Hán Trung-Kiếm Các của Lương. Đến lúc này, lãnh thổ Bắc Ngụy bắc đến thảo nguyên Mạc Nam, tây đến Tây Vực, đông đạt Liêu Tây, nam đạt lưu vực Giang-Hán. Trong quá trình mở rộng lãnh thổ, châu quận phần nhiều được thiết lập khi cần, đến năm 487 thì bắt đầu chỉnh đốn. Đến sau thời Hiếu Minh Đế, lãnh thổ Bắc Ngụy giảm thiểu, châu quận được đặt quá nhiều. Sau khi Bắc Ngụy phân liệt thành Đông Ngụy và Tây Ngụy, Đông Ngụy có 80 châu, Tây Ngụy có 33 châu. Sau khi Bắc Tề kiến lập, bắt đầu tiến hành chỉnh đốn phân chia hành chính, phế bỏ ba châu, 153 quận, 589 huyện. Vùng Giang Hoài của Bắc Tề sau bị Trần chiếm lĩnh. Tây Ngụy nhiều lần công chiếm đất Ba Thục và Giang Hán của Lương. Những năm đầu Bắc Chu, triều đại này chiêu lại đất Nam Trung, đặt Ninh châu (tức Nam Ninh châu). Bắc Chu Vũ Đế diệt Bắc Tề, lấy đất Giang Hoài của Trần, khuếch trương đáng kể về mặt lãnh thổ.

## Thể chế chính trị

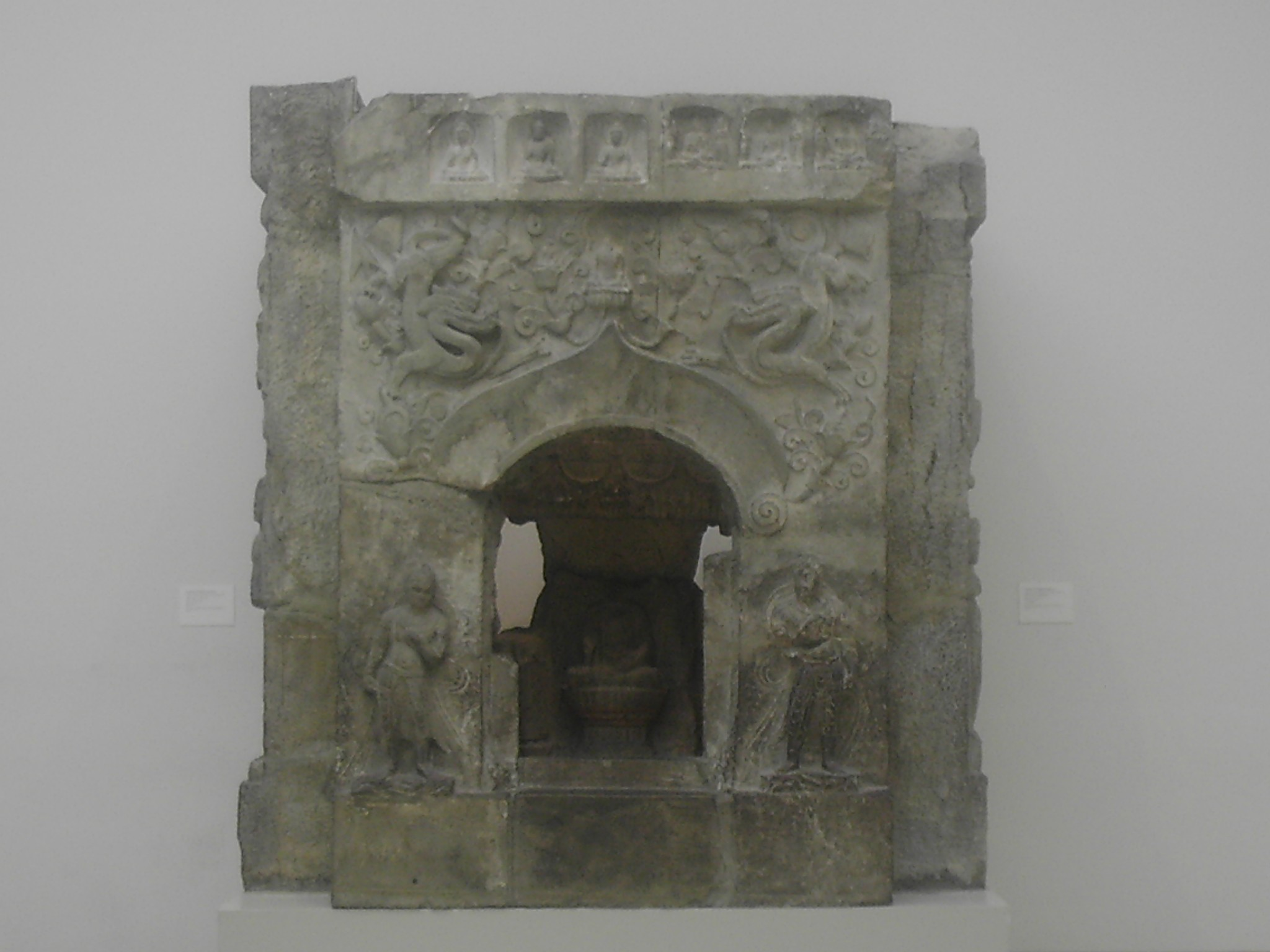
Tháp tứ diện thời Bắc Tề-Tùy sơ

Mặc dù vào thời Nam bắc triều, quyền lực của thế tộc cực thịnh, song thế tộc Nam triều theo thời gian có xu thế trở nên cứng nhắc, hàn môn bắt đầu nổi lên; thế tộc Bắc triều chịu ảnh hưởng rất lớn của Hoàng đế, khiến cho quyền lực của họ bất ổn định. Hoàng đế Nam triều chủ yếu xuất thân từ hàn môn hoặc thứ tộc, song đặc quyền của thế tộc không bị lung lay ngay tức khắc. Nam triều quy định con em thế tộc được 20 tuổi thì vào làm quan, con em hàn môn 30 tuổi có tài năng thì được dùng làm tiểu lại, khiến địa vị của thế tộc được nâng cao. Người có xuất thân hàn môn phải gia nhập vào thế tộc, thay đổi tịch trạng, giả trang danh môn thì bản thân mới có thể tiến xa trong nghiệp quan trường. Thế tộc duy trì được địa vị xã hội, đồng thời cũng thịnh hành việc lập "tổ phả", như tổ tôn Giả Bật ba đời chuyên tinh về tổ phả học, soạn "Thập thất châu sĩ tộc phả" với tổng cộng hơn 700 quyển. Lưu Đam của Lưu Tống, Vương Kiệm của Nam Tề, Vương Tăng Nhụ của Lương đều có tác phẩm chuyên về tổ phả học. Tổ phả học là căn cứ trọng yếu để Lại bộ tuyển quan, là công cụ duy trì nền chính trị thế tộc. Thế tộc và hàn môn duy trì giới hạn nghiêm ngặt, hai tầng lớp không thông hôn ngay ngồi cùng nhau, song đến trung hậu kỳ thì dần dần biến mất. Thế tộc Nam triều không dẫn binh đánh trận, lại không có khả năng quản lý chính sự, sau loạn Hầu Cảnh thì sụp đổ toàn diện, không còn khả năng nổi lên. Hàn môn chủ yếu là chỉ địa chủ và thương nhân không có đặc quyền, họ không can tâm chịu chèn ép, thông qua các phương tiện như khảo thí mà bước lên vũ đài chính trị, chế độ khoa cử manh nha xuất hiện trong thời kỳ Lương Vũ Đế. Các hoàng đế khai quốc của Nam triều đều xuất thân từ hàn môn, trải qua việc cầm binh đánh trận, khống chế binh quyền rồi đăng cơ.
Do quân chủ Hồ tộc của Bắc triều cần có nhân tài quen thuộc với chế độ hay quy chế của Trung Nguyên, cũng nhằm lung lạc một số thế lực thế tộc phương bắc, quân chủ Hồ tộc hợp tác với thế tộc Hán tộc để trị lý quốc gia. Mặc dù thế tộc phương bắc tiếp tục có ý nguyện phối hợp, song giữa hai bên vẫn có bất đồng về phong tục tập quán hay quan điểm chính trị nên có lúc nảy sinh việc muốn sát hại đối phương. Sau khi Bắc Ngụy Hiếu Văn Đế thúc đẩy vận động Hán hóa, đưa quý tộc Tiên Ti dung hợp vào trong thế tộc phương bắc, định rõ đẳng cấp và địa vị của thế tộc Hán và Tiên Ti phân thành 6 bậc: cao lương, hoa du, giáp, ất, bính, đinh. Đồng thời, tiến một bước nữa trong việc thực hành Hán và Tiên Ti kết thông gia, khiến trở ngại giữa hai bên dần giảm thiểu. Sau khởi nghĩa Lục trấn, thế tộc Tiên Ti ở Lạc Dương chịu tổn thất nghiêm trọng. Sau đó, Bắc Ngụy phân liệt thành Đông Ngụy và Tây Ngụy, lại phân biệt do Bắc Tề và Bắc Chu kế thừa. Quân chủ Bắc Tề không hoàn toàn trọng dụng thế tộc người Hán, song lại đặc biệt xem trọng việc đề xướng văn hóa và võ công Tiên Ti; trong khi đó Bắc Chu lựa chọn chính sách "Quan Trung bản vị", dung hợp văn hóa Hồ-Hán, trọng dụng các thế tộc như Tô Xước hay Lô Biện. Sau khi giành thắng lợi trước Bắc Tề và Trần, những vị trí chính trị chủ yếu đều do thế tộc Hồ-Hán Quan Trung lũng đoạn, thế tộc Quan Đông và thế tộc Giang Nam đều khó mà đối đầu, ảnh hưởng tới hoàn cảnh chính trị của triều Tùy và Đường sau này.
Tại Lưu Tống và Bắc Ngụy đều xuất hiện nguyên mẫu của chế độ tam tỉnh dưới triều Tùy sau này. Bắc Chu dựa theo Chu Lễ mà đặt ra lục quan, tức 6 phủ: thiên quan, địa quan, xuân quan, hạ quan, thu quan, đông quan; là nguồn gốc của chế độ lục bộ dưới triều Tùy-Đường. Tuy nhiên, xét về toàn thể thời kỳ Nam Bắc triều, tam tỉnh lục bộ chế vẫn cùng tồn tại với tam công cửu khanh chế, cho đến sau khi triều Tùy được kiến lập thì mới phế bỏ tam công cửu khanh chế. Môn hạ tỉnh phụ trách hiến kế sách và khuyến gián hoàng đế, tham dự vào việc cơ mật, trở thành cơ cấu nắm giữ đại quyền. Để tránh bị thế tộc khống chế, hoàng đế Nam triều để cho người xuất thân từ hàn môn đảm nhiệm các chức vụ cơ yếu bên cạnh mình, như "thông sự xá nhân" không những thay Hoàng đế khởi thảo chiếu lệnh, mà còn quản lý chính lệnh, trở thành một chức vụ có thực quyền bên cạnh Thiên tử. Một chức vụ trọng yếu khác là "điển thiêm" phụ trách khống chế những việc quan trọng của châu trấn, mỗi năm họ đều về kinh thành để báo cáo với Hoàng đế về những điều tốt xấu của thứ sử, do vậy chư vương thứ sử đều cực kỳ e sợ điển thiêm. Quân chủ Nam triều thấy được tình trạng phương trấn thế cường, uy hiếp trung ương vào thời Đông Tấn, do vậy thường cho con em trong tông thất đi làm trưởng quan quân chính ở châu trấn, đây là sách lược "nghĩ Chu chi phân Thiểm".

## Ngoại giao và các dân tộc khác

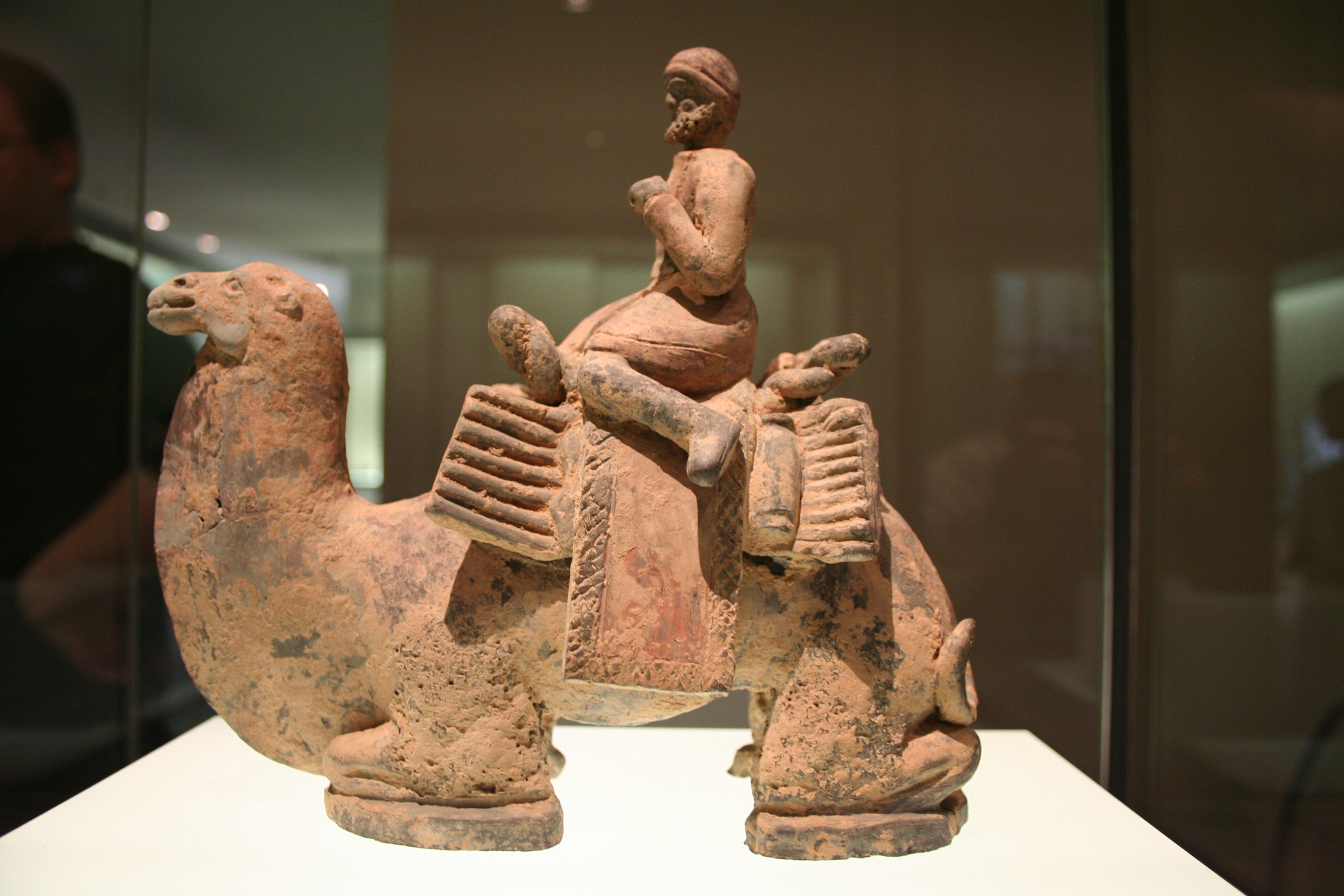
tượng mô tả người ngoại quốc cưỡi lạc đà, thời Bắc Ngụy

Hai triều Nam-Bắc luôn duy trì trạng thái đối địch, Nam triều gọi Bắc triều là "tác lỗ" (giặc có bím tóc), Bắc triều gọi Nam triều là "đảo di" (mọi đảo). Hai bên thường xuyên xảy ra chiến tranh, song vẫn mở cửa để mậu dịch với nhau.
Đương thời, dân tộc bản địa ở phương nam thường được gọi là "Nam Man". Ở lưu vực Trường Giang, các tộc "Bản Tuần Man", "Bàn Hồ Man", "Lẫm Quân Man" có thực lực lớn nhất. ở Lĩnh Nam thì tộc Lý là chủ yếu. Các dân tộc này cùng người Hán tạp cư, tiến hành hoạt động nông nghiệp, chịu ảnh hưởng của văn hóa Hán, dùng họ của người Hán, đến hậu kỳ Nam triều thì dần dung hợp với người Hán. Bản Tuần Man còn gọi là "người Tung", vốn cư trú ở khu vực Lãng Trung thuộc Ba quận của Ích châu, sau thiên di về phía bắc đến Hán Trung, Quan Trung. Lẫm Quân Man nguyên cư trú tại khu vực Ba quận của Ích châu và Giang Lăng của Kinh châu, về sau mở rộng đến khu vực Trường Giang-Hán Thủy và Hoài Tây. Trong sách sử có chép về Ba Đông Man, Nghi Đô Kiến Bình Man đều là chỉ Lẫm Quân Man. Bàn Hồ Man cũng được gọi là "người Khê", đất phát dương là Thìn châu. phân bố ở khu vực nay là Hồ Nam và Giang Tây.
Lý tộc có phạm vi cư trú tại Nam Lĩnh, nay là khu vực nam bộ Quý Châu đến đảo Hải Nam, bắc bộ Việt Nam. Người dân Lý tộc nổi danh có Trân Pha, bà an định đất Giao-Quảng trong loạn Hầu Cảnh và loạn Âu Dương Hột, bảo hộ cho nhân dân Lý-Hán địa phương, được tôn là "Thánh Mẫu". Ở phía nam của Giao châu có nước Lâm Ấp, Lâm Ấp vương Phạm Dương Mại nhiều lần xâm phạm các quận Nhật Nam, Cửu Đức của Nam triều, đến hậu kỳ Nam triều thì Lâm Ấp chiếm lĩnh thành công quận Nhật Nam. Giao châu của Nam triều từng nhiều lần phát sinh sự kiện cát cứ kháng mệnh, bắt đầu từ năm 468 với việc huynh đệ Lý Trường Nhân và Lý Thúc Hiến chiếm hữu Giao châu chống lại triều đình Lưu Tống, Nam Tề Cao Đế nghe theo kiến nghị của Lưu Thiện Minh, an phủ Lý Thúc Hiến làm Giao châu thứ sử. Thời kỳ Nam Tề Vũ Đế, Lý Thúc Hiến ngăn chặn ngoại quốc dâng biếu cho triều đình, Vũ Đế thừa cơ phái binh công chiếm Giao châu. Thời Lương, năm 505, Giao châu thứ sử Lý Khải cát cứ châu làm phản, triều đình Lương phái Lý Tháo đi bình định, đồng thời trảm thủ lĩnh nổi dậy địa phương là Nguyễn Tông Hiếu. Năm 541, Lý Bí khởi sự, đánh chiếm châu thành Long Biên, đến năm 544 thì kiến quốc Vạn Xuân. Năm sau, triều đình Lương khiển Dương Phiếu, Trần Bá Tiên suất binh đánh bại quân đội của Lý Bí. Năm 546, Lý Bí thoái lui về động Khuất Lão rồi qua đời, bộ hạ của ông là Triệu Quang Phục vẫn chiếm Long Biên, huynh trưởng của ông là Lý Thiên Bảo chiếm động Khuất Lão. Lý Phật Tử sau khi kế thừa Lý Thiên Bảo vào năm 571 thì đem quân đánh diệt Triệu Quang Phục. Đến thời Tùy, triều đình phái Lưu Phương nam chinh, Lý Phật Tử xin hàng triều đình Tùy.
Từ những năm cuối Đông Hán đến thời Đông Tấn, triều đình Trung Nguyên không có sức để tâm đến khu vực Nam Trung ở Tây Nam, do vậy hào tộc Thoán thị hình thành cát cứ tại đó. Vào thời Lưu Tống, Tề, Lương, tuy Nam Trung vẫn còn là thuộc địa, triều đình đặt chức Ninh châu thứ sử, song đại đa số đều "diêu lĩnh", không thể đến nhậm chức, thành viên Thoán thị trở thành những người khống chế khu vực này trên thực tế. Ninh châu thứ sử Từ Văn Thịnh của triều Lương từng có hoạt động tại nơi này, song do loạn Hầu Cảnh bùng phát nên ông phải dời đi. Năm 553, Tây Ngụy thừa cơ đánh chiếm đất Ba Thục, đặt chức Ích châu thứ sử, sang thời Bắc Chu, triều đình từng lệnh cho Ích châu thứ sử Uất Trì Huýnh kiêm lo việc quân sự của Ninh châu, chiêu lại khu vực Nam Trung, bổ nhiệm Thoán Toản làm Ninh châu thứ sử, Nam Trung trở thành thuộc địa của Bắc Chu.

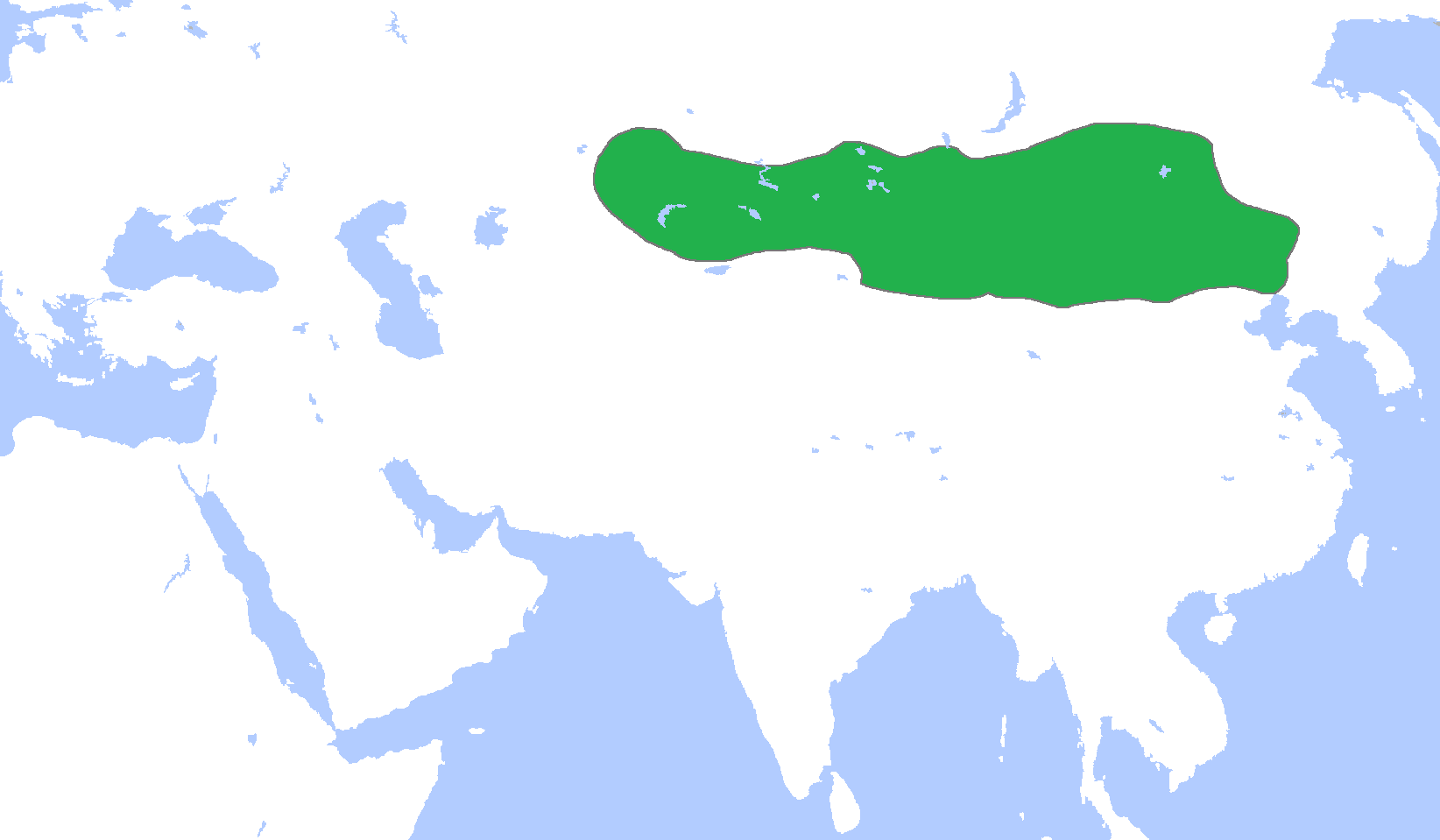
Phạm vi thế lực của Nhu Nhiên hãn quốc vào năm 550.

Nhu Nhiên từng là bộ tộc lệ thuộc vào Thác Bạt Tiên Ti, có mối quan hệ gần gũi với Thác Bạt bộ (tiền thân của Bắc Ngụy), là cường quốc số một ở khu vực Mạc Nam và Mạc Bắc. Từ thời kỳ Bắc Ngụy Đạo Vũ Đế, Nhu Nhiên thường tiến đánh Bắc Ngụy, đồng thời cướp phá hành lang Hà Tây, biến Đột Quyết, Cao Xa thành những thuộc quốc. Thời kỳ Đông Ngụy-Tây Ngụy, năm 552, thủ lĩnh Đột Quyết là Thổ Môn khả hãn kiến lập Đột Quyết hãn quốc, hai năm sau thì dánh diệt Nhu Nhiên. Đột Quyết thôn tính dư chúng của Cao Xa, cùng vương triều Sassanid diệt Bạch Hung Nô vào năm 558, cương vực khuếch trương về phía đông đến sông Bureya, bắc đến hồ Baikal và dãy núi Stanovoy, nam đến sát Trung Nguyên và sông Amu Darya, tây đến biển Aral. Đột Quyết sau lấy dãy núi Altay làm ranh giới, hình thành Đông Đột Quyết thuộc Thổ Môn hệ và Tây Đột Quyết thuộc Thất Điểm Mật hệ.
Đương thời, các dân tộc ở phía đông bắc của Trung Nguyên có thể phân thành hai ngữ tộc lớn: ngữ tộc Phù Dư gồm Phù Dư Quốc, Khố Mạc Hề, Khiết Đan và Thất Vi; ngữ tộc Vật Cát (Mạt Hạt) phân thành 7 bộ tộc. Phù Dư Quốc có kinh tế chủ yếu dựa vào nông nghiệp và súc mục nghiệp, có nhiều ngựa tốt, ngọc đỏ, ngọc trai lớn, da chồn. Trong xã hội thịnh hành vu thuật, trong thời chiến tranh thường tiến hành tế thiên xem bói để biết trước cát hung. Người Vật Cát thì "hai người cày cùng nhau, đất trồng nhiều dẻ, mạch, tế, rau, lại có cả quỳ", có cả nghề săn bắn. Sơ kỳ Đông Hán, Phù Dư Quốc cường thịnh, thần phục được các nước Vật Cát, người Phù Dư Quốc và Cao Câu Ly và Bách Tế có quan hệ. Đến thời kỳ Bắc Ngụy, từ năm Diên Hưng thứ 6 (475) thời Hiếu Văn Đế, Vật Cát dần hưng thịnh, không lâu sau các nước ở phía đông bắc như Vật Cát, Phù Dư, Cao Câu Ly khiển sứ sang triều cống Bắc Ngụy. Bắc Ngụy sau khi an định khu vực này, cho khai thị tại khu vực giữa Hòa Long và Mật Vân để liên hệ mậu dịch và sứ thần với các nước ở phía đông bắc. Năm 478, Vật Cát thỉnh cầu Bắc Ngụy cùng Bách Tế nam bắc giáp công Cao Câu Ly, Bắc Ngụy ngăn chặn chiến tranh phát sinh. Sau khi Bắc Ngụy suy thoái, Vật Cát diệt Phù Dư Quốc vào năm 493, lãnh thổ khuếch trương ra toàn bộ bình nguyên Tùng Liêu, trở thành một bộ lạc lớn mạnh ở khu vực đông bắc.
Trên báo đảo Triều Tiên có Tam Quốc: Cao Câu Ly, Bách Tế và Tân La, cùng với Oa Quốc tại Nhật Bản. Cao Câu Ly là cường quốc, uy phục Bách Tế và Tân La, thôn tính di dân Phù Dư, thụ sách phong quốc vương của các Nam Bắc triều, sau năm 550 vì tranh đấu nội bộ mà dần suy thoái. Bách Tế chịu sự chèn ép của Cao Câu Ly và Tân La, do vậy nỗ lực duy trì quan hệ với Lương, Oa Quốc, về mặt mậu dịch và triều cống đều phát triển sôi nổi. Tân La chịu sự uy hiếp của Cao Câu Ly, do vậy kết minh với Bách Tế, đến thế kỷ VI bắt đầu cường thịnh, đồng thời thôn tính Nhâm Na. Vào thời Tấn mạt và Nam triều, Oa ngũ vương nhiều lần khiển sứ đến Kiến Khang. yêu cầu được hoàng đế Nam triều sách phong. Trong đó, Oa vương từng đề cập với Lưu Tống Thuận Đế về việc muốn tiến quân vào bán đảo Triều Tiên. Oa Quốc dựa vào sách phong của hoàng đế Nam triều, củng cố thế lực tại Nhâm Na. Nam triều cũng dần gia tăng sách phong với Oa vương, thừa nhận Oa Quốc thống trị một bộ phận nam bộ bán đảo Triều Tiên.
Sau khi Cừu Trì Quốc mất vào tay Bắc Ngụy, phân biệt kiến lập Vũ Hưng Quốc và Âm Bình Quốc. Năm 472, Dương Văn Độ kiến quốc Vũ Hưng, chu toàn và giao chiến với hai triều Nam Bắc. Năm 505, Dương Thiệu Tiên xưng đế, năm sau bại trận trước Bắc Ngụy và bị bắt. Năm 534, Dương Thiệu Tiên thừa cơ Bắc Ngụy phân liệt mà phục hưng Vũ Hưng, đến năm 553 thì mất về tay Tây Ngụy. Năm 477, Dương Quảng Hương kiến quốc Âm Bình, chịu sự chi phối của Bắc Ngụy, hữu hảo với Nam Tề và Lương. Năm 580, Dương Vĩnh An ở Sa châu hưởng ứng Ích châu tổng quản Vương Khiêm, khởi binh phản kháng, cuối cùng chiến bại và nước mất.
Tây Vực vào thời Nam Bắc triều có tiến bộ về mặt kinh tế và văn hóa, đương thời con đường tơ lụa có ba tuyến: từ Cao Xương về phía tây, hợp cùng trung đạo hợp tại Quy Từ tạo thành tân bắc đạo; nam đạo từ Thiện Thiện đến Vu Lãng. Quốc gia hay thành thị nổi danh có Cao Xa, Cao Xương, Thiện Thiện, Quy Từ và Vu Điền. Cao Xa nguyên là Phục La bộ Thiết Lặc, thần phục Nhu Nhiên. Năm 487, lĩnh chủ A Phục Chí La suất bộ tây thiên đến khu vực nay là tây bắc Thổ Lỗ Phiên, kiến quốc Cao Xa. Cao Xa từng uy thịnh Tây Vực, cũng từng tạm khống chế Cao Xương trong một thời gian ngắn. Về sau, Cao Xa liên tục bị Áp Đạt và Nhu Nhiên giáp công, đến năm 541 thì bị Nhu Nhiên đánh diệt, dư chúng vào năm 546 hợp vào Đột Quyết hãn quốc. Thời Bắc Ngụy Thái Vũ Đế, Bắc Ngụy có hai cứ điểm tại Tây Vực, một là ở Cao Xương quận, một được thiết lập sau khi phái Vạn Độ Quy đánh hạ, tương đương với Thiện Thiện. Thời kỳ Bắc Ngụy Văn Thành Đế, Nhu Nhiên phù trợ Khám Bá Chu làm vương, Cao Xương Quốc chính thức kiến lập. Trải qua nhiều năm phải đương đầu với việc các nước xung quanh tranh đoạt, đến năm 499, Khúc Gia kiến lập Khúc thị Cao Xương. Quy Từ giàu tài nguyên than đá, sắt, giỏi nghề đúc. Ngoài ra, Quy Từ còn có các sản phẩm đồng, chì, ngựa tốt, hồ phấn, An Tức hương, là trung tâm kinh tế của Tây Vực. Vu Điền quốc vương và bách tính đều tôn kính Phật pháp, trong nước có rất nhiều tăng lữ và tu viện. Rất nhiều danh tăng Trung Nguyên đến Vu Điền để lấy kinh thư, bách tính đều sẵn lòng dâng tăng phòng cho tăng lữ viễn phương, khiến Vu Điền trở thành trung tâm Phật giáo.

## Chế độ quân sự

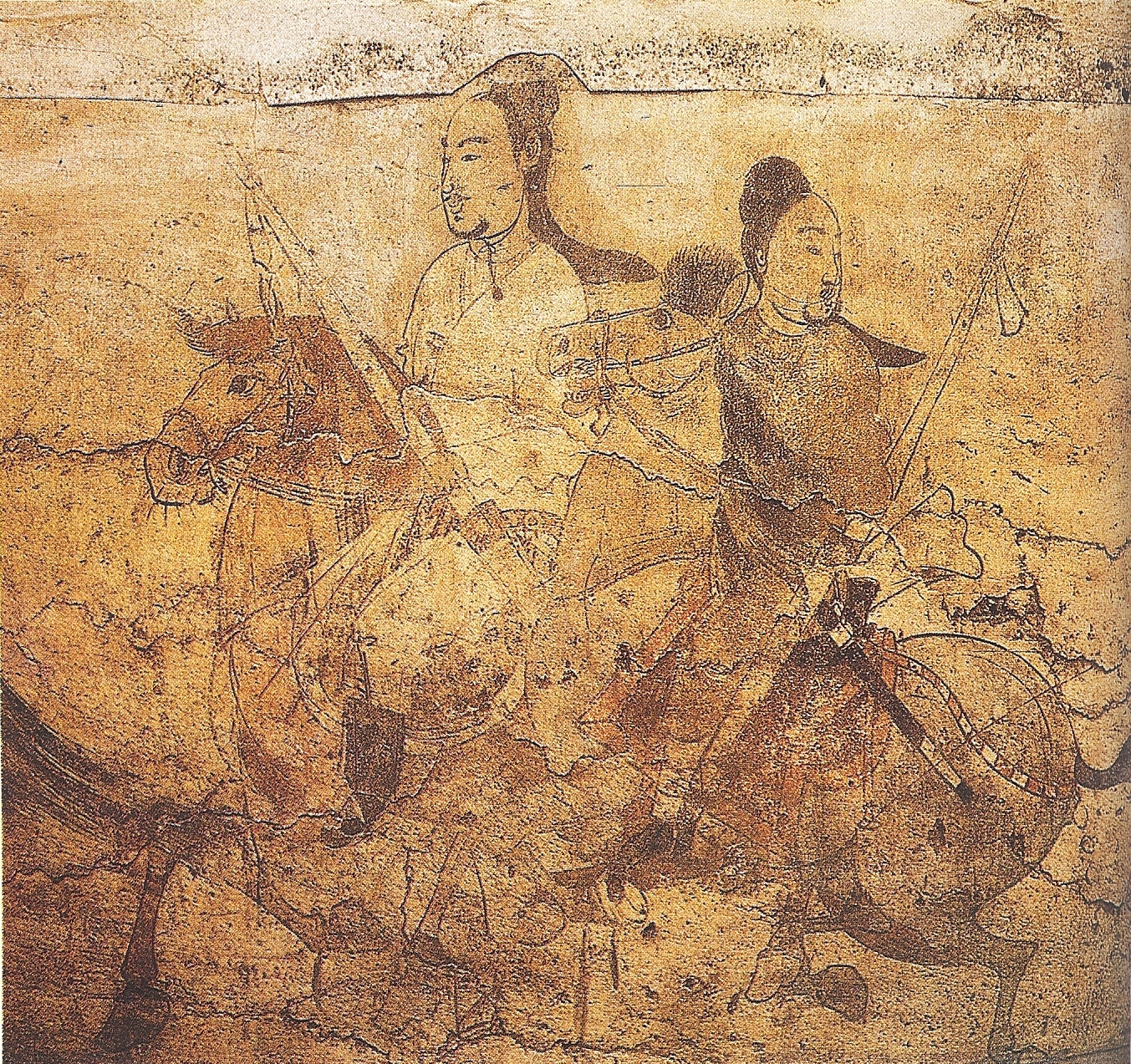
Bích họa mộ mô tả hai người cưỡi ngựa, niên đại vào thời Bắc Tề, tại Thái Nguyên, Sơn Tây

Thời kỳ Nam Bắc triều, do quân quyền của các triều đại nằm trong tay quyền thần nên thường phát sinh việc đoạt vị. Chế độ quân sự của Nam triều phần lớn kế tục binh chế Lưỡng Tấn, tuy nhiên "thế binh chế" suy lạc, do vậy lấy "mộ binh chế" làm chủ yếu. Vào sơ kỳ Bắc Ngụy, Bắc Ngụy thi hành chính sách quân sự "bộ tộc binh chế", tức binh dân hợp nhất, sau khi thống nhất Hoa Bắc thì dần chuyển sang "thế binh chế". Hậu kỳ Bắc triều, xuất hiện "phủ binh chế", trở thành cơ sở binh chế thời Tùy-Đường sau đó. Tuy nhiên, "phủ binh chế" của Tây Ngụy-Bắc Ngụy đều không như "phủ binh chế" thời Tùy-Đường: thời bình là dân, thời chiến là binh; binh không biết tướng, tướng không biết binh, mà là binh chế Tiên Ti, là chế độ bộ tù phân thuộc, là chế độ binh nông phân ly chế, là chế độ quý tộc đặc thù.
Binh chủng Nam triều lấy bộ binh và thủy binh là chính, kị binh khá ít, binh lấy theo "thế binh chế". Tuy nhiên, do tiêu hao trong chiến tranh, sĩ binh chạy trốn và bị tư gia phân cát, một bộ phận "binh hộ" biến thành "dân hộ", nguồn binh trở nên cạn kiệt, do vậy phải lấy "mộ binh chế" là chính. Quân đội Nam triều phân thành Trung quân (còn gọi là Đài quân) và ngoại quân; Trung quân trực thuộc trung ương, thời bình trú thủ kinh thành, khi có biến cố thì xuất chinh. Thời Lưu Tống, Vũ Đế Lưu Dụ cho tăng cường binh lực hoàng cung, nhằm đảo ngược cục diện "ngoại cường nội nhược" kéo dài từ thời Đông Tấn. Tuy nhiên, do tông thất tự tàn sát lẫn nhau nên mong muốn này thất bại, nhiều lần phát sinh sự việc soán vị. Ngoại quân quy thuộc quyền quản chế của đô đốc các địa phương, đô đốc phần nhiều kiêm nhiệm thứ sử, thường kháng lại triều đình trung ương.

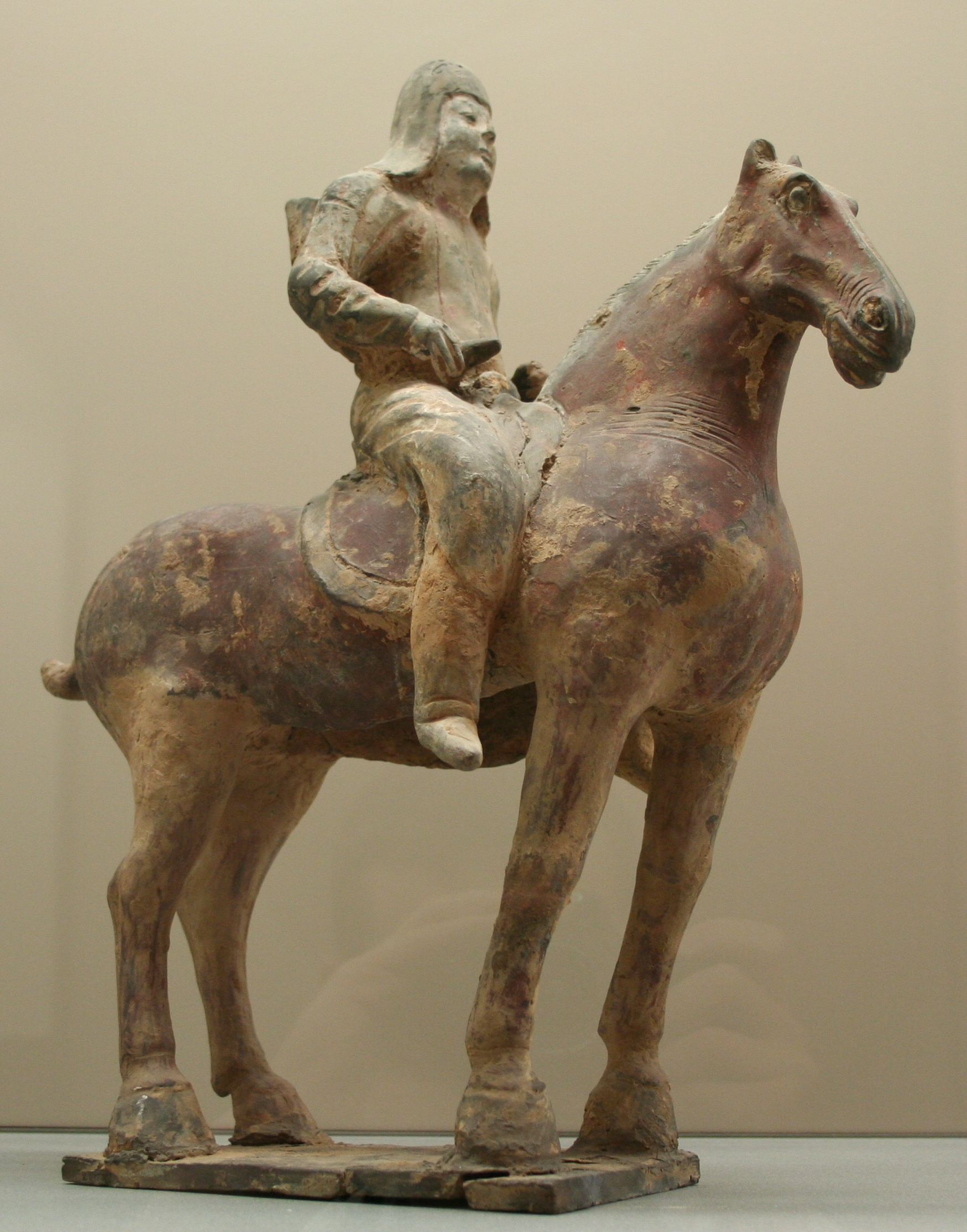
Tượng đồ gốm kị binh từ thời Bắc Ngụy

Vào sơ kỳ, quân đội Bắc Ngụy lấy kị binh Tiên Ti là chính, các bộ tự đoạt lấy sản vật để tiếp tế cho quân đội. Trong quá trình thống nhất Hoa Bắc, người Hán dần gia nhập vào quân đội Bắc Ngụy. Sau khi chiến tranh công thành gia tăng, quân đội Bắc Ngụy biến thành bộ-kị binh hỗn hợp, sau đó bộ binh trở thành binh chủng chủ lực trong quân đội Bắc Ngụy. Sau khi Bắc Ngụy thống nhất Hoa Bắc, quân đội phân thành "trung quân", "trấn thú binh" và "châu quận binh". Trung quân vào thời bình thì bảo vệ kinh thành, khi có biến cố bên ngoài thì trở thành đơn vị tác chiến chủ lực. Trấn thú binh là những đội quân được thiết lập để bảo vệ biên phòng; "trấn" tương đương với châu, "thú" tương đương với quận. Ban đầu, "trấn thú binh" chỉ đặt ở biên cảnh phía bắc, về sau lan ra biên cảnh phía nam. Châu quận binh là đội quân duy trì trị an các châu, có khi được sung trấn thú binh hoặc theo quân đi tác chiến. Bắc Ngụy vào hậu kỳ dần hình thành "binh hộ" cố định.
Quân đội Đông Ngụy và Bắc Tề chủ yếu do dân Lục trấn và binh sĩ Tiên Ti tại Lạc Dương tổ thành, vào thời Bắc Tề biên thành "bách bảo Tiên Ti". Ngoài ra, cũng tuyển dũng sĩ người Hán đi phòng bị biên giới. Tây Ngụy và Bắc Chu chịu ảnh hưởng của truyền thống Tiên Ti và văn hóa Hán, vào năm 550 thì sáng lập "phủ binh chế". Chế độ này đem quân dân Lục trấn dời đến Quan Trung phân thành Lục quân, đồng thời đặt ra tám vị "Thượng trụ quốc đại tướng quân". Quyền thần Tây Ngụy là Vũ Văn Thái là thống soái tối cao, Quảng Lăng vương Nguyên Hân không có thực quyền, sáu thượng trụ quốc khác phân lĩnh phủ binh. Thời Bắc Chu, triều đình gia tăng số lượng thượng trụ quốc, đồng thời tập trung binh quyền vào trong tay hoàng đế. Tuy nhiên, "phủ binh chế" vào thời kỳ này không giống với "phủ binh chế" thời Tùy-Đường, họ vẫn là những binh sĩ chuyên nghiệp, Vũ Văn Thái đem tướng lĩnh phủ binh (cùng sĩ tốt của họ) cải sang họ Tiên Ti, kết hợp với việc cấp cho đất đai. hợp thành một nhóm người ở Quan Trung có nghề nghiệp là quân nhân, dân tộc là người Hồ, được tổ chức thành một đội quân lớn mạnh theo quy cách bộ lạc. Mặc dù phủ binh là chủ lực song vẫn có trung quân bảo vệ kinh sư, trấn thú binh cùng châu quận binh và các đội quân khác. Thế gia hào tộc có thế lực lớn mạnh, phần lớn họ đều có tư binh với thực lực không hế yếu kém.

## Xã hội và nhân khẩu

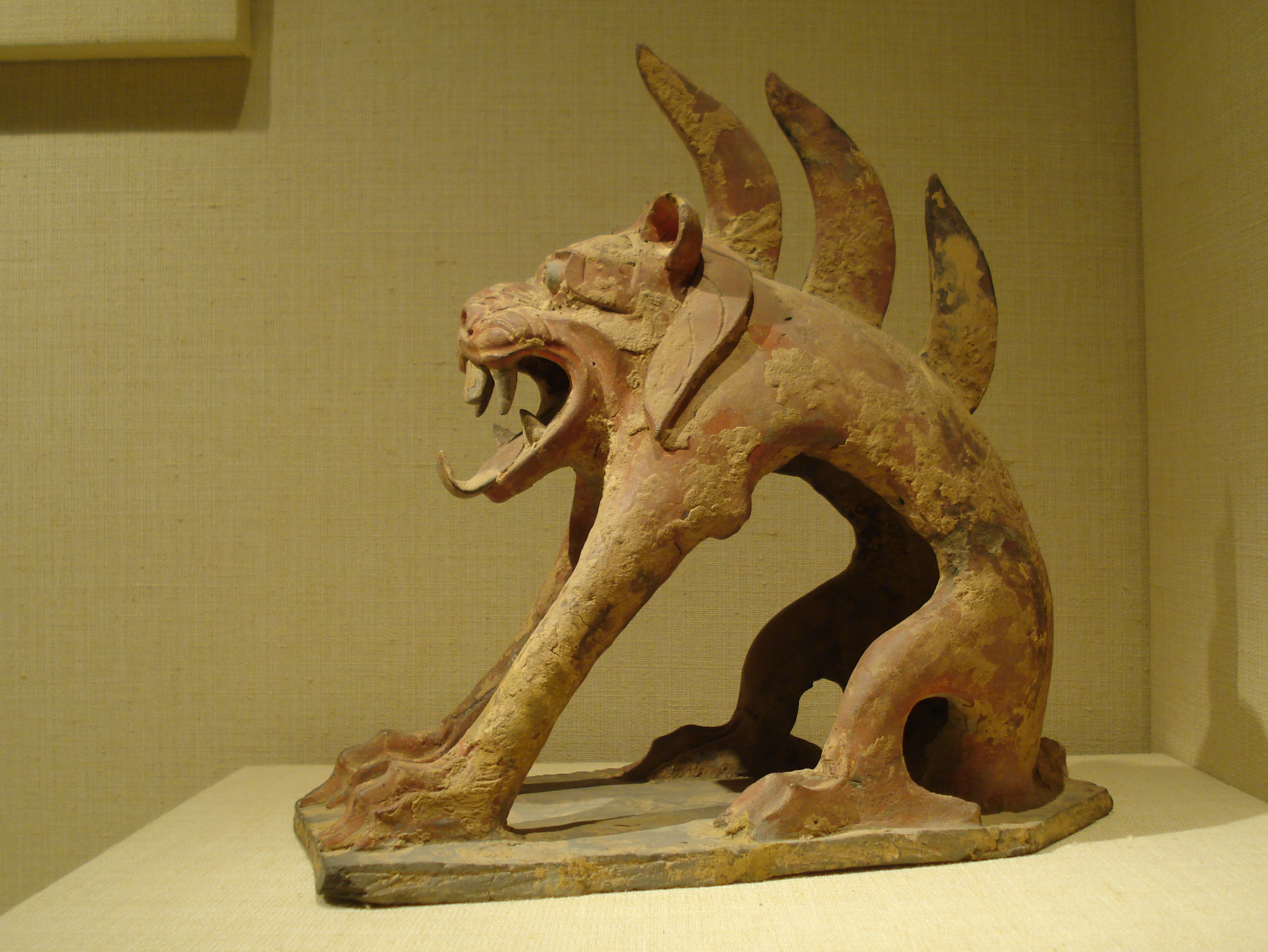
Trấn mộ thú thời Bắc Ngụy hoặc Bắc Tề, chủ yếu nhằm bảo vệ linh hồn người mất

Tình hình xã hội và nhân khẩu vào thời Nam-Bắc triều rất phức tạp, nhìn chung có thể phân thành 4 tầng lớp: thứ nhất là thế tộc danh môn hào tộc; thứ hai là "biên hộ tề dân" tự làm nông nghiệp, tiểu thủ công nghiệp hay thương nghiệp; thứ ba là "y phụ nhân" phụ thuộc thế tộc cường hào như "bộ khúc" "điền khách" hay "y thực khách", những người chịu sự cai quản của chính quyền thuộc tạp hộ-bách công hộ-binh hộ-doanh hộ cũng được định là "y phụ nhân"; cuối cùng là các nô lệ như "nô tì", "sinh khẩu", "lệ hộ" và các thành dân bị bắt làm tù binh rồi bị buộc phải thiên di.
Ngụy-Tấn-Nam-Bắc triều là thời kỳ chính trị thế tộc, mặc dù hào tộc ở phương bắc có địa vị và quyền lực thấp hơn ở Nam triều, song vẫn ở địa vị rất cao. Số nhân khẩu do thế tộc khống chế gồm "bộ khúc", "điền khách" và "nô lệ" nếu không thể "tự thục" (tự chuộc thân) hoặc "phóng khiển" (phóng thích) thì không thể có được tự do. "Bộ khúc" chủ yếu được sử dụng vào việc tác chiến, do chiến sự giảm thiểu nên tham gia vào hoạt động sản xuất. Do tại Nam triều, "đại gia tộc chế" suy vong khiến "bộ khúc" dần chịu sự khống chế của quốc gia. Nô lệ chủ yếu bắt nguồn từ các nông dân phá sản hoặc là lưu dân, họ là tài sản của địa chủ, do vậy có thể bị địa chủ dùng làm vật thế chấp hoặc để giao dịch. Để ngăn chặn nô lệ chạy trốn, các nô lệ đều bị "kình diện" (Thích chữ bôi mực vào mặt). Nhờ các phương thức như "mi nam vi khách" hay " phát nô vi binh" mà nô lệ có thể chuyển thành điền khách của địa chủ hoặc binh sĩ của quốc gia. Những người tự cày cấy trồng trọt là lực lượng trọng yếu trong hoạt động sản xuất nông nghiệp đương thời. Họ phải thực hiện các nghĩa vụ tô điều, tạp thuế, lao dịch và binh dịch cho triều đình; vì thế mà nhiều nông dân tự canh đã phá sản và phải lưu vong, trở thành bộ khúc hoặc điền khách của thế tộc. Thời Nam-Bắc triều vẫn tiếp tục thi hành "thế binh chế" có từ thời Tam Quốc, các "binh hộ" truyền đời đảm nhiệm việc binh, thời bình cũng phải nộp tô điều. Do thợ thủ công nghiệp rất ít, cho nên quan phủ khống chế hết sức nghiêm ngặt với "tạp hộ" hoặc "bách công hộ", "bách công hộ" sau khi chuyển sang khu vực sản xuất của quan phủ thì hình thành nên các phố xưởng, truyền nghề cho thế hệ sau. Nếu như quý tộc và quan lại tự chiếm bách công hộ thì thường sẽ bị trừng trị. Tại Bắc triều còn có "tân dân" và "thành dân"; "tân dân" là những người dân hoặc thợ thủ công thuộc các dân tộc di dời quy mô lớn đến khu vực thủ đô dưới thời Bắc Ngụy Đạo Vũ Đế nhằm tăng cường quốc lực, xét theo số khẩu mà được nhận ruộng; "thành dân" là những người dân bị chinh phục, bị buộc phải thiên di, được bố trí đến sống tại các châu và có thân phận giống như nô lệ; thành dân có cấu trúc dân tộc phức tạp và phân bố trên quy mô rộng.
Ở phương nam, vào khoảng thời Tấn mạt-Tống sơ, mô hình đại gia đình chuyển thành tiểu gia đình, người trong cùng một gia tộc không làm chung nghề phải lên đến bảy phần, lạnh nhạt với nhau. Điều này là do sau khi tông tộc phát triển, các gia đình giàu nghèo khác biệt, nếu như không cùng chung hoạn nạn từ bên ngoài thì sẽ dễ dàng phân ly; do đó phương thức đánh thuế dựa trên đại gia tộc trở nên vô dụng. Ở phương bắc, do ngoại tộc cần đoàn kết hợp tác nên vẫn duy trì được chế độ đại gia tộc. Do người Hán có cơ hội được tham gia chính quyền của người Hồ, truyền thống văn hóa và thể chế của Trung Quốc dần dần tiếp nhận các yếu tố ngoại tộc, song vẫn còn thịnh hành các phong tục như "tài hôn".

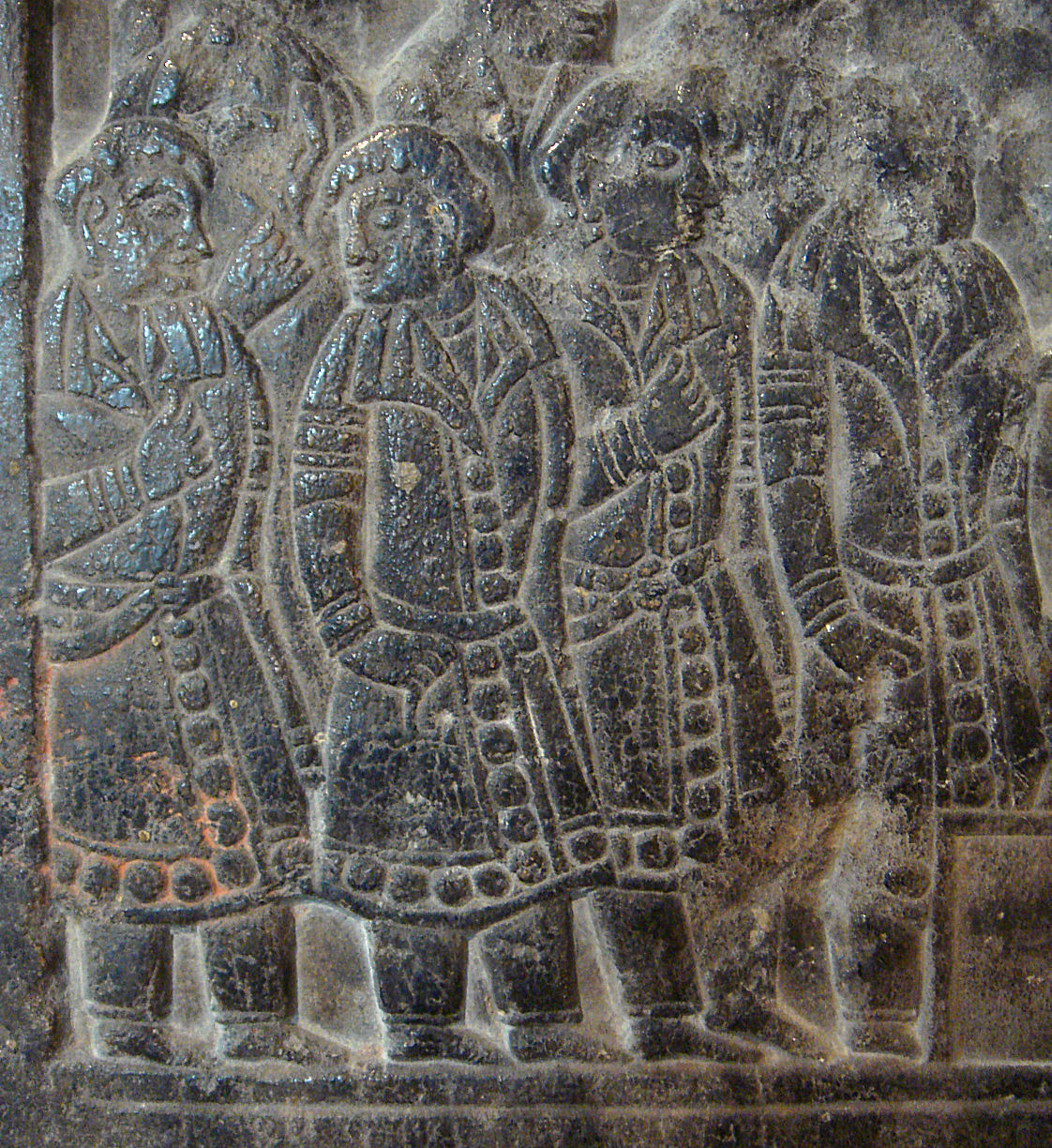
Người Túc Đặc thời Bắc Tề

Thời Nam-Bắc triều, các dân tộc du mục và dân tộc nông nghiệp diễn ra Hồ-Hán dung hợp văn hóa, các dân tộc du mục trên thảo nguyên phương bắc không ngừng Hán hóa trong quá trình tiến vào Trung Nguyên, trong khi các thế tộc người Hán do muốn tránh chiến loạn nên đem gia đình dời đến phương nam, xúc tiến việc người Hán và các dân tộc khác ở phương nam tiến hành tiếp xúc và dung hợp. Do đó, người Hán vào thời Tùy-Đường không giống như người Hán vào thời Tần-Hán, các dân tộc ở hai lưu vực Hoàng Hà và Trường Giang lấy người Hán làm chủ thể mà dụng hợp và hình thành nên "tân Hán tộc". Loạn Vĩnh Gia từ thời Tấn khiến một lượng lớn người Hán dời đến Giang Nam, vào sơ kỳ Đông Tấn người ta dùng phương thức thiết lập kiều châu, quận, huyện nhằm an phủ lưu dân phương bắc, đồng thời cho hưởng mức thuế thấp. Tuy nhiên, do kiều dân và cư dân bản địa hỗn tạp, ảnh hưởng đến việc thu thuế của triều đình. Do vậy vào trung hậu kỳ thời Đông Tấn, chính quyền thực thi "thổ đoạn", cho kiều dân phương bắc nhập hoàng tịch tại địa phương, cùng gánh vác trách nhiệm phú dịch với nhân dân địa phương. Thời Nam triều, chính quyền 5 lần lần tiến hành "thổ đoạn", trong đó "Nghĩa Hy thổ đoạn" do Tống Vũ Đế Lưu Dụ tiến hành vào năm 413 là đáng kể nhất, khiến cho các châu huyện của kiều dân dần dần biến mất. Loạn Vĩnh Gia khiến người Hán phương bắc dời đến phương nam, song vẫn còn một bộ phận lưu lại phương bắc sống cùng với các dân tộc du mục. Do người Hồ thiếu kinh nghiệm thống trị Trung Nguyên, do vậy họ trọng dụng thế tộc người Hán để trị lý quốc gia, khiến văn hóa hai bên vay mượn của nhau, dần dần hình thành dung hợp văn hóa. Ví dụ như vào thời Ngũ Hồ thập lục quốc, quân chủ các nước hợp tác với người Hán, cuối cùng khiến một bộ phận người Hồ ở Trung Nguyên chuyển hóa thành người Hán.; Bắc Ngụy Hiếu Văn Đế thúc đẩy phong trào Hán hóa, dung hợp hoàng tộc Tiên Ti với thế tộc người Hán, đổi họ của hoàng tộc từ "Thác Bạt" sang "Nguyên", cấm dùng tiếng Tiên Ti; Thượng trụ Tây Ngụy là Vũ Văn Thái nghe theo kiến nghị của Tô Xước mà lập chính sách Quan Trung bản vị. Tuy nhiên, quá trình dung hợp không thể tránh khỏi sản sinh xung đột tư tưởng, đấu tranh chính trị hoặc xung đột chủng tộc. Ví dụ như Bắc Ngụy Thái Vũ Đế nhân "sự kiện tu quốc sử" mà diệt tông tộc của trọng thần Thôi Hạo và các họ khác có liên hệ. Bắc Ngụy Hiếu Văn Đế thúc đẩy phong trào Hán hóa khiến cho quý tộc Tiên Ti ở Lạc Dương và người Tiên Ti ở Lục trấn xảy ra mâu thuẫn, phát sinh phong trào Tiên Ti hóa để phản kháng văn hóa Hán, cuộc cùng dẫn đến loạn Lục trấn. Đông Ngụy và Bắc Tề do người Tiên Ti Lục trấn và người Hán bị Tiên Ti hóa làm chủ, duy trì tinh thần thượng võ, đề xướng văn hóa Tiên Ti, cực lực bài xích văn hóa Hán. Cuối cùng triều Bắc Chu dung hợp văn hóa Hồ-Hán và triều Tùy Hán hóa tiêu diệt triều Bắc Chu và Trần, khởi đầu cho đế quốc Tùy-Đường mang tính chất "Thiên hạ một nhà".
| Niên đại                                                                                    | Số hộ        | Số khẩu                 | Ghi chú |
| ------------------------------------------------------------------------------------------- | ------------ | ----------------------- | --- |
| Năm Đại Minh thứ 8 (464) thời Lưu Tống Hiếu Vũ Đế                                           | 906.874 hộ   | 4.685.501 người         | |
| Năm Đại Đồng thứ 5 (539) thời Lương Vũ Đế                                                   | không rõ     | khoảng 11.000.000 người | |
| Năm Thái Thanh thứ 3 (548) thời Lương Vũ Đế                                                 | không rõ     | khoảng 12.000.000 người | |
| Năm Thái Kiến thứ 9 (577) thời Trần Tuyên Đế                                                | 600.000 hộ   | 2.400.000 người         | Trong loạn Hầu Cảnh, một lượng lớn nhân khẩu khu vực trung hạ du Trường Giang thiệt mạng, đất Thục mất về tay Tây Ngụy từ 552-553 |
| Năm Chính Quang thứ 1 (520) thời Bắc Ngụy Hiếu Minh Đế                                      | 5.000.000 hộ | 30.000.000 người        | "Văn hiến thông khảo" thuyết "thời này hộ khẩu tối thịnh, tăng gấp bội so với thời Thái Khang nhà Tấn"                            |
| Thời điểm Bắc Ngụy phân thành Đông Ngụy và Tây Ngụy (534)                                   | 3.375.368 hộ | không rõ                | |
| Năm Thừa Quang thứ 1 (577) thời Bắc Tề Ấu Chủ                                               | 3.032.528 hộ | 20.006.880 người        | |
| Năm Đại Định (581) thời Bắc Chu Tĩnh Đế                                                     | 4.622.528 hộ | 29.016.484 người        | |
| Ghi chú: Số liệu lấy từ Số liệu có sự sai lệch, trong thực tế số hộ khẩu cao hơn khá nhiều. |              |                         | |

## Kinh tế
Nam Bắc triều chủ yếu là kinh tế trang viên. Trang viên của thế tộc và tự viện đại bộ phận đều là sản xuất nhiều mặt hàng, có tính chất tự cấp tự túc. Đất ruộng có hệ thống thủy lợi tốt, với các loại cây trồng như lúa, dâu, gai dầu hay rau, ngoài ra còn trồng các loại cây ăn quả, nuôi cá, chăn nuôi gia súc. Về thủ công nghiệp, có nghề như dệt sợi, nấu rượu, sản xuất công cụ. Hoạt động sản xuất trong trang viên của thế tộc chủ yếu giao cho "điền khách", "bộ khúc" và "nô lệ"; trang viên của tự viện thường do tăng lữ và dân hộ sản xuất. Địa chủ tập trung khai khẩn, việc này có tác dụng nhất định đối với sự phát triển của khu vực. Do thế tộc dược hưởng đặc quyền, còn Phật giáo thì thịnh hành, do vậy trang viên địa chủ và tự viên tăng lên, đồng thời lại tạo thành một lượng lớn nông hộ ẩn núp. Cùng với đó là việc chiến tranh diễn ra thường xuyên, khiến cho lực lượng lao động tráng kiện của xã hội bị tổn thất rất lớn, khiến cho quốc gia cùng địa chủ và tự viện tranh đoạt với nhau về thổ địa và lực lượng lao động, bùng phát xung đột đổ máu, như "Bắc Ngụy Thái Vũ Đế diệt Phật" hay "Bắc Chu Vũ Đế diệt Phật". Cuối cùng, do các dân tộc tăng cường giao lưu kinh tế, đồng thời dung hợp thành nhất thể, xuất hiện nhiều tiềm năng mới cho sự phát triển kinh tế xã hội. Khu vực Giang Nam tiến vào một giai đoạn phát triển toàn diện, khiến trọng tâm kinh tế của Trung Quốc dời về phía nam, cuối cùng thúc đẩy việc hình thành Đại Vận Hà.

### Nông nghiệp

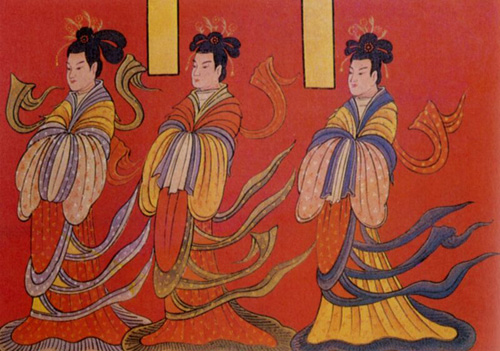
Một phần bức tranh mô tả phụ nữ thời Bắc Ngụy

Nông nghiệp là trọng tâm trong kinh tế trang viên, được triều đình và thế tộc quan tâm sâu sắc. Tình trạng chiếm lĩnh đất đai vẫn còn hết sức nghiêm trọng tại Nam triều, triều đình không thể cấm chỉ thế tộc chiếm lĩnh đất đai, năm Đại Minh thứ 1 (457) thời Lưu Tống Hiếu Vũ Đế, triều đình ra pháp lệnh thừa nhận chiếm lĩnh rừng núi sông đầm để hạn chế phạm vi chiếm đoạt của thế tộc. Tuy nhiên, sau khi ban bố pháp lệnh lại kích thích hào môn quyền quý tiến hành hoạt động chiếm lĩnh đất đai núi đầm. Nam triều tương đối an định so với Bắc triều, di dân vẫn khồng ngừng dời về phương nam, sản xuất nông nghiệp tiếp tục phát triển. Hai châu Kinh và Dương có tăng trưởng đột xuất, còn Ích châu xếp sau. Dương châu là khu vực phát đạt nhất của Nam triều, trong đó Kiến Khang cùng vùng xung quanh là nơi phát triển nhất. Khu vực Tam Ngô (Ngô quận, Ngô Hưng, Cối Kê) là nguồn cung cấp cho các khoản chi tiêu của Nam triều. Khu vực Kinh-Tương ở quanh hồ Động Đình phát triển rất nhanh chóng. Ngoài ra, khu vực Hoài Nam nguyên là một trong những trọng trấn lương thực, song đến năm 451 thì chịu sự phá hoại trong chiến tranh Ngụy-Tống. Trải qua hai triều Tề và Lương, tình hình sản xuất mới được phục hồi. Các triều đại Nam triều cho xây dựng sửa chữa không ít các công trình thủy lợi, như các triều Tống, Tề, Lương cho sửa chữa Thược Bi ở Thọ Dương (nay là phía nam Thọ huyện, An Huy). Nam Tề tại Tề quận (trị sở nay là Lâm Truy, Sơn Đông) cho khai khẩn 200 khoảnh ruộng hoang, dùng nước của Thẩm Hồ để tưới ruộng.
Tiền kỳ của Bắc triều, do ảnh hưởng từ hậu quả của chiến tranh từ thời Ngũ Hồ thập lục quốc, phát triển nông nghiệp tụt hậu so với Nam triều. Năm Thái Hòa thứ 9 (485), Bắc Ngụy Hiếu Văn Đế nghe theo kiến nghị của Lý An Thế mà thi hành quân điền chế, đem một lượng lớn đất hoang (do hậu quả chiến tranh) chiếu theo chế độ mà phân cấp cho nông dân. Chế độ này sau đó cũng được Tây Ngụy, Đông Ngụy, Bắc Tề, Bắc Chu và Tùy-Đường thi hành, đất ruộng được phân phối chủ yếu là "lộ điền" (trồng ngũ cốc) và "tang điền" (trồng dâu). Lộ điền chủ yếu là đất quốc hữu, có thể cấp cho nam nữ nô tì, song không thể mua bán, sau khi người được cấp qua đời thì đất bị thu hồi. Tang điền là đất tư hữu, cấp cho nam giới, có thể mua bán. Cuối cùng, quan lại địa phương có thể chiếu theo phẩm cấp mà nhận công điền. Bắc Ngụy thi hành phối hợp các chế độ "quân điền chế" và "tam trưởng chế", "tô dung điều chế", thúc đẩy nông dân sản xuất. Bắc Ngụy Hiếu Văn Đế thi hành vận động Hán hóa đã cải thiện được việc cai trị của quan lại, khiến nông nghiệp có thể phát triển đến mức trưởng thành. Đến năm Thần Quy thứ 3 (520), chính trị dần hủ bại, song kho lương của quan phủ vẫn tương đối đầy đủ. "Quân điền chế" và "tô điều chế" của Bắc Tề có nhiều hạn chế so với Bắc Ngụy, đồng thời làm gia tăng thuế tô của nô tì. Ở Đông Ngụy-Bắc Tề, việc tham ô cực kỳ nhiều, đến thời Nam Tề Hậu Chủ, hoang dâm hủ hoại, cho xây dựng nhiều cung điện và tự viện, hết sức xa hoa. Ở Tây Ngụy-Bắc Chu, Vũ Văn Thái làm theo kiến nghị của Tô Xước, lập chế độ dự toán thu thuế và hộ tịch, bảo đảm thu nhập cho triều đình. Do thế tộc Bắc Chu có lực lượng không lớn, lại thêm việc cai trị trong sạch hơn, nên tương đối dễ thi hành "quân điền chế". Do Tiên Ti là một dân tộc du mục, nghề chăn nuôi gia súc của họ vốn phát triển rất tốt, khu vực sản xuất chủ yếu tại vùng Mạc Nam (nay là Hà Sáo). Thời Bắc Ngụy Hiếu Văn Đế, lại thiết lập bãi chăn thả tại Hà Nam để nuôi 10 vạn con ngựa. Cha của Nhĩ Chu Vinh là Nhĩ Chu Tân Hưng có nuôi bò, dê, lạc đà, ngựa.

### Thủ công nghiệp

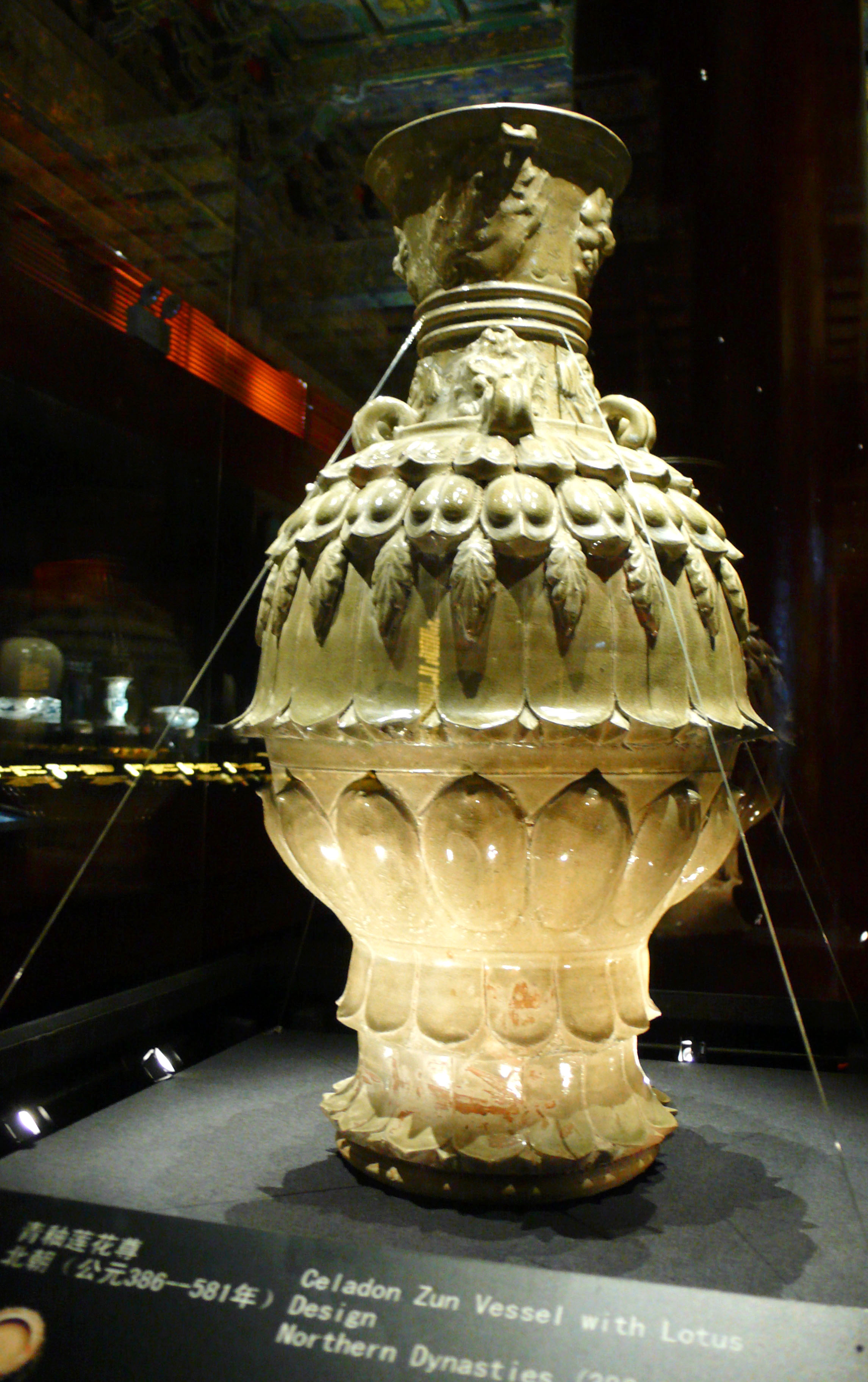
Bình hình hoa sen thời Bắc Tề

Do triều đình thúc đẩy trồng dâu, đánh thuế lụa mộc và vải phù hợp, góp phần thúc đẩy sản xuất xe sợi dệt vải. Ngành dệt và nuôi tằm ở Nam triều tương đối phát triển, vùng sản xuất chủ yếu là hai châu: Kinh, Dương. Do tơ, bông, lụa, vải là các hạng mục thuế chủ yếu của Nam triều; do vậy ngành xe sợi và dệt là nghề phụ phổ biến trong dân gian Nam triều. Nghề dệt gấm chiếm ưu thế tại Ích châu, Lưu Dụ sau diệt nước Hậu Tần đã cho đưa các hộ dệt gấm từ Quan Trung dời đến Giang Nam, đến thời Nam Tề và Lương thì trở nên phồn vinh. Đương thời, người nhà phú hào mặc quần thêu, đi giày gấm, dùng lụa màu để tạo hoa văn hỗn hợp, dùng lụa mỏng để làm phục trang, dùng gấm làm màn che. Triều đình Nam triều đặt ra chức quan chuyên quản lý khai mỏ và luyện kim. Luyện thép sử dụng "quán cương pháp"- một cách tạp luyện gang thỏi và sắt rèn. Phương pháp này có thể luyện ra thép chất lượng tốt, được dùng để chế tạo bảo kiếm và đao. Kỹ thuật nung đồ sứ ngay từ thời Tam Quốc và Tấn đã thành thục. Thời Nam triều, thanh từ là chủ yếu, sản xuất tập trung tại Cối Kê quận (nay là Thiệu Hưng, Chiết Giang), loại sứ này có độ cứng cao, men đều, toàn bộ có màu lục và có cảm giác trong suốt. Các khu vực khác ở Giang Nam có những đặc điểm riêng về kỹ thuật làm đồ sứ. Giấy Nam triều trắng sạch và cân xứng, hoàn toàn thay thế thẻ tre gỗ. Giấy làm từ cây mây và giấy làm từ cây gai đều rất phổ biến. Nghề đóng tàu cũng rất phát triển, có thể đóng tàu có tải trọng lên tới hai vạn hộc.
Nghề xe sợi và dệt ở Bắc triều chủ yếu là dệt tơ và xe sợi đan len, là một trong những nghề thủ công phát đạt nhất, với các trung tâm dệt tơ như Kính châu (nay là Kính Xuyên, Thiểm Tây), Ung châu (nay là Tây An, Thiểm Tây), Định châu (nay là Định Châu, Hà Bắc). Sản lượng lụa vải gia tăng khiến giá lụa hạ xuống, vào sơ kỳ, mỗi thất lụa có giá 1000 tiền, đến sau thời Hiếu Văn Đế thì giảm xuống còn 200-300 tiền. Lĩnh vực dệt tơ công có quy mô to lớn, có công xưởng trong cung hoặc trong kinh thành, là nơi sản xuất ra sản phẩm dệt tơ quý đẹp cho triều đình. Trong dân gian có "lăng la hộ", "tế kiển la hộc hộ", phân tán tại khu vực nay là Hà Bắc và Sơn Đông; họ có sản lượng lớn và chất lượng đẹp tốt. Sản phẩm của ngành xe sợi đan len chủ yếu là len, được dùng rất phổ biến, lợi nhuận rất lớn. Triều đình Bắc triều cũng đặt chức quan chuyên quản khai thác khoáng sản và luyện kim, nghề luyện sắt phát triển nhất. Sắt có sản lượng rất cao, vào năm 450 quân đội Nam triều khi chiếm được Nghiêu Ngao thú (nay là phía đông Liêu Thành, Sơn Đông) của Bắc Ngụy đã thu được một lượng lớn đồ sắt. Đao rèn ở Tương châu đứng đầu toàn quốc, cuối cùng được đưa vào võ khó ở kinh sư. Kỳ Vô Hoài Văn thời Bắc Tề sáng chế ra "túc thiết đao", có độ cứng phi thường, song lại có tính mềm dai, chém được qua 30 lớp trát (lớp bằng da hoặc kim loại để lót áo giáp).

### Thương nghiệp

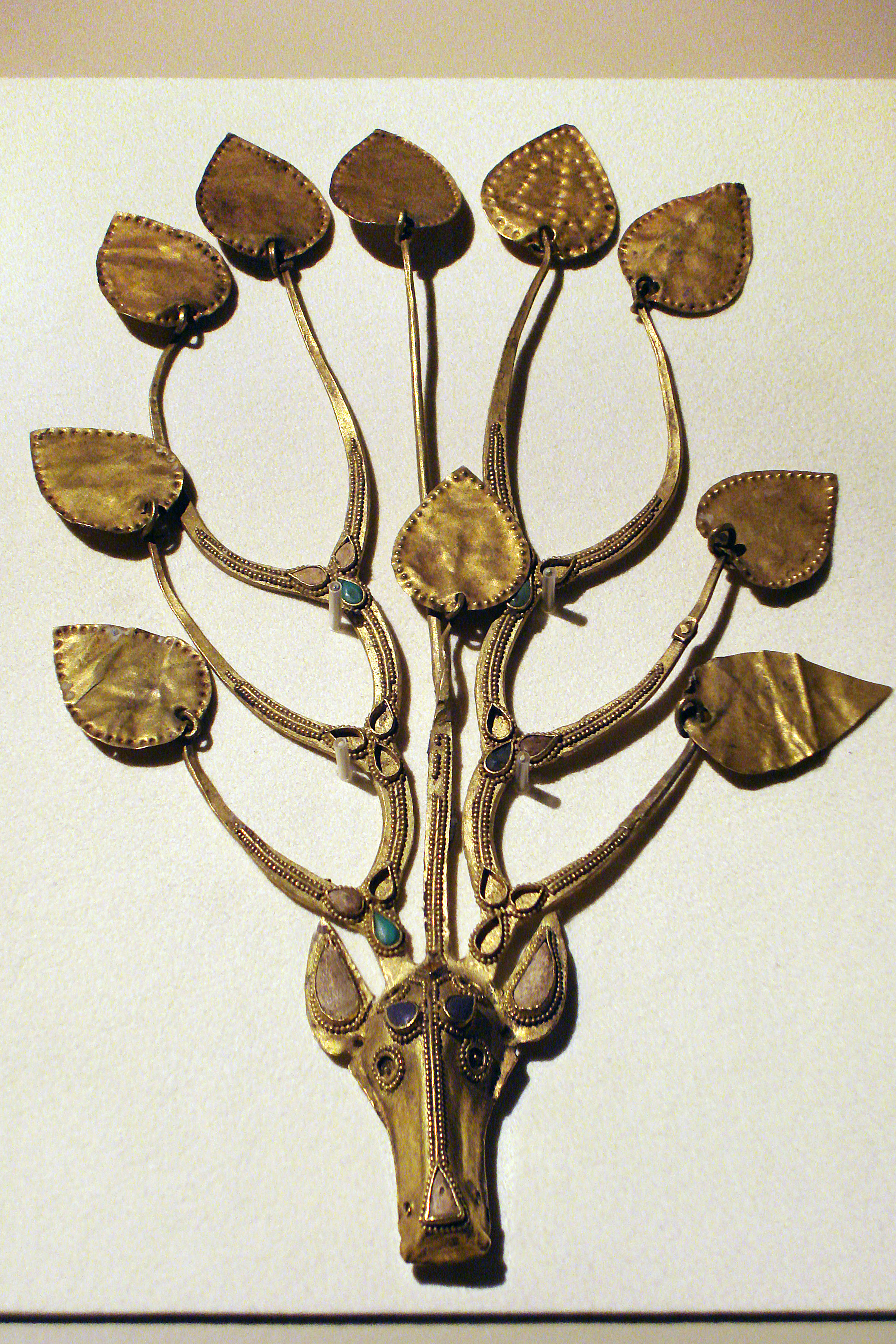
Đồ trang sức đầu ngựa bằng vàng từ thời Bắc Ngụy, khai quật tại Nội Mông

Nông nghiệp và thủ công nghiệp của Nam triều phát đạt, lại thêm giao thông đường sông tiện lợi, khiến thương nghiệp cũng phát đạt. Do nền chính trị suy yếu, tệ chế lỏng lẻo, chất lượng sản phẩm không tinh xảo. Trên thị trường có các mặt hàng dụng cụ sản xuất, dụng cụ sinh hoạt và xa xỉ phẩm. Tiểu thương buôn bán ở hàng quán, đại thương vận chuyển hàng hóa đi tứ phương. Thuế thương là thu nhập chính của triều đình, song do thế tộc có đặc quyền được miễn quan thuế, từ lúc tại nhiệm đến lúc mãn nhiệm có được một lượng lớn hóa vật, sau chuyển đến bán ở các nơi. Các trọng trấn thương nghiệp có Kiến Khang, Giang Lăng, Thành Đô, Quảng Châu, Quảng Lăng; trong đó Kiến Khang là trung tâm kinh tế của Tam Ngô. Thời Lương Vũ Đế, trong thành Kiến Khang có 28 vạn cư dân, cộng thêm một vạn cống sứ, thương nhân lữ khách, dân đi thuyền. Cối Kê, Ngô quận, Dư Hàng đứng ở vị trí tiếp theo. Quảng Châu là trọng trấn mậu dịch bằng đường biển, đối tượng mậu dịch có các nước ở Đông Nam Á, Thiên Trúc, Sư Tử Quốc, Ba Tư. Giang Lăng là trạm chuyển vận giữa Quan Trung, Dự châu, Ích châu, Kinh châu, Giao châu, Lương châu. Thành Đô không chỉ có thương nghiệp phồn thịnh, mà còn là nơi sản xuất chủ yếu của gấm Thục.
Sau vận động Hán Hóa, thương nghiệp Bắc Ngụy dần trưởng thành. Về mặt hóa tệ, ban đầu lấy lụa sống, vải và ngũ cốc làm phương tiện trao đổi trung gian, sau khi Hiếu Văn Đế cải chế đã cho đúc tiền 5 thù để cải thiện, song vẫn còn khó khăn trong lưu thông. Trọng trấn thương nghiệp có Lạc Dương, Nghiệp và Trường An. Lạc Dương là trung tâm mậu dịch phương bắc, ngoài Tây Dương Môn có chợ lớn, chu vi tám lý, hết sức phồn vinh. Đương thời, trừ người bán lẻ và đại thương nhân ra, rất nhiều quý tộc, quan liêu cũng tham gia vào thương mại. Đối tượng mậu dịch có các nước ở Trung Á và Tây Á., Cao Câu Ly, Bách Tế, Tân La, Già Da, Nhật Bản. Thương nhân Tây Vực chủ yếu kinh doanh vàng, ngọc trai, ngọc thạch, đồ quý; đem hàng dệt tơ, hàng công nghệ của Trung Quốc về nước. Mặc dù hai triều Nam bắc giao chiến liên miên, song đến khi đình chiến thì mậu dịch lại nổi lên. Hai bên thường lấy ngũ cốc, lụa vải để thay thế tiền tệ. Phương thức mậu dịch chủ yếu có quan phương mua bán với nhau và cá nhân buôn lậu; trong đó trong dân gian, quan viên và quân đội đều có hoạt động buôn lậu. Về nhu cầu mặt hàng, Bắc triều cần mía, vải, xoài, chuối, dứa, dương mai, quýt, bưởi; cùng với các xa xỉ phẩm để quan viên và quý tộc hưởng thụ. Nam triều cần ngựa, lạc đà, sản phẩm đan len. Tuy nhiên, về tổng thể thì thương nghiệp Bắc triều không bằng được Nam triều.

## Văn hóa

### Tư tưởng học thuật

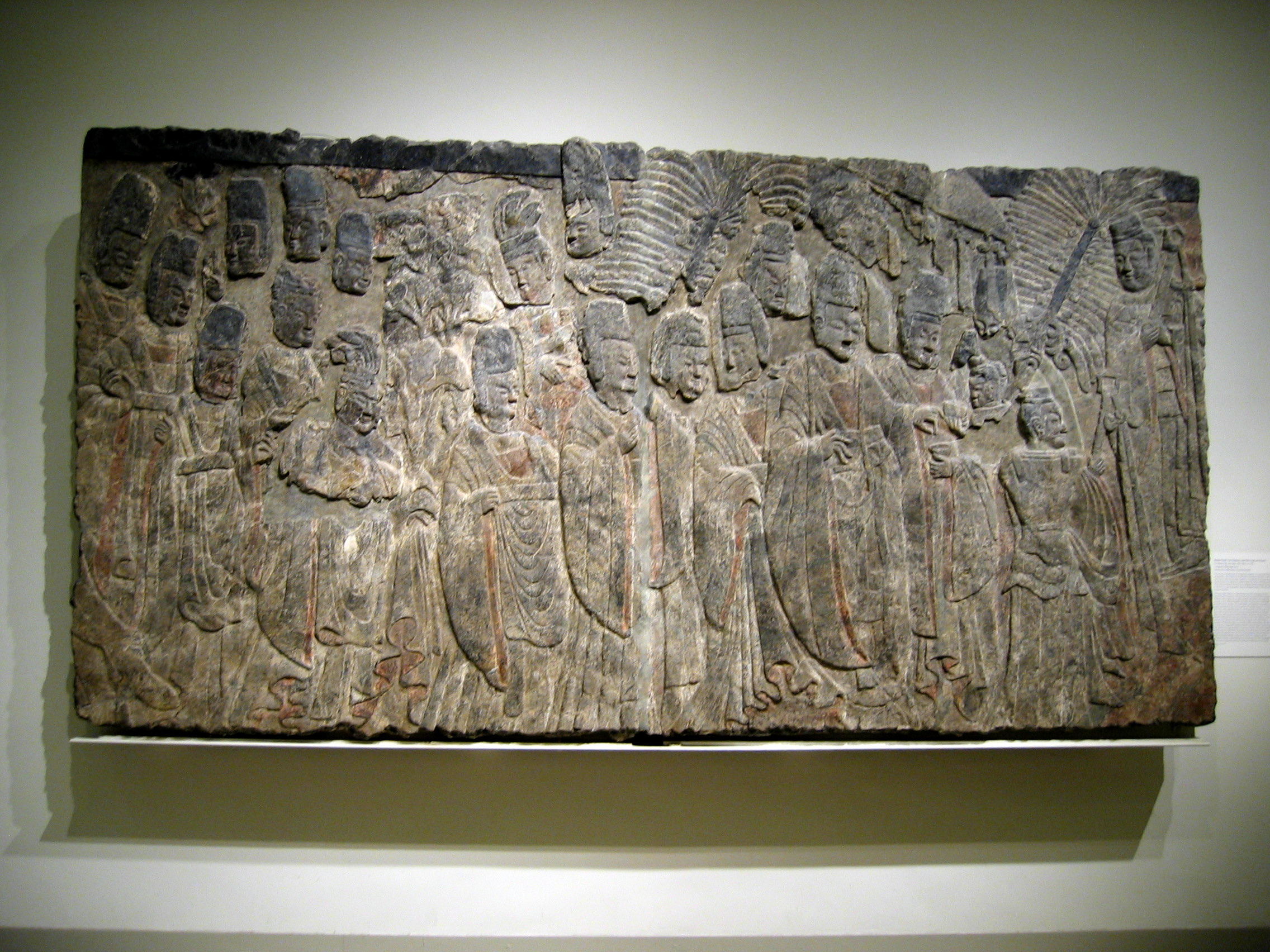
Cứu tế đồ trong hang đá Vân Cương, chịu ảnh hưởng của tư tưởng Phật giáo.

Sau khi địa vị độc tôn của Nho học bị phá vỡ dưới thời Tấn, đến thời nam Bắc triều đã hình thành đa nguyên hóa tư tưởng. Trong nhiều lưu phái tư tưởng, xuất hiện các quan điểm có giá trị như việc dùng pháp trị quốc, chủ trương vụ thực cầu trị (theo Tào Tháo và Gia Cát Lượng thời Tam Quốc, Vương Đạo thời Đông Tấn) và "vô quân luận" (theo Bào Kính Ngôn thời Đông Tấn), "thần diệt luận" (Phạm Chẩn thời Lương), đề xướng "người chết thì thần hết" (Hình Thiệu của Bắc Ngụy và Phiền Tốn của Bắc Tề); song cũng sản sinh ra suy đồi tiêu cực, thoát khỏi tư tưởng trước đó. Tư tưởng huyền học có ảnh hưởng lớn nhất, huyền học rất hưng thịnh tại Nam triều, thời Lưu Tống Văn Đế đặt ra "huyền học quán", huyền học với sử, văn, nho cùng được liệt vào tứ học, "thanh đàm" thêm thịnh. Đến thời kỳ Lương Vũ Đế, cổ vũ đề xướng kinh học, song kinh học vào thời kỳ này chịu ảnh hưởng của thanh đàm, chỉ chú trọng vào giảng giải biện luận. Sau khi triều Tùy thống nhất Trung Quốc, "thanh đàm" dần dần suy thoái, đến trung kỳ triều Đường thì kết thúc. Do ở vào thời kỳ Phật giáo quá độ giữa phát triển và suy sụp, xuất hiện không ít nhà tư tưởng phản đối quá độ sùng Phật như Phạm Chẩn của Lương, Hình Thiệu của Bắc Ngụy và Phiền Tốn của Bắc Tề, tư tưởng của họ sản sinh ra vô thần luận.
Phạm Chẩn là nhân sĩ Nam Tề-Lương, vào năm 489 trong yến tịch của Cánh Lăng vương Tiêu Tử Lương, ông phát biểu phản đối thuyết nhân quả báo ứng của Phật giáo, nhận định rằng linh hồn không tồn tại. Quan điểm của ông chủ yếu là "biến hóa đích hình nhất nguyên luận" theo thuyết duy vật, nhận định thân thể và tinh thần đều là vật chất, toàn thể vũ trụ là một chuyển động biến hóa vật chất. "Thần diệt luận" xử lý các chủ đề "thể", "dụng", "biến hóa", "quan hệ"; hoàn chỉnh khái quát "duy vật bản thể luận" nhằm xử lý phạm trù chủ yếu. Tác phẩm nổi tiếng của Phạm Chẩn có "Thần diệt luận", hay "Đáp tào xá nhân" để trả lời phái phản đối Tào Tư Văn. Luận điểm của ông rút ra từ triều dã, Tào Tư Văn sáng tác "Nan thần diệt luận", Tiêu Sâm dẫn cố sự "Đỗ bá quan cung" và "Bá hữu bị giới" để bác lại. Lương Vũ Đế là người tin theo Phật giáo, ông triển khai luận chiến, sáng tác "Sắc đáp thần hạ thần diệt luận", lệnh cho Phạm Chẩn phải từ bỏ quan điểm. Lương Vũ Đế tổ chức hơn 60 tăng tục công bố văn chương nhằm tiến hành vây đánh Phạm Chẩn, gây ra đại chiến lý luận về "thần" diệt hay bất diệt trong giới tư tưởng, cuối cùng Phạm Chẩn bị phán là "dị đoan" và bị lưu đày.
Các nhà tư tưởng Hình Thiệu hay Phiền Tốn ở Bắc triều chủ trương "vô thần luận". Hình Thiệu là nhân sĩ hậu kỳ Bắc Ngụy và sơ kỳ Đông Ngụy, đương thời Phật giáo được hoàng thất Tiên Ti đề xướng mà trở nên hưng thịnh. Ông phản đối "thần bất diệt luận", chủ chương người chết thì linh hồn sẽ biến mất, phủ định lý luận người chết là quỷ; ông còn chủ trương "loại hóa luận", chỉ có sự vật đồng lỗi mới có thể chuyển hóa; sự vật bất đồng loại thì không thể chuyển hóa. "Loại hóa thuyết" cho thấy tính đa nguyên và tính sai khác của các loài. Tư tưởng của Hình Thiệu và các cuộc tranh luận giữa ông với Đỗ Bật về các vấn đề như luân hồi đều được ghi chép trong "Bắc sử- quyển 55- Đỗ Bật truyện" và "Bắc Tề thư-Đỗ Bật truyện". Phiền Tốn là người Bắc Tề, năm 554 Bắc Tề Văn Tuyên Đế muốn lập đàn tế trời ở Thiện Thái Sơn, Phiền Tốn khuyến gián với Hoàng đế, nói rằng Đạo giáo, thần tiên đều là do bịa ra.
Nhan Chi Thôi là người Lương, sau bị buộc phải làm quan cho Bắc triều. Ông chủ trương tảo giáo, nhận định "con người khi còn nhỏ, tinh thần chuyên nhất; sau khi lớn lên, tư tưởng phân tán, không dễ dàng mà học tập". Ông soạn "Nhan thị gia huấn", có ảnh hưởng sâu rộng đến xã hội Trung Quốc vào sau này, hậu thế xem đây là tác phẩm khuôn mẫu đối với gia huấn, được học giả Nho gia và môn đệ Phật giáo xem trọng.

### Văn học

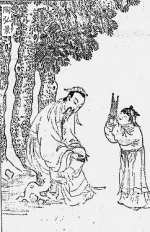
"Sơn trung tể tướng" Đào Hoằng Cảnh

Văn học thời kỳ Nam Bắc triều phát triển nhanh chóng, trong đó phong cách Nam triều mang thiên hướng hoa lệ tinh tế, còn phong cách Bắc triều mang thiên hướng hào phóng thô khoáng. Các nhân vật đại biểu của văn học Bắc triều là "Bắc địa tam tài": Hình Phóng, Ngụy Thu, Ôn Tử Thăng. Ở Nam triều, đại biểu văn học là Biền Văn, quan tâm tới cách luật, văn chương, sử dụng điển cố. Nội dung phần nhiều thoát ly sinh hoạt thực tế, biểu đạt một chút phú quý nhàn sầu, văn chương của Dữu Tín là đại biểu. Phong cách thơ thịnh hành là Nguyên Gia thể và Vĩnh Minh thể, Nguyên Gia thể là dại biểu cho phong cách thơ những năm Nguyên Gia (424-453) thời Lưu Tống, các nhân vật đại biểu là "Nguyên Gia tam đại gia": Tạ Linh Vận, Nhan Diên Chi và Bào Chiếu. Thành tựu trung của họ là đưa thơ cổ thể phát triển đến giai đoạn hoàn toàn thành thục, đồng thời chú ý đến vận dụng thanh luật và đối ngẫu, cũng đồng thời dần phát triển đến thơ cận thể. Vinh Minh thể còn được gọi là thơ tân thể, là một loại thể thơ hình thành vào những năm Vĩnh Minh (483-493) thời Nam Tề Vũ Đế, được truyền cảm hứng từ âm học Phạn, đặc biệt là tiếng tụng đọc kinh Phật. Chu Di phát hiện ra rằng tiếng Hán có bốn loại thanh điệu: bình, thượng, khứ, nhập; soạn ra "tứ thanh thiết vận vận". Thi nhân Thẩm Ước lại căn cứ theo cách lý giải của mình đối với bốn thanh điệu, soạn ra "tứ thanh phổ". Những người như Vương Dung là những người thúc đẩy, đồng thời tiến hành thử nghiệm trong sáng tác, "Vĩnh Minh thanh luật luận" cực thịnh một thời. Thi nhân Vĩnh Minh trong thơ cố gắng đạt đến "nhất giản chi nội, âm vận tận thù; lưỡng câu chi trung, khinh trọng tất dị", tránh những điều gọi là bát bệnh (bình đầu, thượng vĩ, phong yêu, hạc tất, đại vận, tiểu vận, bàng nữu, chính nữu), do vậy sản sinh ra Vĩnh Minh thể, là nguồn gốc của cách luật thi thời Đường. "Từ-Dữu thể" của Từ Si và Từ Lăng của Nam triều Trần và Dữu Tín của Bắc Chu có văn chương diễm lệ, cũng rất nổi tiếng. Giang Yêm và Bào Chiếu đều được gọi là đại gia từ phú Nam triều; "Hận phú" và "Biệt phú" của Giang Yêm, "Vu thành phú" và "Vũ hạc phú" của Bào Chiếu đều được gọi là tuyệt xướng từ phú Nam triều. Giang Yêm trong ngục đã viết "nghệ Kiến Bình vương thư" mang phong cách phấn chấn mạnh mẽ, không cao không thấp, trong đó thể hiện tình cảm chân thực. "Giang Lăng tài tận" là chỉ tình hình Giang Yêm giảm thiểu sáng tác vào những năm cuối.
Về mặt trường thi tự sự thì "Mộc Lan thi" của Bắc triều và "Khổng tước đông nam phi" của Nam triều là đại biểu. Về dân ca, do văn hóa Nam Bắc triều bất đồng, nên thể hiện sắc thái và tình điệu không giống nhau. "Nhạc phủ thi tập" có thuyết pháp "diễm khúc hưng vu Nam triều, Hồ âm sinh ư Bắc tục". Tiểu thuyết chịu ảnh hưởng của danh sĩ thanh đàm, thúc đẩy sự xuất hiện của tiểu thuyết dật sự, có thể phân thành "tiểu thuyết chí quái" và "tiểu thuyết chí nhân". "Thế thuyết tân ngữ" của Lưu Nghĩa Khánh khá nổi tiếng, cung cấp một lượng lớn điển cố và thành ngữ cho các tác phẩm văn học hậu thế. Đạo giáo có ảnh hưởng đến nghệ thuật và khoa học của Trung Quốc, như văn học "du tiên thi", miêu tả sự huyền nhiệm thần tiên phiêu dật hoặc dựa vào đàm luận về thần tiên để biểu đạt cảm xúc. Danh sĩ Đạo giáo Đào Hoằng Cảnh, Lục Tu Tĩnh đều những bậc anh tài trong văn học thần tiên. "Ngọc đài tân vịnh" là do Trương Lệ Hoa (phi tử của Trần Hậu Chủ) biên soạn và ghi chép, chủ yếu ghi lại những sáng tác khuê tình nam nữ.
Về mặt nghiên cứu văn học, "Văn tâm điêu long" của Lưu Hiệp trở thành kiệt tác lý luận văn nghệ có hệ thống đầu tiên của Trung Quốc, chủ trương văn phong thực dụng, phản đối văn phong hoa mỹ không thực dụng. Trưởng tử Tiêu Thống của Lương Vũ Đế tổ chức văn nhân biên tuyển "Chiêu Minh văn tuyển", là một bộ thơ văn tổng hợp cổ nhất còn lưu trữ được của Trung Quốc, vào thời Đường ngang với Ngũ Kinh, một thời cực thịnh. Hai bộ kiệt tác này có ảnh hưởng sâu rộng đối với sự phát triển của văn học Trung Quốc sau này. "Thi phẩm" của Chung Vanh cũng là một tác phẩm chuyên khảo trọng yếu, khai sáng thể chế thi luận, thi bình của Trung Quốc cổ đại. Tác phẩm này tập trung vào thơ ngũ ngôn từ thời Hán đến Lương, xác định nguồn gốc phong cách văn chương, một phái học "Thi Kinh", một phái học "Sở Từ". Tuy nhiên việc bình phán tam phẩm quá khiên cưỡng, như hạ phẩm Tào Tháo, trung phẩm Đào Tiềm, Kê Khang, Tào Phi ngày nay lại được đánh giá khá cao.

### Sử học

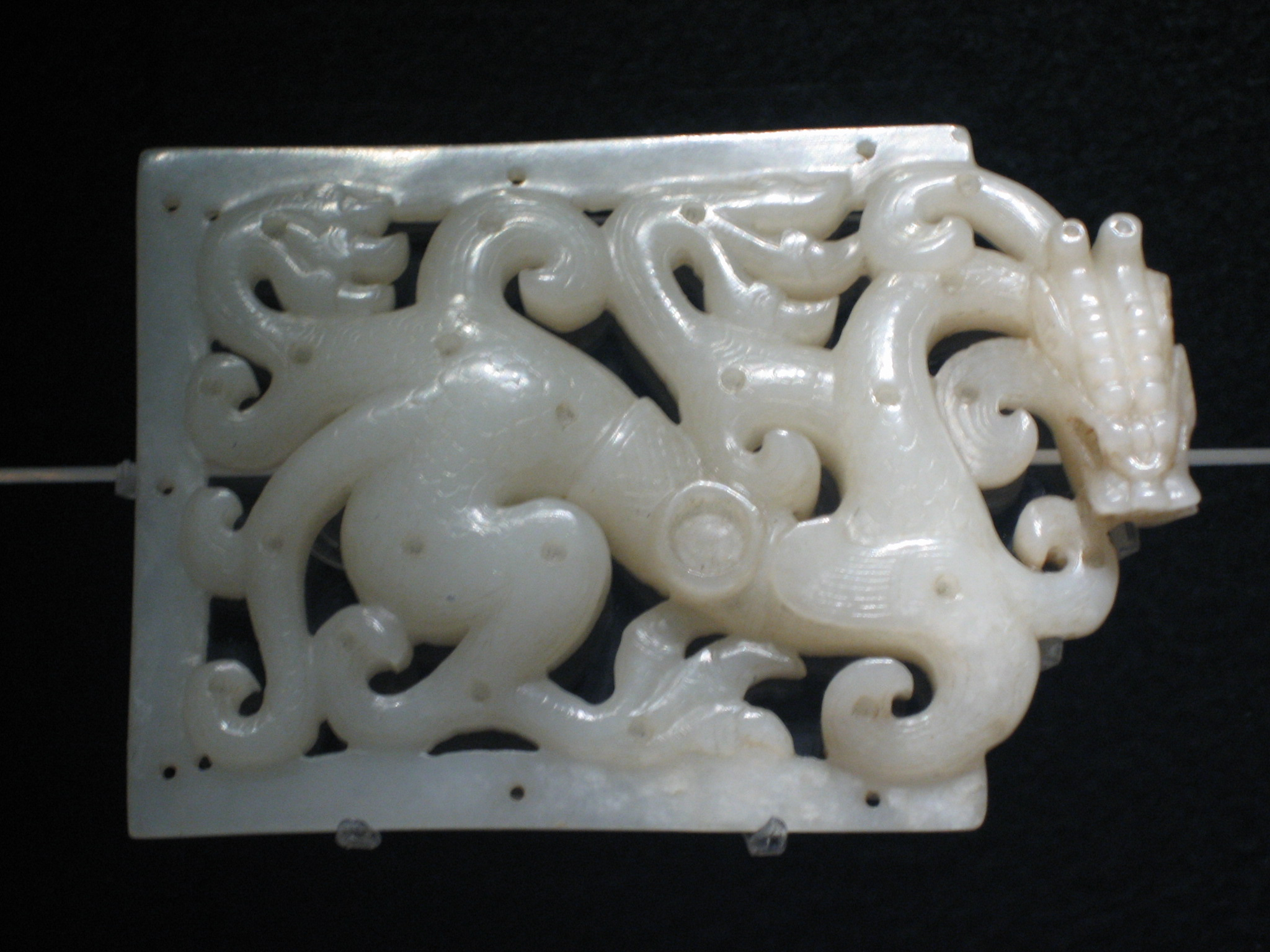
"Tiên Ti đầu" với vân rồng thời Nam Bắc triều

Nam Bắc triều kế thừa chế độ đặt chức quan viết sử từ thời Hán. Lưu Tống đặt ra "trứ tác quan" (quan danh và phân chức của Nam triều nhiều lần cải biến), phụ trách soạn viết quốc sử và ghi chép về cuộc sống hàng ngày của đế vương. Nam triều bắt đầu có phân chia giữa quốc sử và sử của tiền triều. Bắc Ngụy cũng đặt "trứ tác quan" và "khởi cư lệnh sử", khiến quan viết sử và quan viết về đới sống hàng ngày dần phân chức. Bắc Tề bắt đầu lập "sử quán" (hay gọi là sử các), là cơ cấu chuyên môn viết sử, ảnh hưởng đến chế độ viết sử công quyền của Trung Quốc sau này. Tây Ngụy và Bắc Chu cũng đặt "trứ tác quan". Các triều Nam Bắc cũng có đại thần giám sát việc viết sử. Ngoài ra, thời Lương bắt đầu soạn viết "thực lục" Vũ Đế, Nguyên Đế; sang thời Đường thì bắt đầu việc các triều đại kế tiếp nhau cho viết thực lục.
Sách sử phân đại theo "kỷ truyện thể" chiếm vị trí đứng đầu trong sử học Nam Bắc triều. Tác phẩm do quan lại biên soạn có "Tống thư" của Thẩm Ước, "Nam Tề thư" của Tiêu Tử Hiển, "Ngụy thư" của Ngụy Thâu. do cá nhân biên soạn có "Hậu Hán thư của Phạm Diệp.
Sách sử phán ánh các loại tình cảnh trong xã hội cũng thịnh hành vào thời Nam Bắc triều, như trong "Hậu Hán thư" của Phạm Diệp, "Tống thư" của Thẩm Ước có thêm các loại truyện ký "độc hành", "dật dân" (hoặc "ẩn dật"), "liệt nữ" với các loại diện mạo nhân vật; sử tịch tôn giáo có "Cao tăng truyện" của Huệ Kiểu, thuật về kiến trúc tự viện có "Lạc Dương Già lam ký" của Dương Huyễn Chi; về địa lý có "Thủy kinh chú" của Lịch Đạo Nguyên, là tác phẩm kết hợp từ những kiến thức vào thời Nam Bắc triều. Lịch sử dân tộc phi Hán do các tộc Ngũ Hồ kiến lập chính quyền mà được xem trọng, thành tựu khá cao có "Thập lục quốc Xuân Thu" của Thôi Hồng, "Tam thập quốc Xuân Thu" của Tiêu Phương.
Phả học do ảnh hưởng của chính trị môn phiệt thời Nam Bắc triều nên một thời rất thịnh. Các hào tộc muốn củng cố địa vị xã hội và quyền lực chính trị nên soạn viết gia phả, nhằm thể hiện huyết thống, môn đệ, hôn nhân và làm quan. Sau khi xuất hiện gia phả, lại có nghiên cứu gia phả học, đương thời xuất hiện các thư tịch như "Thống phả" hay "Bách gia phả".
Ngành chú sử thời Nam Bắc triều có đại biểu là "Tam quốc chí chú" của Bùi Tùng Chi, chú trọng vào tư liệu sưu tập được để bổ sung vào sử sự, không còn giới hạn trong việc chú giải chỉnh âm và giải thích sử văn, có ảnh hưởng tương đối với phương pháp chú sử Trung Quốc. Bùi Tùng Chi khảo đính tương đồng và khác biệt giữa các sử liệu để tìm ra sự thực, các sử gia sau này kế thừa, như Tư Mã Quang soạn "Tư trị thông giám khảo dị". Bùi Tùng Chi cũng bình luận về sử gia đời trước, điều này thúc đẩy sự phát triển của ngành phê bình sử học Trung Quốc.

### Tôn giáo

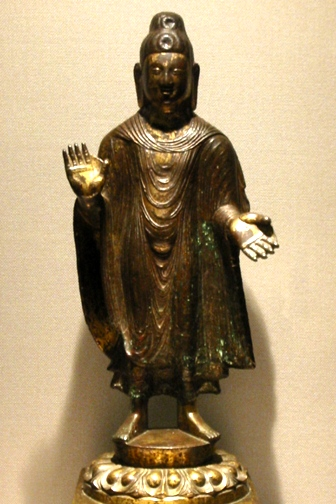
Tượng Phật Di-lặc thời Bắc Ngụy, đúc năm 443.

Trong thời kỳ này, Phật giáo-Đạo giáo dần dần trở thành tôn giáo chủ lưu, đồng thời cạnh tranh với huyền học. Phật giáo vào thời Nam Bắc triều có sự phát triển sôi nổi, thoát khỏi cảnh gian khó phải phụ thuộc vào Nho giáo và Đạo giáo ở tiền triều, thời kỳ Bắc Ngụy-Lưu Tống bắt đầu thịnh hành, đồng thời dần dần Trung Quốc hóa, tín ngưỡng Bồ Tát đương thời hết sức phổ biến trong dân chúng. Đương thời, Phật giáo dần sản sinh ra các tông phái, trong đó nổi danh là Tam luận tông, Niết bàn tông, Thiên Thai tông, Luật tông và Thiền tông. Nến tảng của Tam luận tông được xây dựng nên bởi Tăng Triệu, Liêu Dông Tăng Lãng, Hưng Hoàng Pháp Lãng, Mao Sơn Đại Minh, Cát Tạng đại sư thời Nam Bắc triều. Tông phái này dựa vào tam luận: "Trung luận", "Thập nhị môn luận", "bách luận" do Cưu-ma-la-thập dịch để lập tông, do vậy có tên là Tam luận tông. Tư tưởng của Tịnh độ tông chủ yếu dựa vào "Vãng sinh luận", đại biểu của phái này là Đàm Loan đề xướng tư tưởng "tha lực", "dịch hành". Đối với Niết bàn tông, "Thập địa kinh luận" do Lặc-na-ma-đề và Huệ Quang hình thành, cùng với "Đại bàn niết bàn kinh" (bắc thể) do Đàm-vô-sấm phiên dịch, sau khi truyền đến Nam triều thì được phát triển rộng rãi. Luật tông bắt nguồn từ việc Pháp Hiển, Huệ Quang ở Bắc triều tập trung nghiên cứu và truyền lại giới luật Phật giáo, nghiêm túc thi hành giới quy Phật giáo mà mang tên như vậy. Thiên thai tông là tông phái Phật giáo Trung Quốc được sáng lập sớm nhất, thủy tổ Trí Nghĩ chủ yếu dựa theo Diệu pháp liên hoa kinh, do vậy còn được gọi là "Pháp Hoa tông". Tông phái này chủ trương "thực tướng" và "chỉ quan", lấy "thực tướng" xiển minh lý luận, dùng "chỉ quan" chỉ đạo thực tu. Thiền tông Đạt-ma chủ trương "giáo ngoại biệt truyền, bất lập văn tự", đề xướng dùng tâm tu thiện, sau khi xuất thế cần phải độ hóa người khác. Thiện pháp của Đạt-ma giản minh thâm nhập. Cùng với Bảo Chí thiền sư, Phó đại sĩ gọi chung là "Lương tam đại sĩ". Sự phát triển cao độ của Phật giáo cũng dẫn đến việc chính phủ ức chế, Nho giáo và Đạo giáo kịch liệt đả kích. Do có nhiều tự viện và tăng lữ, khiến triều đình bị giảm số thuế và nguồn binh thu được, các nước bắt đầu hạn chế số người theo tín ngưỡng Phật giáo và đánh diệt Phật giáo. Trong đó, phong trào diệt pháp thời Bắc Ngụy Thái Vũ Đế và Bắc Chu Vũ Đế là nổi danh nhất, cùng với phong trào tương tự dưới thời Đường Vũ Tông được gọi chung là "Tam Vũ diệt Phật". Phật giáo sang thời Lưu Tống càng được nhân sĩ sùng tín, dẫn đến việc tranh luận với Nho giáo và Đạo giáo trên nhiều vấn đề khác nhau, như "chân ngụy của tam thế nhân quả", "tinh thần diệt hay bất diệt", "Phật còn sống hay không". Cùng với sự truyền bá của Phật giáo, nghệ thuật Phật giáo phát triển chưa từng thấy, với các tượng Phật, bích họa, tự viện hang đá. Trong đó, hang Mạc Cao, hang đá Vân Cương, hang đá Long Môn, hang đá Mạch Tích Sơn trở thành những báu vật trong kho tàng nghệ thuật tạo tượng Trung Quốc.

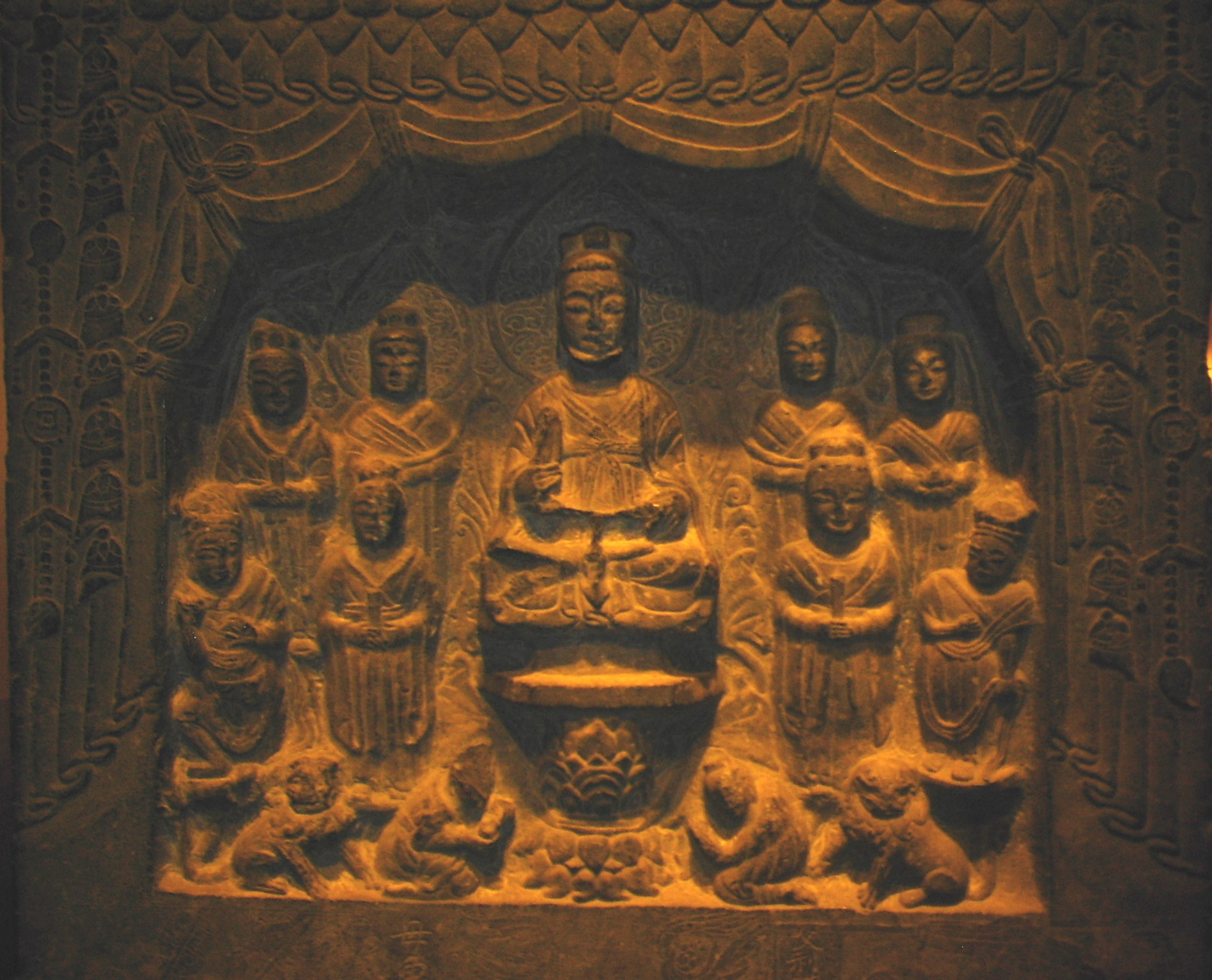
Bia đá Đạo giáo làm từ đá vôi, thời Bắc Chu

Đạo giáo cải cách đạt được nhiều thành tựu, Khấu Khiêm Chi vào cuối thời Ngũ Hồ thập lục quốc chịu ảnh hưởng của Linh Bảo ở Đông Tấn, chế tác các kinh như "Vân Trung âm tụng tân khoa chi giới", với hơn 80 quyển. Khấu Khiêm Chi đối với Đạo giáo tiến hành cải cách với nguyên tắc chung "lấy lễ độ làm đầu", trừ bỏ ngụy pháp Ngũ Đấu Mễ Đạo Tam Trương (Trương Lăng, Trương Hành, Trương Lỗ), các loại "thu tiền gạo" và "nam nữ hợp khí". Nghiêm ngặt thực hiện trai giới lễ bái, khiến tổ chức của Đạo giáo thêm chặt chẽ, khuôn phép và lễ tiết thêm hoàn thiện, khiến Đạo giáo "chuyên lấy lễ độ làm đầu, và còn lấy phục thực bế luyện". Do cải cách của Khấu Khiêm Chi, không chỉ sáng lập ra quy mô cơ bản mới cho Đạo giáo trên các mặt tôn chỉ, tổ chức, kinh đạo, trai nghi; mà còn khiến quân chủ Bắc triều và sĩ tộc Hán cùng Tiên Ti gia nhập Đạo giáo. Đạo giáo phát triển đến các tầng lớp xã hội, từng trở thành quốc giáo của Bắc triều. Lư Sơn đạo sĩ Lục Tu Tĩnh thời Lưu Tống lại thu thập các điển tịch Đạo giáo trước đó, tham khảo nghi lễ đương thời của Phật giáo, cải cách Thiên Sư đạo ở Nam triều, chủ yếu thể hiện trong "Lục tiên sinh đọa môn khoa lược" của ông. Cải cách của Khấu Khiêm Chi và Lục Tu Tĩnh khiến cho giáo quy và nghi phạm của Đạo giáo dần định hình. Sau đó, Đào Hoằng Cảnh kế tục hấp thu tư tưởng của Nho giáo và Phật giáo, bổ sung thêm nội dung cho Đạo giáo, xây dựng phả hệ thần tiên Đạo giáo, tự thuật Đạo giáo truyền thụ lịch sử, chủ trương Tam giáo hợp lưu, có ảnh hưởng rất lớn đối với sự phát triển sau đó của Đạo giáo. Ông dung hợp Kim Đan đạo giáo của Cát Hồng, Thượng Thanh kinh đạo của Dương Hy, và Nam Thiên sư đạo của Lục Tu Tĩnh, khai sáng ra Mao Sơn tông.
Tại Bắc Ngụy, còn có Hiên giáo, tức Hỏa giáo, là quốc giáo của đế quốc Ba Tư cổ đại. Tư tưởng của Hiên giáo thuộc nhị nguyên luận (có thần quang minh và thần hắc ám), chủ thần được gọi là "Hồ Thiên", kinh điển chủ yếu là "Avesta". Hiên giáo chủ yếu do người Túc Đặc đến từ Tây Vực truyền bá, đương thời các nước Tây Vực đều tin theo Hiên giáo, một bộ phận hoàng thất Bắc triều cũng tin theo, Linh thái hậu của Bắc Ngụy cúng tế thần "Hồ Thiên".

### Nghệ thuật

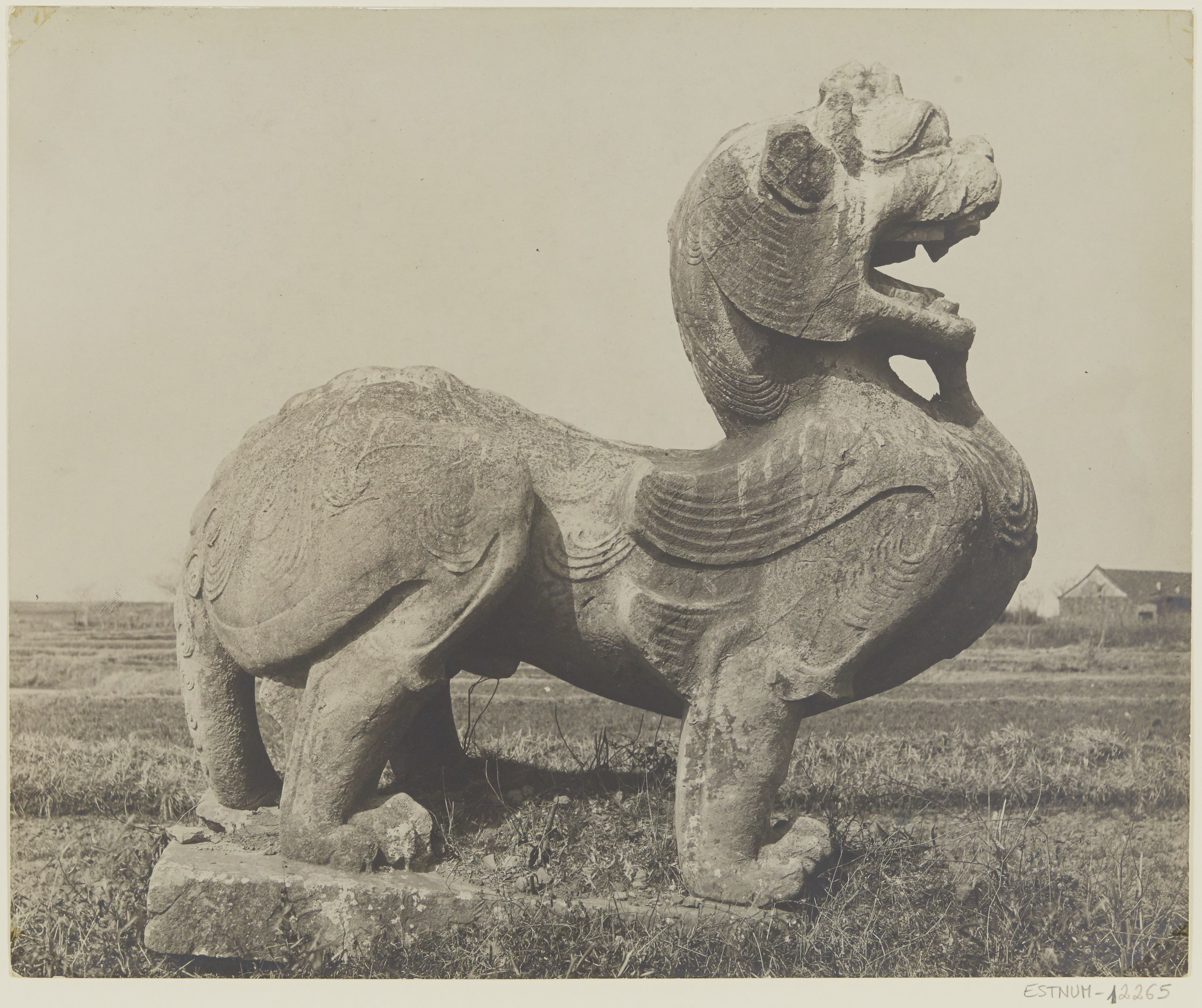
Thiên lộc đá, đá khắc tại Cảnh An lăng của Nam Tề Vũ Đế

Thời kỳ Nam Bắc triều, nghệ thuật hưng thịnh, Nam triều lấy hội họa là chính, Bắc triều lấy điêu khắc tạc tượng làm chính. Sự thịnh hành của điêu khắc ở Bắc triều có quan hệ với sự phổ biến của Phật giáo. Một lượng lớn chùa được xây dựng, bất luận là làm từ gỗ, gạch, hay kiến tạo trong hang đá đều có các tượng Phật điêu khắc lớn nhỏ. Về điêu khắc tượng Phật trong hang đá, trứ danh có hang Mạc Cao Đôn Hoàng bắt đầu được tạo vào năm 366 dưới thời Tiền Tần, hang đá Mạch Tích Sơn bắt đầu được tạc vào năm 384 thời Hậu Tần, trong thời Bắc Ngụy Hiếu Văn Đế lại bắt đầu tạc hang đá Vân Cương, hang đá Long Môn; thời Bắc Tề Văn Tuyên Đế thì bắt đầu tạc hang đá Thiên Long Sơn. Nghệ thuật hang đá thể hiện tính hùng vĩ nhất là tại 20 hang tượng của quần thể hang đá Vân Cương. Dung mạo của tượng Phật phong mãn, hai vai khoan hậu, đường nếp gấp áo quần được khắc có cảm giác ôm khít thân hình, trong trang nghiêm có vẻ thân ái, biểu hiện cho tấm lòng bao dung của Phật. Công nghệ điêu khắc tốt nhất được thể hiện ở 259 hang tượng của quần thể hang Mạc Cao, thể hiện thần thái đang mỉm cười, tạo ra mĩ cảm điềm tĩnh. Các tàn tượng đắp bằng bùn được khai quật từ nền tháp chùa Vĩnh Ninh ở Lạc Dương là tinh tế nhất, diện mạo đầy sức sống. Hang đá Thiên Long Sơn lại là đại biểu cho văn hóa Phật giáo Bắc Tề, với "Mạn Sơn các" và "Cửu Liên động" nổi danh. Tập hợp tháp Phật Ấn Độ và lầu tháp triều Hán làm cơ sở để dựng nên các mộc tháp, đương thời đó là sự phát triển kiến trúc quan trọng. Tư tưởng Nho giáo và Đạo giáo Trung Quốc bản địa cũng cung cấp cho nghệ thuật các chủ đề mới, phong cách mới. Tư tưởng Nho giáo phần nhiều là kết hợp hiếu đạo, nhà nghệ thuật Đạo giáo lại thiên về cảnh tự nhiên sơn thủy và truyền thuyết dân gian. Nghệ thuật thế tục truyền thống cũng xuất hiện biến hóa, đặc biệt thể hiện trên phương diện hội họa. Công nghệ làm đồ gốm ở phương nam có tiến triển đáng kể, nổi danh nhất là "Việt từ" men lục của "Việt điêu". "Việt điêu" (tức gốm sứ vùng Quảng Đông) dùng rất bền, thậm chí còn được bán ra hải ngoại, xa đến Ai Cập, Philippines. Lục triều cũng là thời kỳ Trung Quốc xuất hiện việc văn nhân họa gia, thư pháp gia, những nhân vật quan trọng tiến hành thu thập tác phẩm nghệ thuật, phê bình văn học nghệ thuật cũng có sự phát triển.

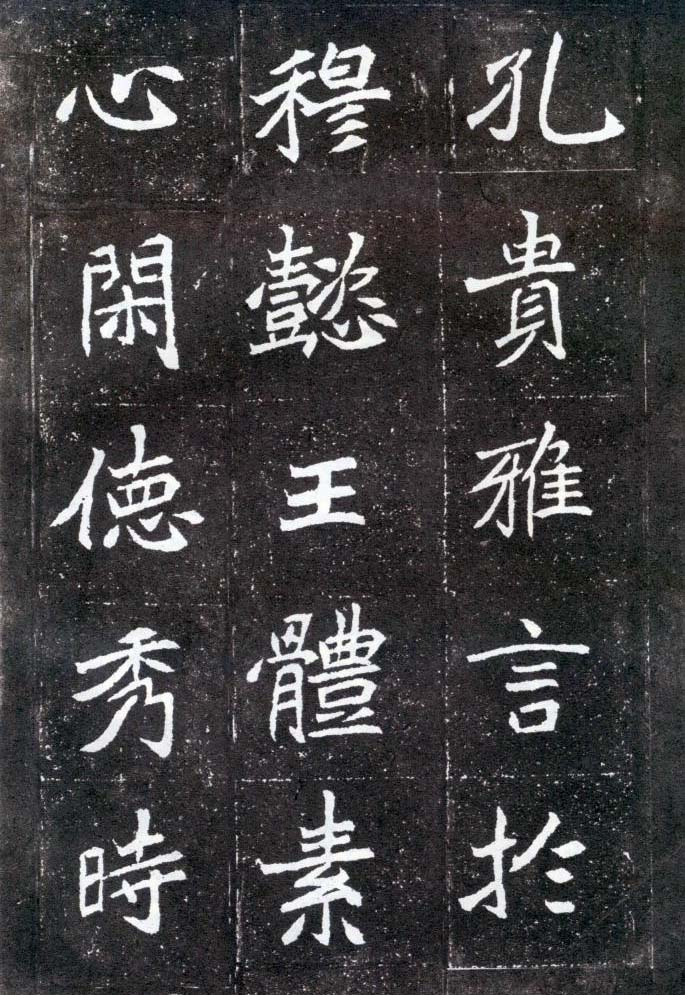
Một phần tháp phiến ngụy bi "Nguyên Hoài mộ chí"

Về đá khắc lăng mộ Nam triều, lăng mộ các đời đế vương, quý tộc ở phía trước có cột đá, bia đá, thú đá. Thú đá còn gọi là "tị tà" (避邪), do tạo hình sư tử diễn biến mà thành, mang hàm ý trừ tà, cầu phúc hoặc thăng thiên. Trong đó, thiên lộc trước lăng Nam Tề Vũ Đế và kỳ lân trước lăng Nam Tề Cảnh Đế là những đại biểu mang tính đại diện nhất Phong cách của chúng kế thừa điêu khắc thú đá thời Hán, giỏi về việc tận dụng chỉnh sửa khối đá, dùng thủ pháp tẩy luyện để biểu hiện khí thế hùng vĩ.

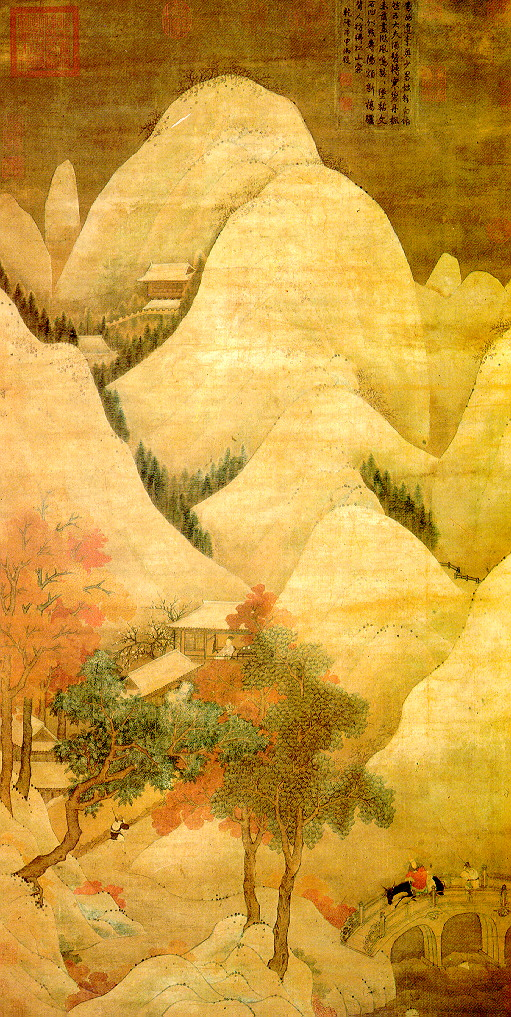
"Tuyết sơn hồng thụ đồ" của Trương Tăng Do.

Về hội họa, tranh sơn thủy Trung Quốc cổ đại nổi lên vào thời Nam Bắc triều. Do ảnh hưởng kết hợp từ huyền học, tự nhiên quan Lão Tử-Trang Tử và cảnh sơn thủy Giang Nam tú lệ, khiến hội hoa thoát ly hạn chế của Nho học, phát triển theo phương hướng thuần nghệ thuật, họa gia nổi danh có Lục Tham Vi thời Lưu Tống và Trương Tăng Do thời Lương. Rồng do Trương Tăng Do vẽ được đánh giá là phi thường thần diệu, câu "họa long điểm tình" bằng nguồn từ họa công của ông. Trương Tăng Do một đời khắc khổ học tập, vẽ nên các danh tác như "Ngũ tinh nhị thập bát túc thần hình đồ", "Tuyết sơn hồng thụ đồ". Do sự xuất hiện của thơ sơn thủy, khiến truyền thống lấy biểu hiện nhân vật làm chính trong một thời gian dài này chuyển biến thành cảnh sắc sơn thủy. Tông Bỉnh thời Lưu Tống là nhà sáng tác lý luận tranh sơn thủy sớm nhất của Trung Quốc, tác phẩm "Họa sơn thủy tự" của ông là nổi danh nhất, ngoài tinh thông địa lý "sơn thủy lấy hình mị đạo" ra, trong khi quan sát sơn thủy tự nhiên, quy nạp ra phương pháp hội họa thể hiện vật thể xa gần. Họa gia tranh sơn thủy Vương Vi thời Lưu Tống, với tác phẩm "Tự họa", nhấn mạnh quan sát tự nhiên cùng chủ động biểu hiện quan điểm và cảm tình của cá nhân. Tiêu Bí thời Lương thể hiện ra cảm nhận cự ly không gian xa gần. Lý luận hội họa vào thời kỳ này đã thành thục, như Tạ Hách thời Nam Tề soạn ra tác phẩm kinh điển quan trọng "Cổ họa phẩm lục", đề ra "lục pháp luận" hội họa- sáu phép căn bản của hội họa cổ điển Trung Hoa- cùng hai bộ phận họa phẩm. Ông đề xuất tác phẩm hội họa chiếu theo sáu pháp, không chỉ giới hạn ở vẽ nhân vật, có ảnh hưởng rất lớn đối với hậu thế. Trong đó, lý luận "khí vận sinh động" (sắc thái và không khí sống động như thật) được các bình gia hội họa tôn là trình độ cao nhất.
Ngụy-Tấn-Nam-Bắc triều là thời kỳ phát triển thanh xuân của khải thư, trong đó bia khắc là kho tàng về khải thư. Bia khắc Bắc triều có chữ khắc được gọi là thư pháp "Ngụy bi", có dũng khí hùng hồn, phong cách chất phác mộc mạc, thể thái nhiều biến đổi. "Long Môn nhị thập phẩm" là chỉ việc trong hang đá Long Môn phát hiện được 20 văn tự ghi chép ở nơi tạo tượng, các tác phẩm này được nhận định là đại biểu của thư pháp "Ngụy bi" thời Bắc Ngụy. "Trương Mãnh Long thiếp" được những nhà thư pháp tôn sùng, thành tựu vượt quá các tác phẩm thời Đường. "Trịnh Văn Công bi" là tác phẩm của nhà thư pháp Trịnh Đạo Chiêu thời Bắc Ngụy, các nhà thư pháp Âu Dương Tuân và Ngu Thế Nam thời Đường đều chịu ảnh hưởng sâu sắc. Ngoài ra còn có nhiều minh văn được ghi trên mộ như "Thạch môn minh". Ở Nam triều có các bia nổi danh như "Thoán long nhan bi", "Ế hạc minh".

## Khoa học kỹ thuật

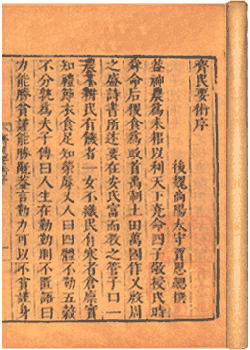
"Tề dân yếu thuật" mô tả chi tiết kỹ thuật nông nghiệp vào hậu kỳ Bắc Ngụy.

Trong suốt thời kỳ Ngụy-Tấn-Nam-Bắc triều, do các dân tộc ở biên cương thiên di vào Trung Nguyên, từng nhóm người Hán phương bắc dời xuống phương nam, khiến văn hóa có sự giao lưu và pha trộn. Do cục diện thống nhất của Nho họ bị phá vỡ, trong khi Huyền-Đạo-Phật lại nổi lên, khiến nghiên cứu học thuật phát triển theo triều hướng đa nguyên hóa. Để sinh tồn và chiến tranh, các triều đại không ít lần thi hành một số cải cách phương sách nhằm đảm bảo sự phát triển của các khu vực nông nghiệp và thủ công nghiệp. Chúng đều khiến cho khoa học kỹ thuật tăng tiến đáng kể.
Lịch Đạo Nguyên từ nhỏ đã nghiên cứu địa lý học, do đương thời các tác phẩm địa lý không đầy đủ, vì vậy ông nhân lúc được cử làm quan ở các địa phương mà tiến hành khảo sát thực địa, cuối cùng dựa theo "Thủy Kinh" mà hoàn thành "Thủy Kinh chú". "Thủy Kinh chú" viết về địa lý thủy văn lục địa, lấy thủy đạo làm chính, miêu tả chi tiết tính chất và môi trường xung quanh, có cống hiến kiệt xuất cho địa lý học Trung Quốc cổ đại. "Thủy Kinh chú" không chỉ nói về dòng sông, mà còn ghi lại chi tiết địa mạo, địa chất, khoáng vật và động thực vật nơi sông chảy qua. Trong "Thủy Kinh chú" có ghi lại rất nhiều hóa thạch của sinh vật cổ, ở huyện Thành Kỷ trên thượng du Vị Thủy (nay thuộc huyện Trang Lãng, Cam Túc) còn có hóa thạch loài người. Trong tác phẩm này, hậu thế có thể tìm hiểu chế độ canh tác cổ đại, chủng loại và phân bổ thực vật cổ đại, khu vực phân bố của động vật và hoạt động theo mùa của chúng, cùng với việc người xưa lợi dụng chúng để thu được lợi ích kinh tế ra sao.
Giả Tư Hiệp là nhà nông học Bắc Ngụy, gia cảnh tương đối giàu có, đối diện với thiên tai nhân họa và mất mùa đói kém kéo dài vào đương thời, ông chủ trương xem trọng nông nghiệp, đồng thời tự xem trách nhiệm "tề dân mưu sinh" là của mình, vì thế quyết định dốc hết sức lực để viết nông thư. Tấc phẩm "Tề dân yếu thuật" của ông có địa vị quan trọng trong lịch sử nông học Trung Quốc cũng như thế giới. "Tề dân yếu thuật" lấy khu vực trung hạ du Hoàng Hà, đặc biệt là khu vực Sơn Đông làm trọng điểm, miêu tả diện mạo của sản xuất nông nghiệp đương thời, đồng thời giới thiệu truyền thống nông nghiệp canh tác tế canh và đa chủng của Trung Quốc, bao quát kỹ thuật chế biến thực phẩm. Tác phẩm được phân thành 10 quyển, 92 thiên, ghi lại các phương pháp làm ruộng, làm vườn, trồng rừng, trồng dâu nuôi tằm, chăn nuôi gia súc, thú y, phối giống, nấu rượu, nấu ăn, dự trữ, cùng trị hoang của Trung Quốc trong lịch sử 1500 năm tính đến thời điểm đó. Tác phẩm viện dẫn gần 200 cổ tịch, trong đó có các nông thư quan trọng thời Hán-Tấn như "Phiếm thắng chi thư", "Tứ dân nguyệt lệnh" song hiện đã thất truyền, người đời sau có thể dựa vào thư tịch này để hiểu rõ hoạt động nông nghiệp thời Hán-Tấn. Tác phẩm chứa các tri thức cần thiết đối với địa chủ và nông dân, cũng là chỉ tiêu quan trọng của sự phát triển kỹ thuật nông nghiệp thời Bắc Ngụy.
Tổ Xung Chi là người thời Lưu Tống, từ nhỏ đã có hứng thú với thiên văn toán thuật, có nhiều tác phẩm phong phú, về thiên văn có "Thượng 'Đại Minh lịch' biểu", "Bác nghị"; về số học có "Xuyết thuật", "Cửu chương thuật nghĩa chú", "Trùng sai thuật". Ông viết "An nhân luận", kiến nghị triều đình khai khẩn đất hoang, phát triển nông nghiệp, an định dân sinh, củng cố quốc phòng. Thành tựu chủ yếu của Tổ Xung Chi là trên ba lĩnh vực: số học, lịch pháp thiên văn và chế tạo cơ giới, dựa trên cơ sở Trương Hành và Lưu Huy, Tổ Xung Chi xác định được chính xác bảy chữ số sau dấu thập phân của số Pi. Ông là người đầu tiên trên thế giới đưa số trị tuế sai vào trong tính toán lịch pháp, ông còn tu chỉnh quy tắc tháng nhuận, là phương pháp chính xác nhất trước thời Đường. Tổ Xung Chi và con là Tổ Hằng cùng đề xuất công thức tính thể tích khối cầu, gọi là "Tổ thị định lý", sớm hơn phương Tây trên 1000 năm. Về cơ giới, Tổ Xung Chi chế tác ra Chỉ Nam xa, Mộc ngưu lưu mã (trâu gỗ dùng để vận chuyển), "Thiên lý thuyền" (thuyền có bàn đạp dùng chân), "Thủy đối mô" chạy bằng thủy lực.
Trương Tử Tín ở Bắc triều sơ bộ phát hiện ra quy luật độ dài ngắn của thời gian Mặt Trời chiếu sáng. Những năm cuối Bắc Ngụy, Trương Tử Tín tránh loạn Cát Vinh nên ẩn cư ở hải đảo, dùng công cụ đo hình tròn để đo chiều dài ngày trong vòng 30 năm. Khoảng năm 565, ông phát hiện ra Mặt Trời di chuyển không mang tính thống nhất, Ngũ Tinh (Kim, Mộc, Thủy, Hỏa, Thổ) cũng di chuyển không mang tính thống nhất, thị sai Mặt Trăng ảnh hưởng đến Nhật thực, đồng thời đề xuất phương pháp tính toán, có ý nghĩa bước ngoặt đối với lịch sử thiên văn học Trung Quốc. Trải qua nỗ lực của các học sinh của Trương Tử Tín như Trương Mạnh Tân và Lưu Hiếu Tông, ba phát hiện lớn này cùng phương pháp tính vào năm 576 được Mạnh Tôn lịch và Hiếu Tông lịch ứng dụng.
Y học Nam triều phát triển, nổi danh phải kể đến Từ Chi Tài và Diêu Tăng Viên của Lương. Từ Chi Tài thuộc thế gia về y học, ông theo Dự Chương vương Tiêu Tông chạy sang Bắc Ngụy, được hoàng đế Bắc Ngụy trọng dụng. Ông nghiên cứu sâu về thảo dược và điều chế thuốc, soạn ra "Dược đối" và "Tiểu nhi phương". Ông có hiểu biết nhất định về phụ khoa, "Trục nguyệt dưỡng thai pháp" dựa trên "Thanh sử tử" từ thời Tiên Tần, có ý nghĩa quan trọng đối với sức khỏe của phụ nữ có thai cũng như thai nhi. Nhà Từ thị là người Nam sang làm quan ở Bắc, khiến ngành y dược hai nơi có sự giao lưu, có ý nghĩa tích cực. Diêu Tăng Viên từng nhiều lần trị bệnh cho Lương Vũ Đế, Lương Nguyên Đế, sau đó vì chiến loạn nên chạy sang Bắc Chu, trở thành thần y nổi danh của Bắc Chu. phương thuốc trị bệnh của ông lưu truyền đến thời Đường. Ngoài ra, học giả y học quan trọng còn có Đào Hoằng Cảnh, soạn ra các y tịch "Bản thảo kinh tập chú" phản ánh sự phát triển của y dược từ thời Hán mạt đến đương thời, "Danh y biệt lục" (phụ vào Bản thảo kinh tập chú) "Hàn thực tán" có thể khiến con người trúng độc, thậm chỉ gây ra tử vong, song thường được vương thất và đại thần Nam Bắc triều sử dụng như thuốc.